# Lijst van ammonieten
Deze lijst bevat de geslachten uit de uitgestorven onderorde Ammonoidea. Deze lijst omvat de geldige geslachten, maar mogelijk ook twijfelachtige nomen dubium, nomen nudum of junior synoniemen.
Referentie
De oorsprong van deze lijst is het samenvattend handboek Marin fossil genera van Jack Sepkoski en het gedeelte over ammonieten van het Treatise on Invertebrate Paleontology, uitgebracht door de Geological Society of America en de University of Kansas.

## A

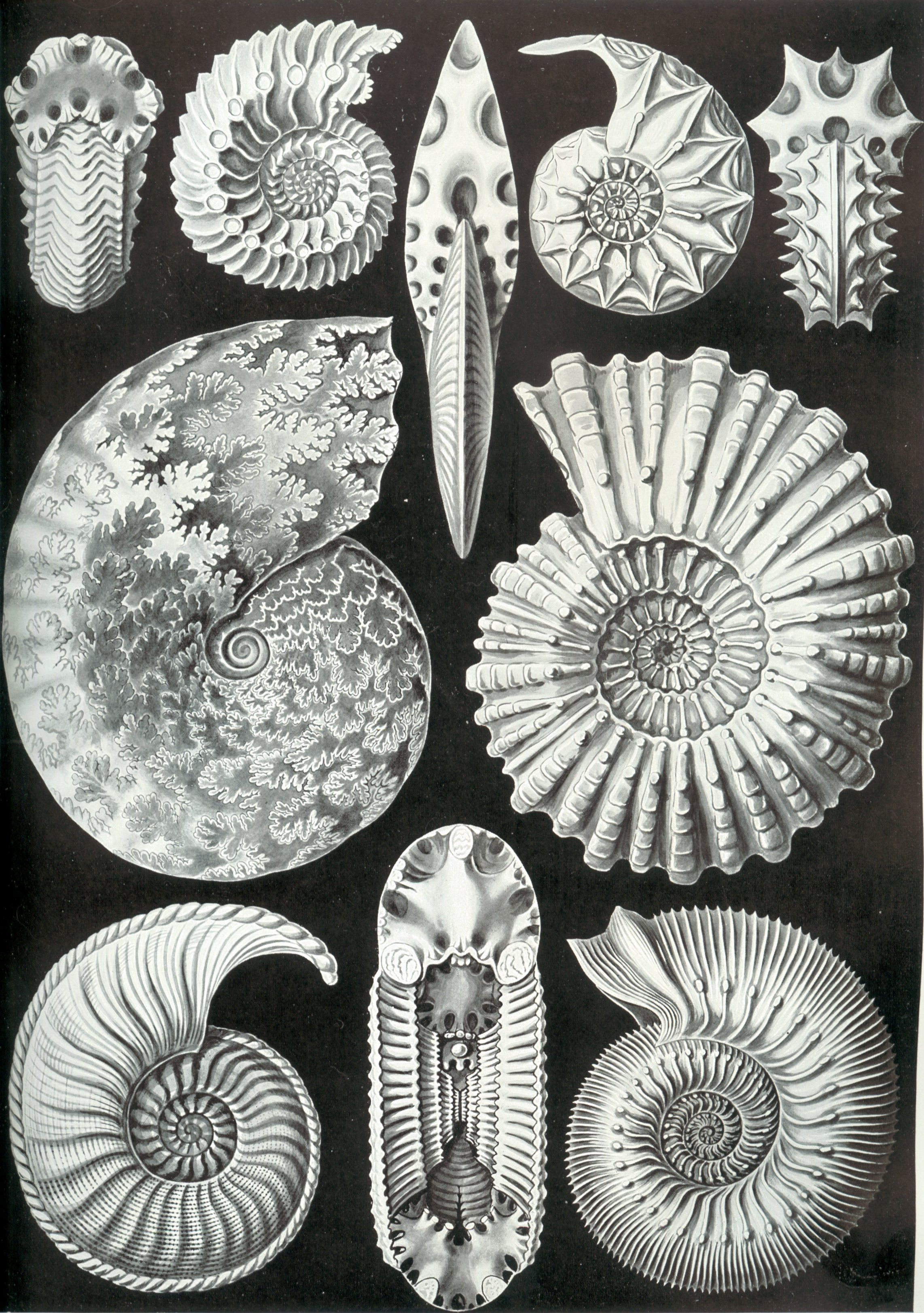
De verschillende vormen van ammonieten uit Ernst Haeckels Kunstformen der Natur uit 1904

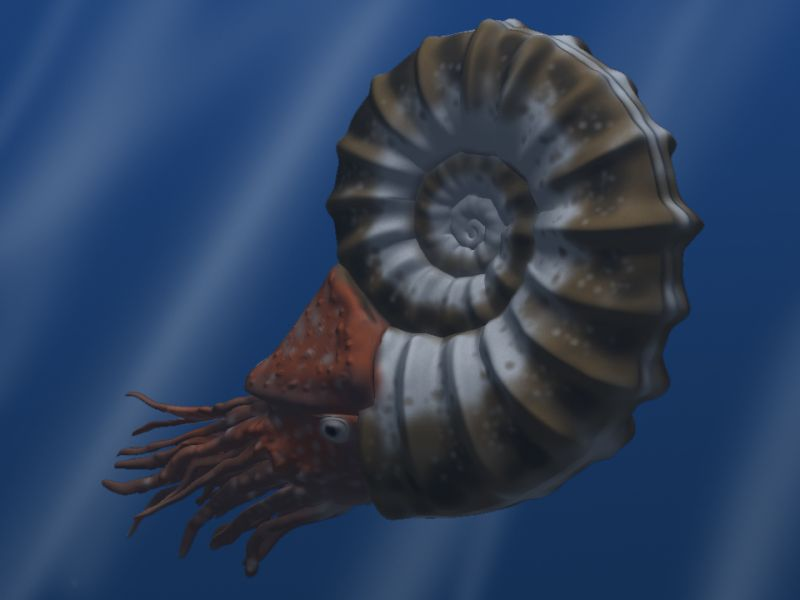
Asteroceras

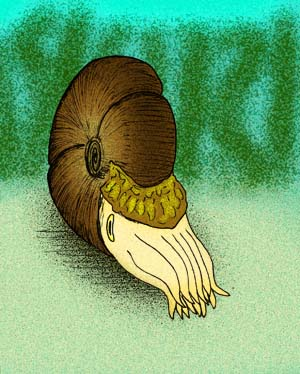
Aenigmatoceras

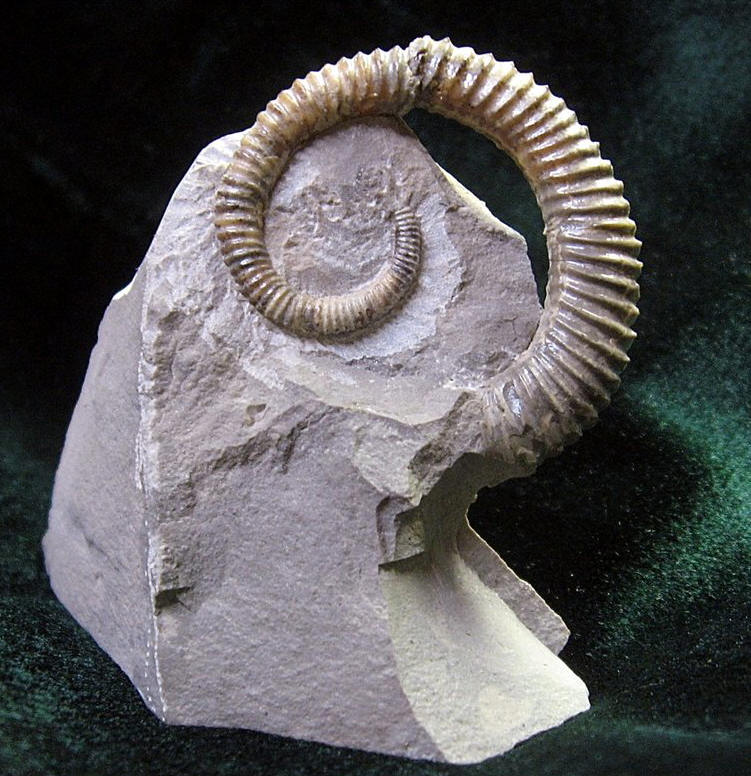
Allocrioceras

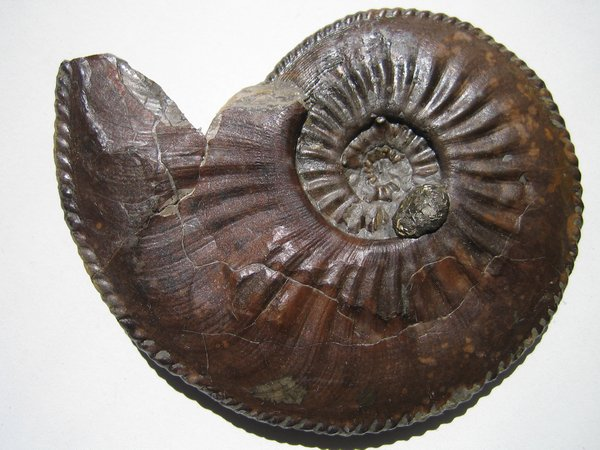
Amaltheus

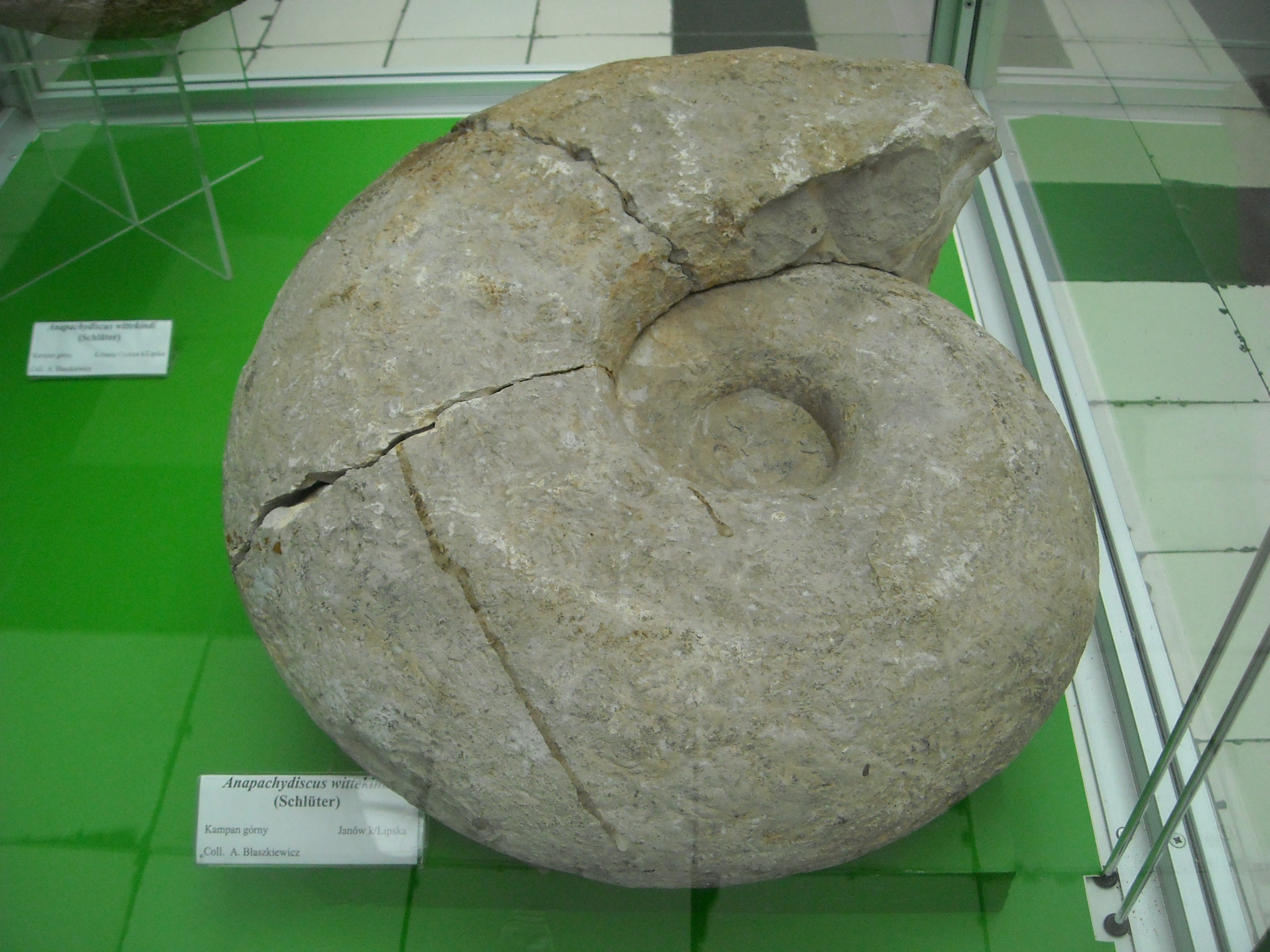
Anapachydiscus

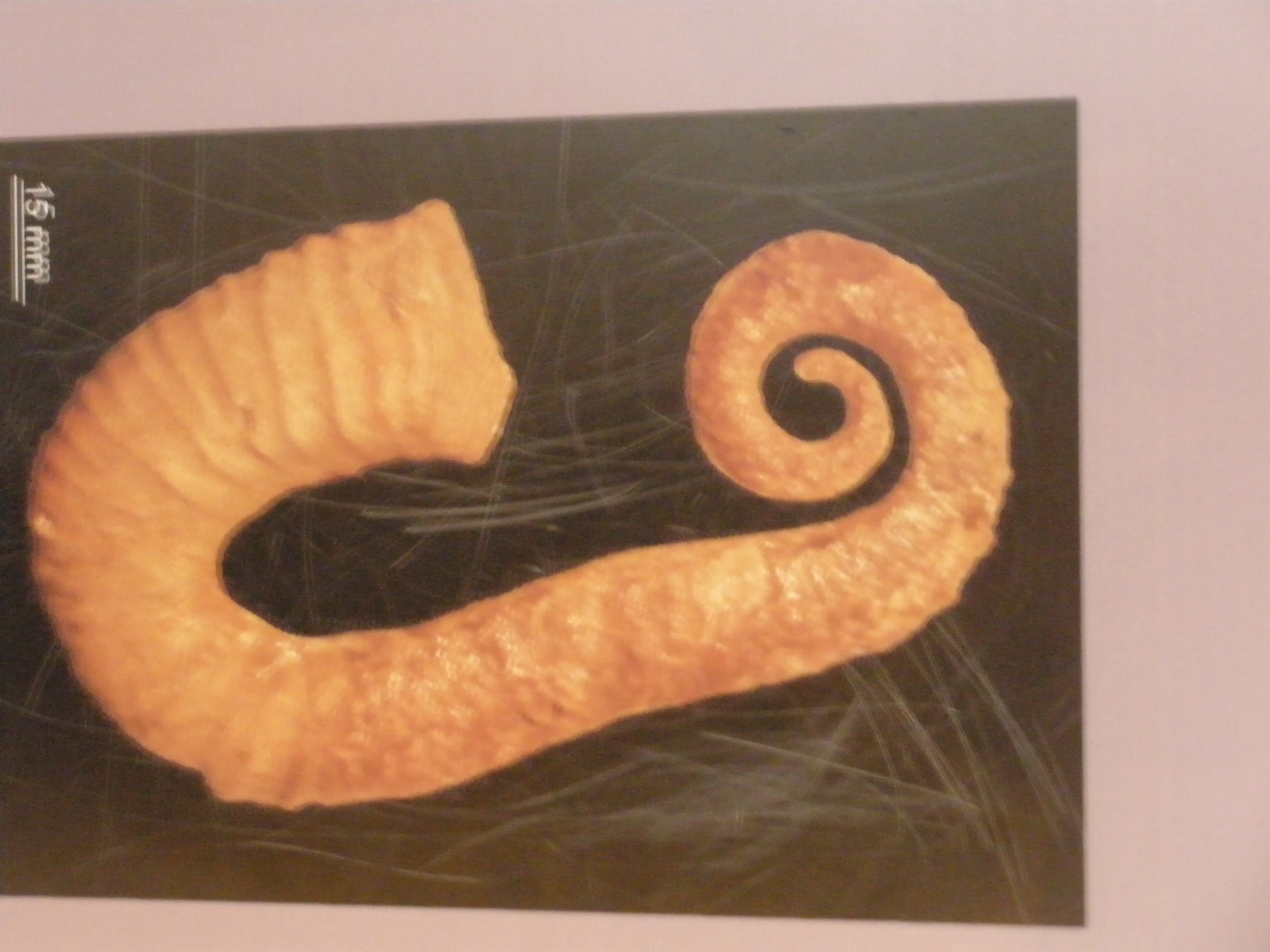
Ancyloceras

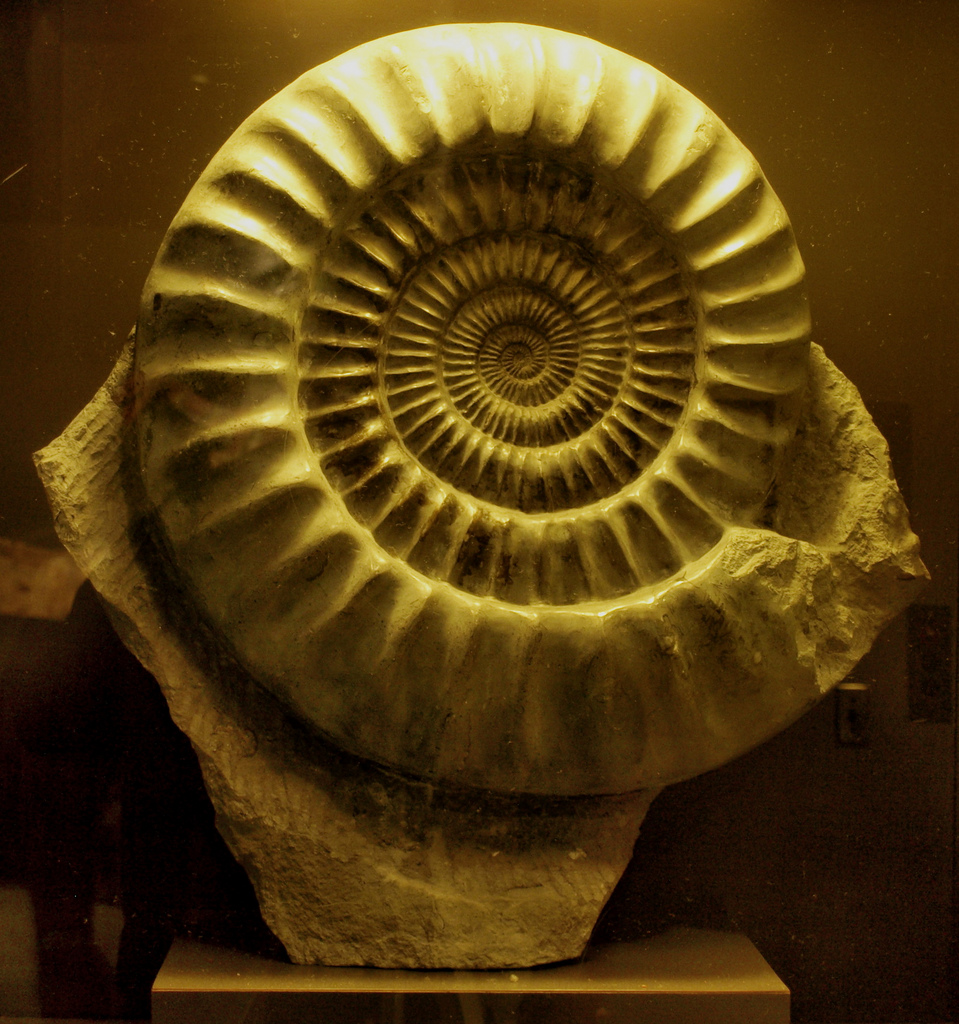
Arietites

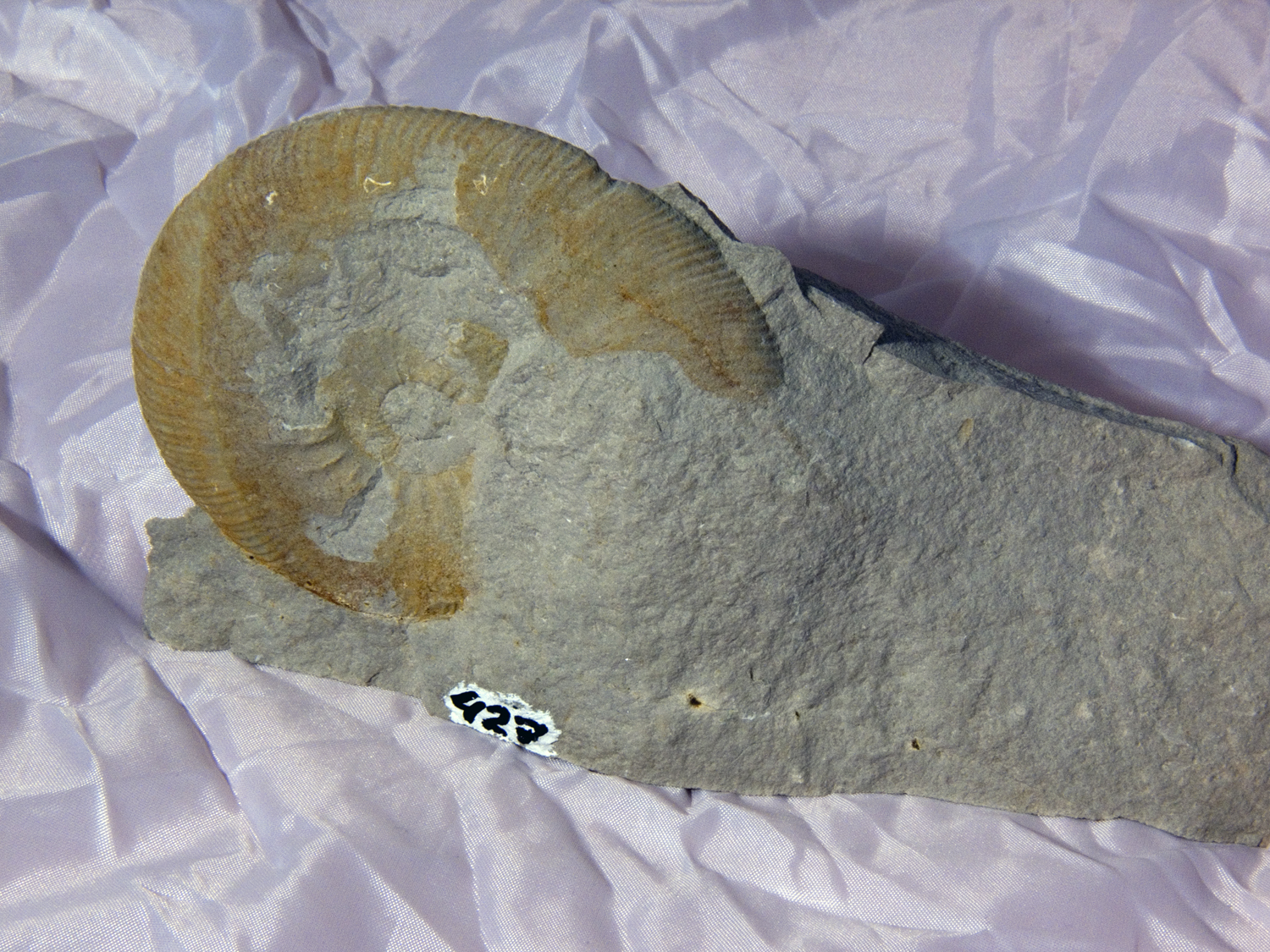
Ataxioceras

- †Abbasites
- †Abichites
- †Abrytasites
- †Acanthaecites
- †Acanthinites
- †Acanthoceras
- †Acanthoceratites
- †Acanthoclymenia
- †Acanthodiscus
- †Acanthohoplites
- †Acantholytoceras
- †Acanthopleuroceras
- †Acanthoplites
- †Acanthoscaphites
- †Acompsoceras
- †Aconeceras
- †Acriclymenia
- †Acrimeroceras
- †Acrioceras
- †Acrocanites
- †Acrochordiceras
- †Acuariceras
- †Acuticostites
- †Acutimitoceras
- †Adkinsia
- †Adkinsites
- †Adrianites
- †Aegasteroceras
- †Aegoceras
- †Aegocrioceras
- †Aegolytoceras
- †Aenigmatoceras
- †Agassiceras
- †Agastrioceras
- †Agathiceras
- †Agoniatites
- †Ainoceras
- †Aioloceras
- †Akmilleria
- †Aktubinskia
- †Aktubites
- †Aktuboclymenia
- †Alanites
- †Alaoceras
- †Albanites
- †Alcidellus
- †Aldanites
- †Alfeldites
- †Algericeras
- †Algerites
- †Alligaticeras
- †Alloceratites
- †Alloclionites
- †Allocrioceras
- †Alloptychites
- †Almites
- †Almohadites
- †Alocolytoceras
- †Alpinites
- †Alsatites
- †Altudoceras
- †Alurites
- †Amaltheus
- †Amarassites
- †Amauroceras
- †Ammonellipsites
- †Ammonitoceras
- †Ammonoceratites
- †Amoebites
- †Amoeboceras
- †Amphipoanoceras
- †Amphistephanites
- †Ampthillia
- †Anacleoniceras
- †Anadesmoceras
- †Anaflemingites
- †Anagaudryceras
- †Anagymnites
- †Anagymnotoceras
- †Anahamulina
- †Anahoplites
- †Anaklinoceras
- †Analytoceras
- †Ananorites
- †Anapachydiscus
- †Anarcestes
- †Anascaphites
- †Anasibirites
- †Anasirenites
- †Anatibetites
- †Anatomites
- †Anatropites
- †Anatsabites
- †Anavirgatites
- †Anaxenaspis
- †Anclyoceras
- †Ancolioceras
- †Andersonites
- †Anderssonoceras
- †Andesites
- †Andiceras
- †Androgynoceras
- †Anetoceras
- †Aneuretoceras
- †Anfaceras
- †Angranoceras
- †Angulaticeras
- †Anisarcestes
- †Anisoceras
- †Ankinatsytes
- †Annuloceras
- †Anolcites
- †Anotoceras
- †Anthracoceras
- †Anthracoceratites
- †Anthracoceratoides
- †Aphanites
- †Apleuroceras
- †Aplococeras
- †Apoderoceras
- †Apsorroceras
- †Aquilonites
- †Araneites
- †Araxoceras
- †Arcanoceras
- †Arcestes
- †Archoceras
- †Arcthoplites
- †Arcticoceras
- †Arctocephalites
- †Arctoceras
- †Arctogymnites
- †Arctohungarites
- †Arctomeekoceras
- †Arctomercaticeras
- †Arctoprionites
- †Arctoptychites
- †Arctosirenites
- †Arctotirolites
- †Arestoceras
- †Argentiniceras
- †Argolites
- †Argonauticeras
- †Argosirenites
- †Arianites
- †Aricoceras
- †Arieticeras
- †Arietites
- †Arietoceltites
- †Arisphinctes
- †Aristoceras
- †Aristoceratoides
- †Aristoptychites
- †Arkanites
- †Armatites
- †Arnioceltites
- †Arnioceras
- †Arniotites
- †Arpadites
- †Arthaberites
- †Artinksia
- †Artioceras
- †Artioceratoides
- †Asaphoceras
- †Asapholytoceras
- †Asklepioceras
- †Aspenites
- †Asphinctites
- †Aspidoceras
- †Aspidostephanus
- †Aspinoceras
- †Asteroceras
- †Asthenoceras
- †Astiericeras
- †Astieridiscus
- †Astreptoceras
- †Asturoceras
- †Ataxioceras
- †Atlantoceras
- †Atsabites
- †Audaxlytoceras
- †Augurites
- †Aulacosphinctes
- †Aulacosphinctoides
- †Aulacostephanus
- †Aulasimoceras
- †Aulatornoceras
- †Austiniceras
- †Australiceras
- †Austroceratites
- †Austrotrachyceras
- †Aveyroniceras
- †Axinolobus
- †Axonoceras

## B

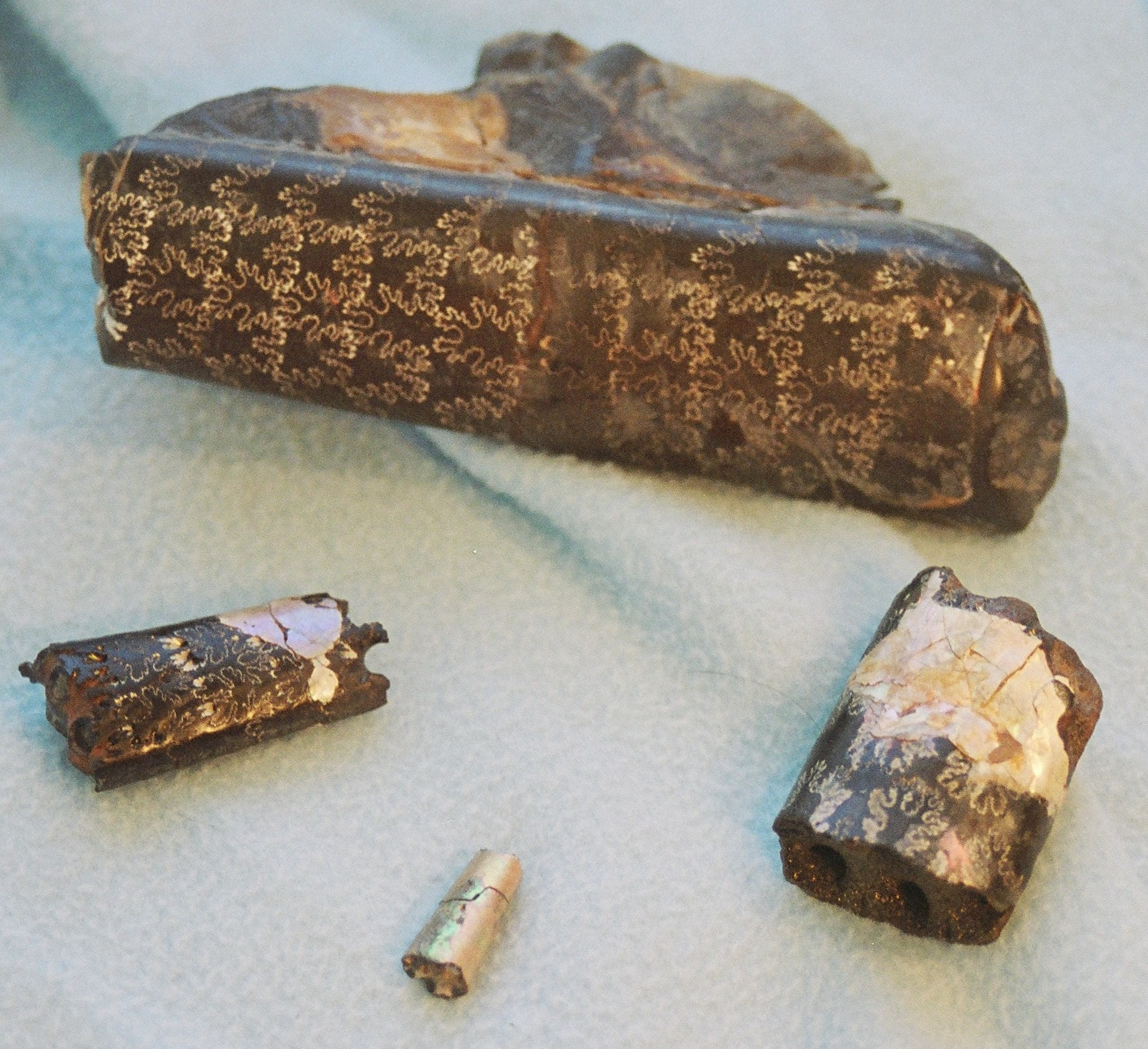
Een stuk van Baculites

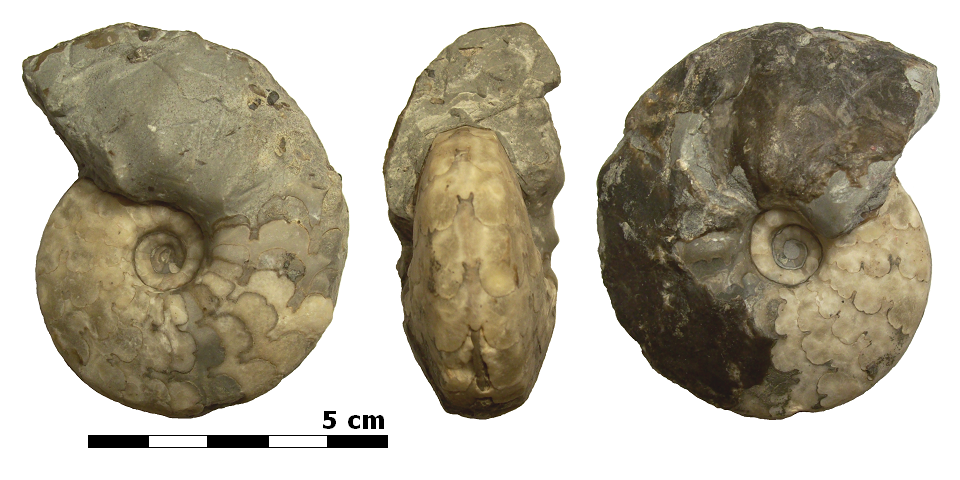
Buchiceras uit Peru

- †Bacchites
- †Bactrites
- †Baculina
- †Baculites
- †Badiotites
- †Bagnolites
- †Balatonites
- †Balearites
- †Balkanites
- †Balticeras
- †Balvia
- †Bamyaniceras
- †Baronnites
- †Barrandeites
- †Barremites
- †Barroisiceras
- †Baschkirites
- †Bashkortoceras
- †Baskaniiceras
- †Basleoceras
- †Bauchioceras
- †Bayleites
- †Beaniceras
- †Beatites
- †Beleutoceras
- †Beloceras
- †Benacoceras
- †Beneckeia
- †Benueites
- †Berbericeras
- †Berniceras
- †Berriasella
- †Berrosiceras
- †Betyokites
- †Beudanticeras
- †Beudantiella
- †Bevahites
- †Beyrichites
- †Beyrichoceras
- †Beyrichoceratoides
- †Bhimaites
- †Bifericeras
- †Bigotites
- †Bihenduloceras
- †Bilinguites
- †Billcobbanoceras
- †Biloclymenia
- †Biltnerites
- †Binatisphinctes
- †Binneyites
- †Biplices
- †Bisatoceras
- †Blanforidceras
- †Bochianites
- †Bodylevskites
- †Boehmoceras
- †Boesites
- †Bogdanoceras
- †Bollandites
- †Bollandoceras
- †Boreomeekoceras
- †Borissiakoceras
- †Borkinia
- †Bornhardticeras
- †Bosnites
- †Bostrychoceras
- †Boucaulticeras
- †Bouleiceras
- †Bradfordia
- †Brahmaites
- †Bramkampia
- †Brancoceras
- †Branneroceras
- †Branneroceratoides
- †Brasilia
- †Bredyia
- †Brevikites
- †Brewericeras
- †Brightia
- †Brodieia
- †Brotheotrachyceras
- †Buchiceras
- †Budaiceras
- †Buddhaites
- †Bukowskiites
- †Bullatimorphites
- †Bulogites
- †Bunburyiceras
- †Burckhardites
- †Burijites
- †Busnardoites

## C

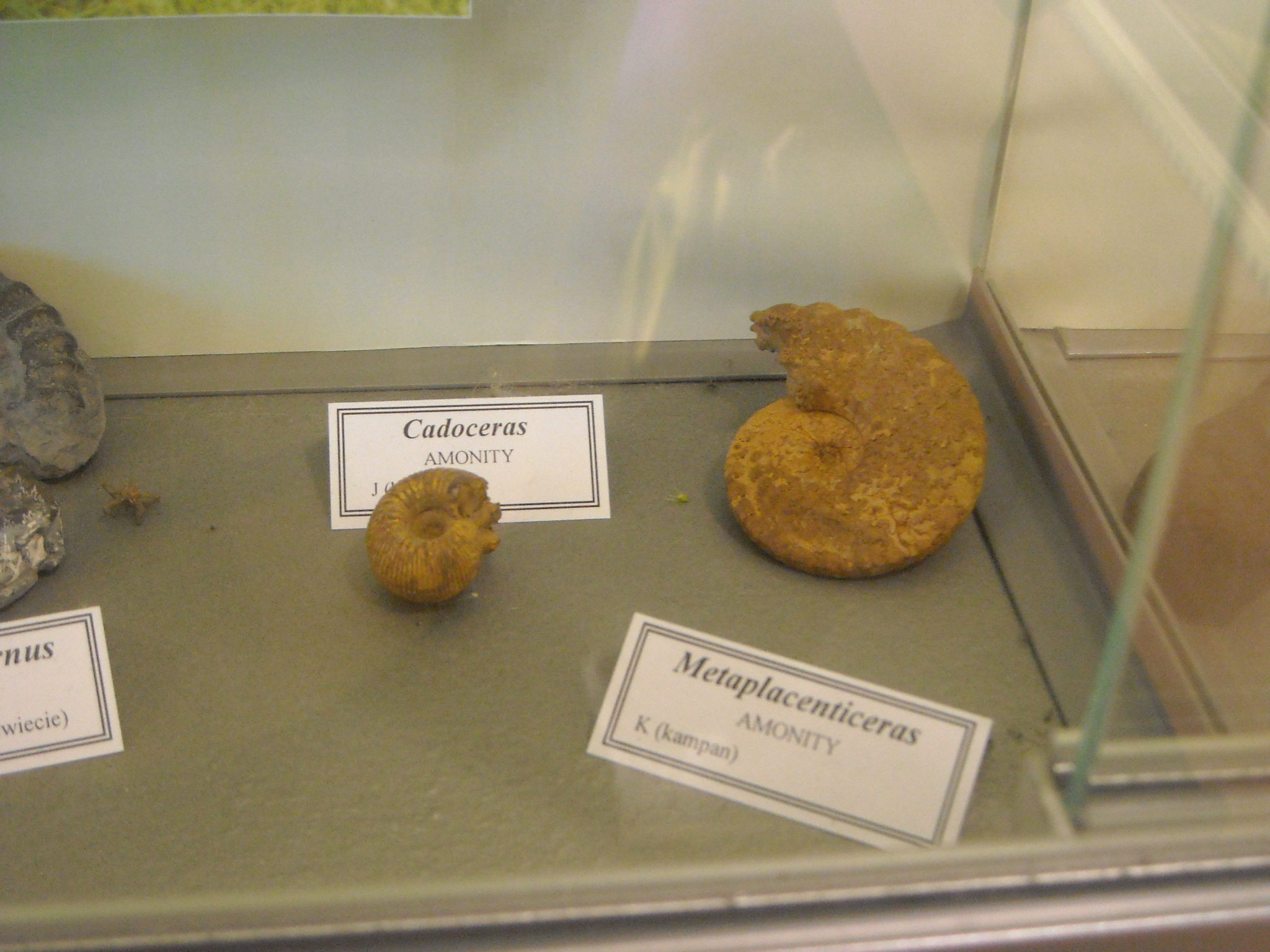
Cadoceras

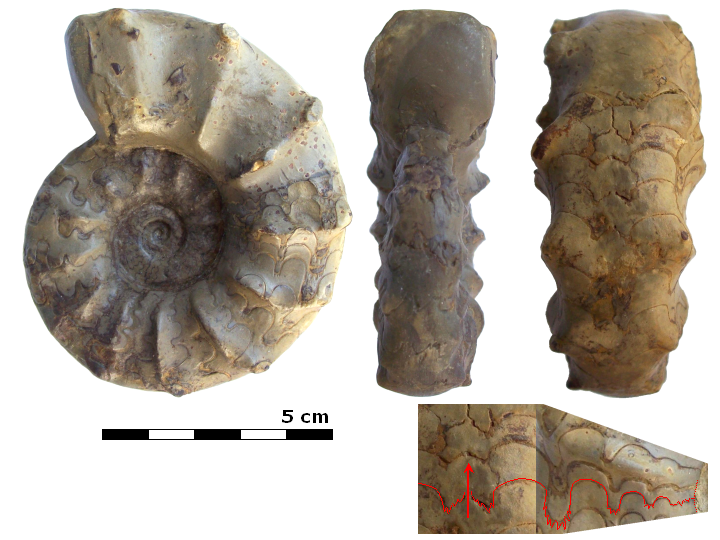
Ceratites

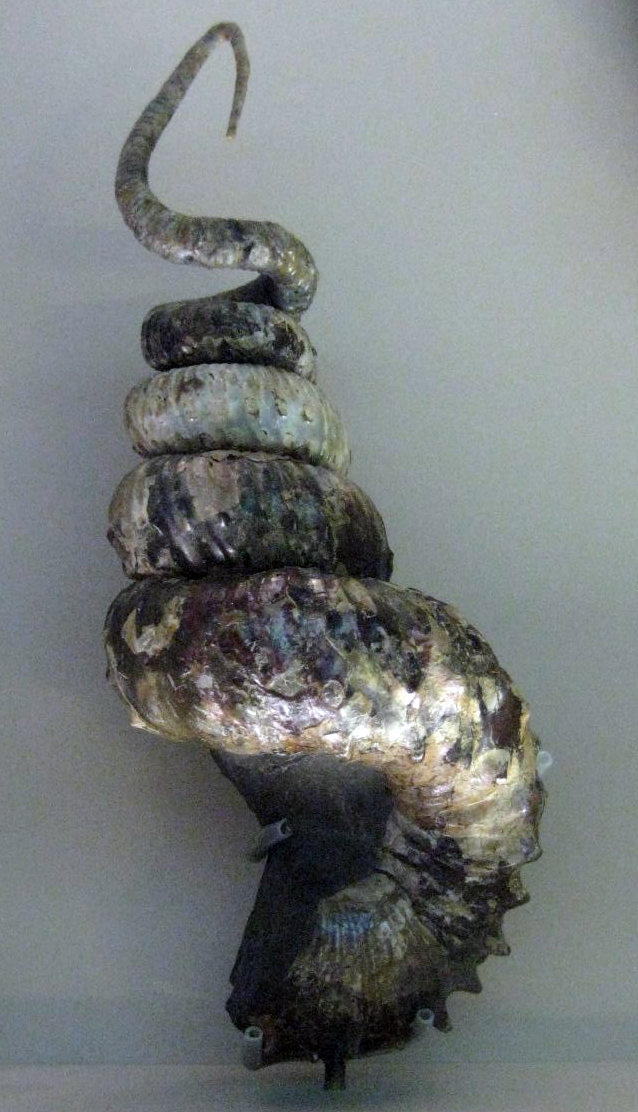
Cirroceras

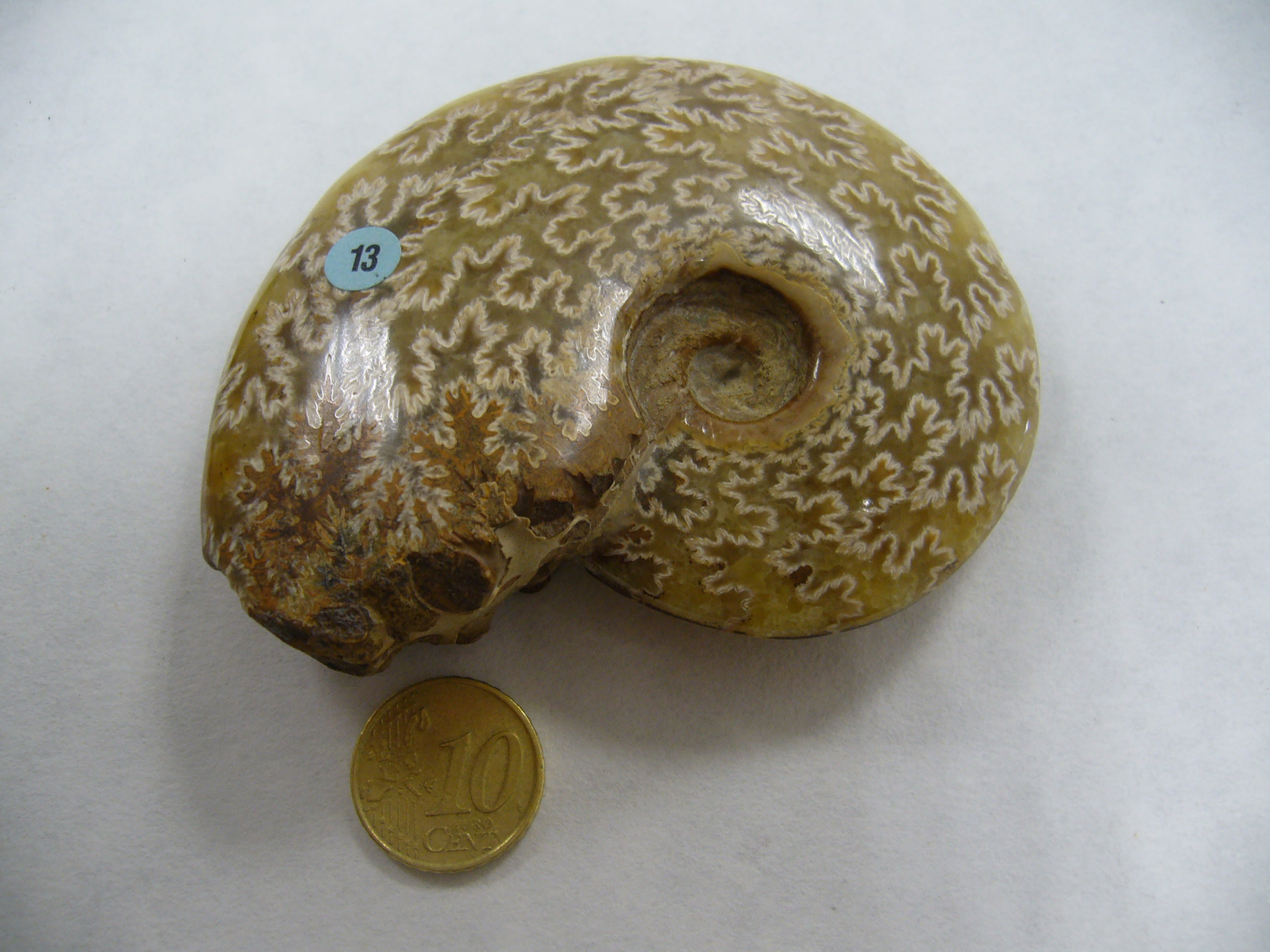
Cleoniceras

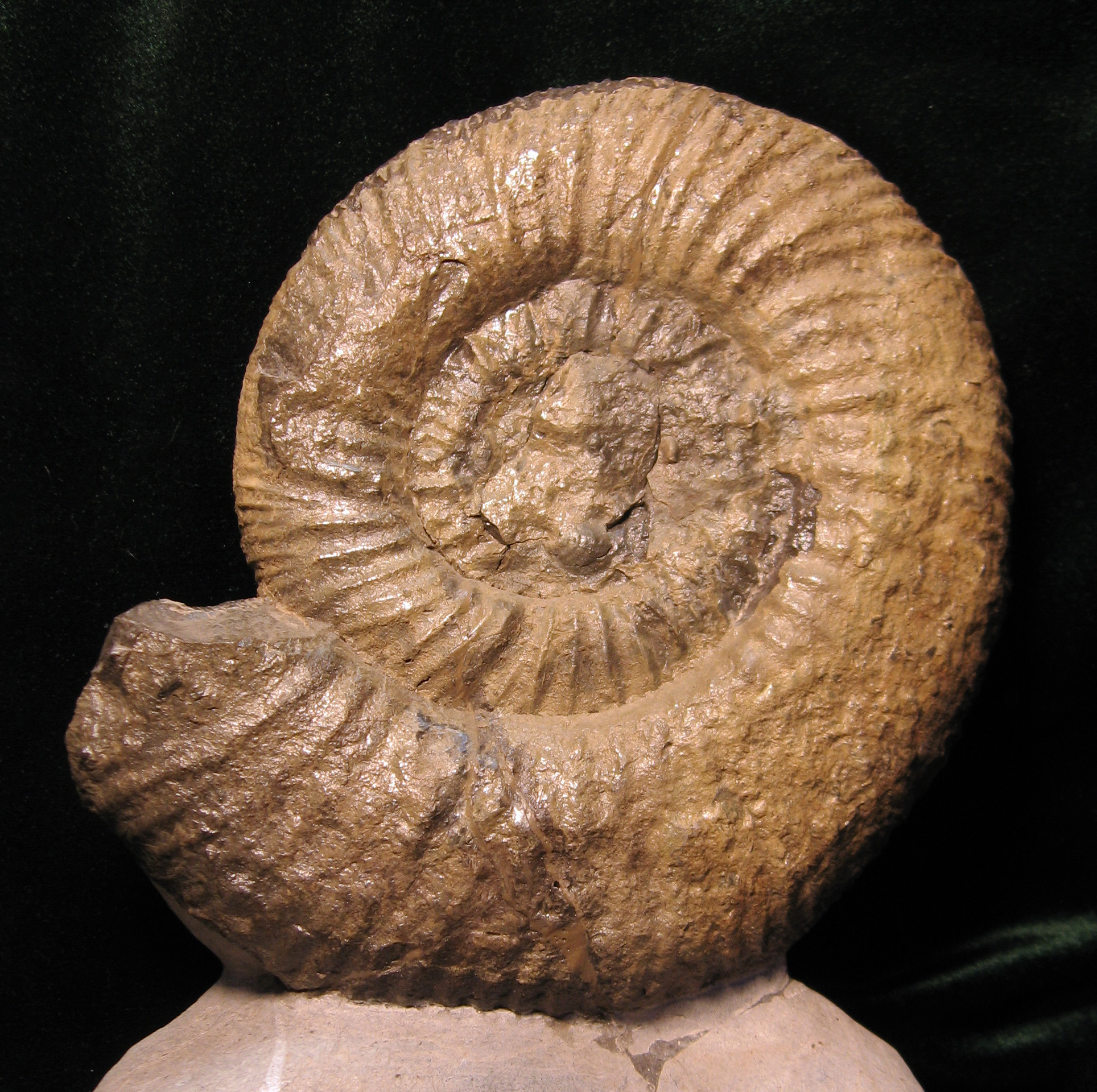
Cobbanites

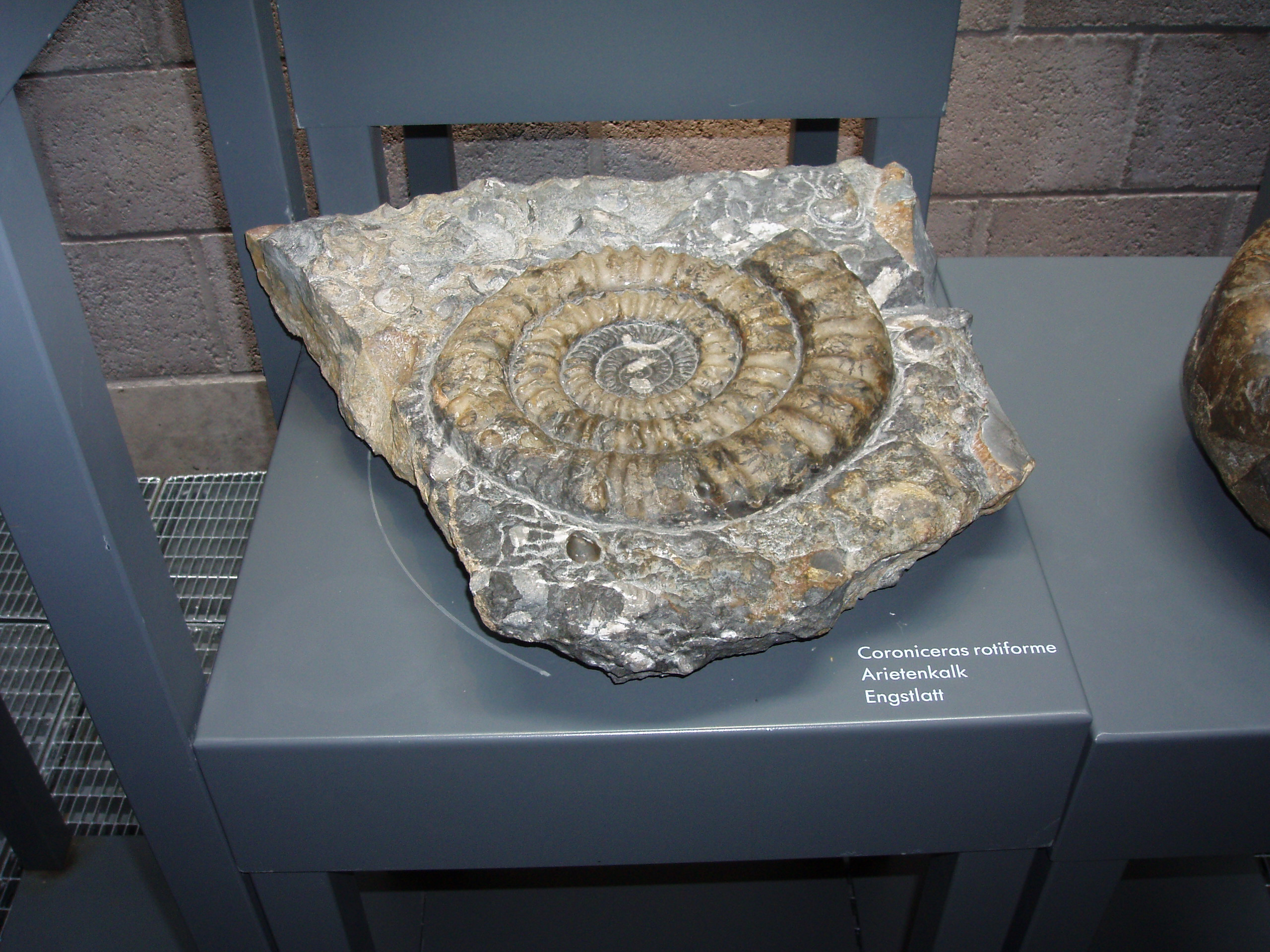
Coroniceras

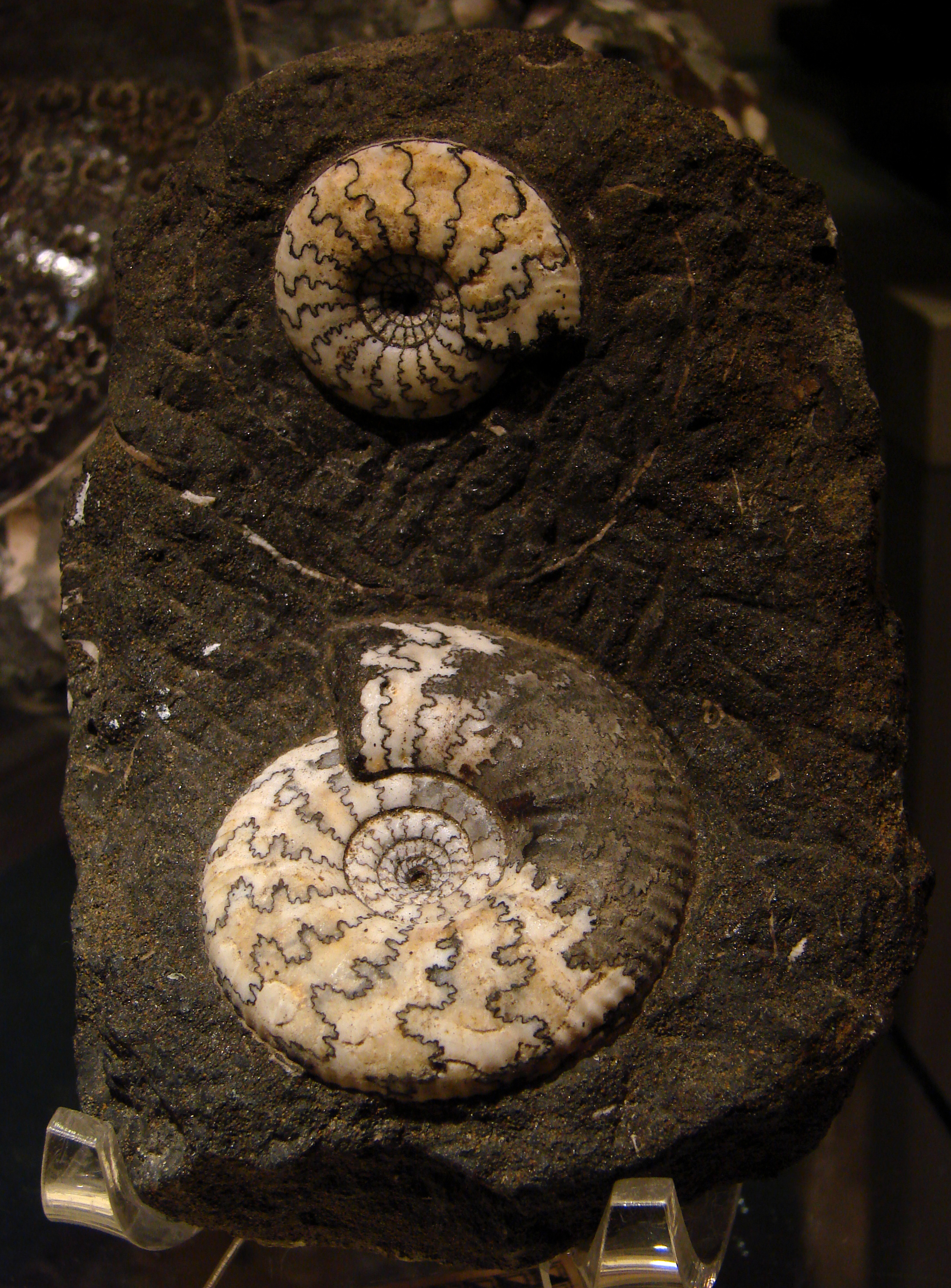
Craspedites

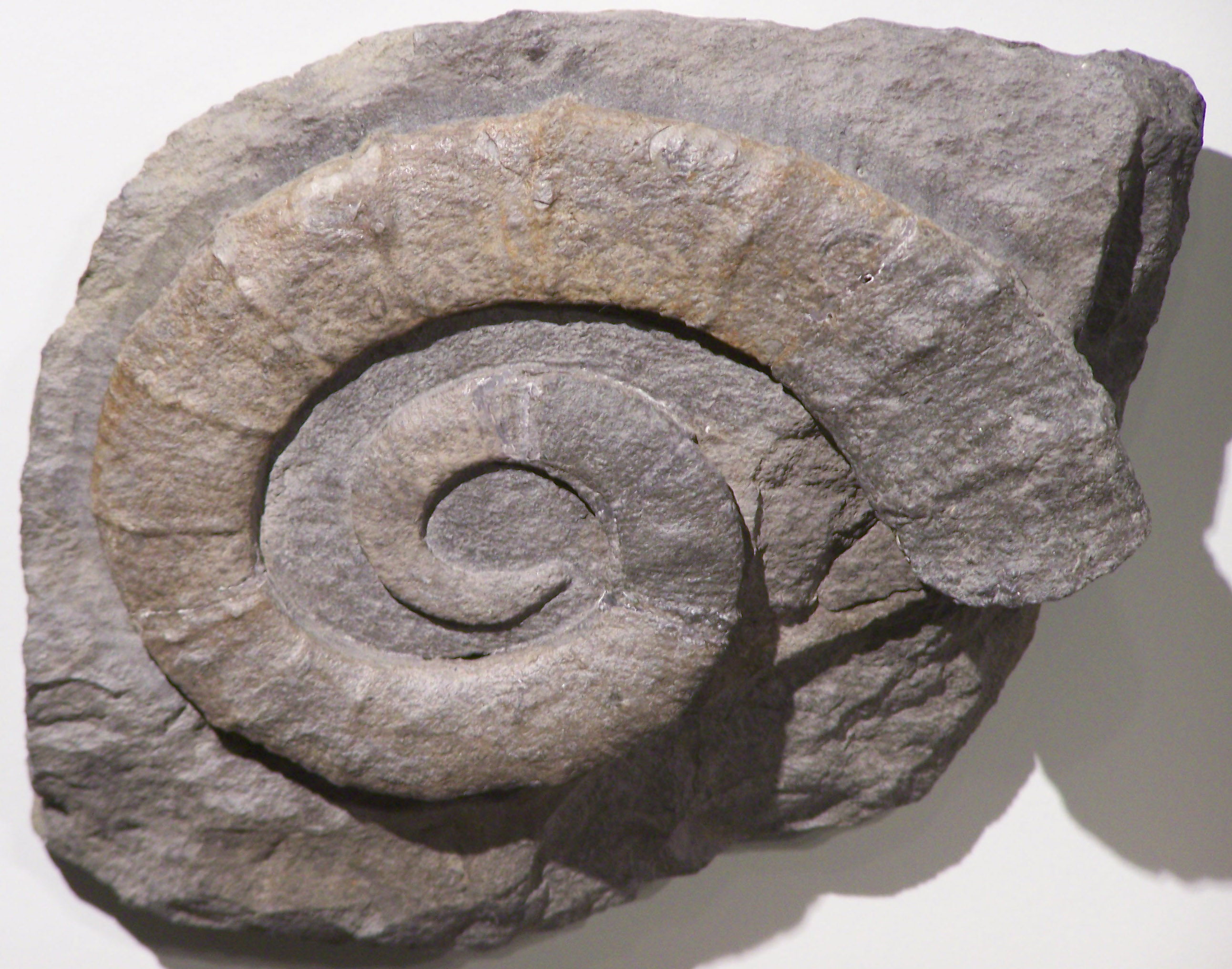
Crioceratites

- †Cabrievoceras
- †Cadoceras
- †Cadomites
- †Cadomoceras
- †Caenisites
- †Caenocyclus
- †Caenolyroceras
- †Cainoceras
- †Calaiceras
- †Californiceras
- †Callihoplites
- †Calliphylloceras
- †Calliptychoceras
- †Callizoniceras
- †Caloceras
- †Calycoceras
- †Campylites
- †Canadoceras
- †Canavarella
- †Canavaria
- †Canavarites
- †Cancelloceras
- †Cantabricanites
- †Cantabrigites
- †Cardiella
- †Cardioceras
- †Carinoceras
- †Carinoclymenia
- †Carinophylloceras
- †Carnites
- †Carstenia
- †Carthaginites
- †Catacoeloceras
- †Catasigaloceras
- †Catulloceras
- †Caucasites
- †Caumontisphinctes
- †Cavilentia
- †Celaeceras
- †Cenisella
- †Ceratites
- †Ceratpbeloceras
- †Chamoussetia
- †Chanasia
- †Changhsingoceras
- †Cheiloceras
- †Cheloniceras
- †Cheltonia
- †Chesapeakiceras
- †Chetaites
- †Chioceras
- †Chiotites
- †Choffatia
- †Choffaticeras
- †Chondroceras
- †Choristoceras
- †Christioceras
- †Christophoceras
- †Chumazites
- †Cibolaites
- †Cibolites
- †Cicatrites
- †Cirroceras
- †Cladiscites
- †Clambites
- †Cleistosphinctes
- †Cleoniceras
- †Clinolobus
- †Clionitites
- †Clioscaphites
- †Clistoceras
- †Cloioceras
- †Cluthoceras
- †Clydomphalites
- †Clydoniceras
- †Clydonites
- †Clymenia
- †Clymenoceras
- †Clypeoceras
- †Coahuilites
- †Cobbanites
- †Cobbanoscaphites
- †Cochleiferoceras
- †Cochloceras
- †Cochlocrioceras
- †Coeloceltites
- †Coeloceras
- †Coeloderoceras
- †Coilopoceras
- †Colchidites
- †Collectoceras
- †Collignoniceras
- †Collignonites
- †Collina
- †Collotia
- †Colombiceras
- †Coloradoscaphites
- †Columbites
- †Concavites
- †Conlinoceras
- †Constileioceras
- †Convoluticeras
- †Cordubiceras
- †Coroceras
- †Corongoceras
- †Coroniceras
- †Coronites
- †Costaclymenia
- †Costidiscus
- †Costileioceras
- †Costimitoceras
- †Cottreauites
- †Couloniceras
- †Cowtoniceras
- †Cranocephalites
- †Craspedites
- †Craspedodiscus
- †Crassiceras
- †Crassiplanulites
- †Crassotornoceras
- †Cravenites
- †Cravenoceras
- †Cravenoceratoides
- †Creniceras
- †Crickites
- †Crimites
- †Crioceras
- †Crioceratites
- †Cruasiceras
- †Crucilobiceras
- †Crussoliceras
- †Cryptoclymenia
- †Cryptotexanites
- †Ctenobactrites
- †Cteroclymenia
- †Cubaochetoceras
- †Cuccoceras
- †Cuneicardioceras
- †Cunitoceras
- †Cunningtoniceras
- †Cutchisphinctes
- †Cuyaniceras
- †Cyclobactrites
- †Cycloceltites
- †Cyclolobus
- †Cycloclymenia
- †Cylioceras
- †Cymaceras
- †Cymaclymenia
- †Cymahoplites
- †Cymbites
- †Cymoceras
- †Cyrtobactrites
- †Cyrtochilus
- †Cyrtoclymenia
- †Cyrtopleurites
- †Cyrtosiceras
- †Czekanowskites

## D

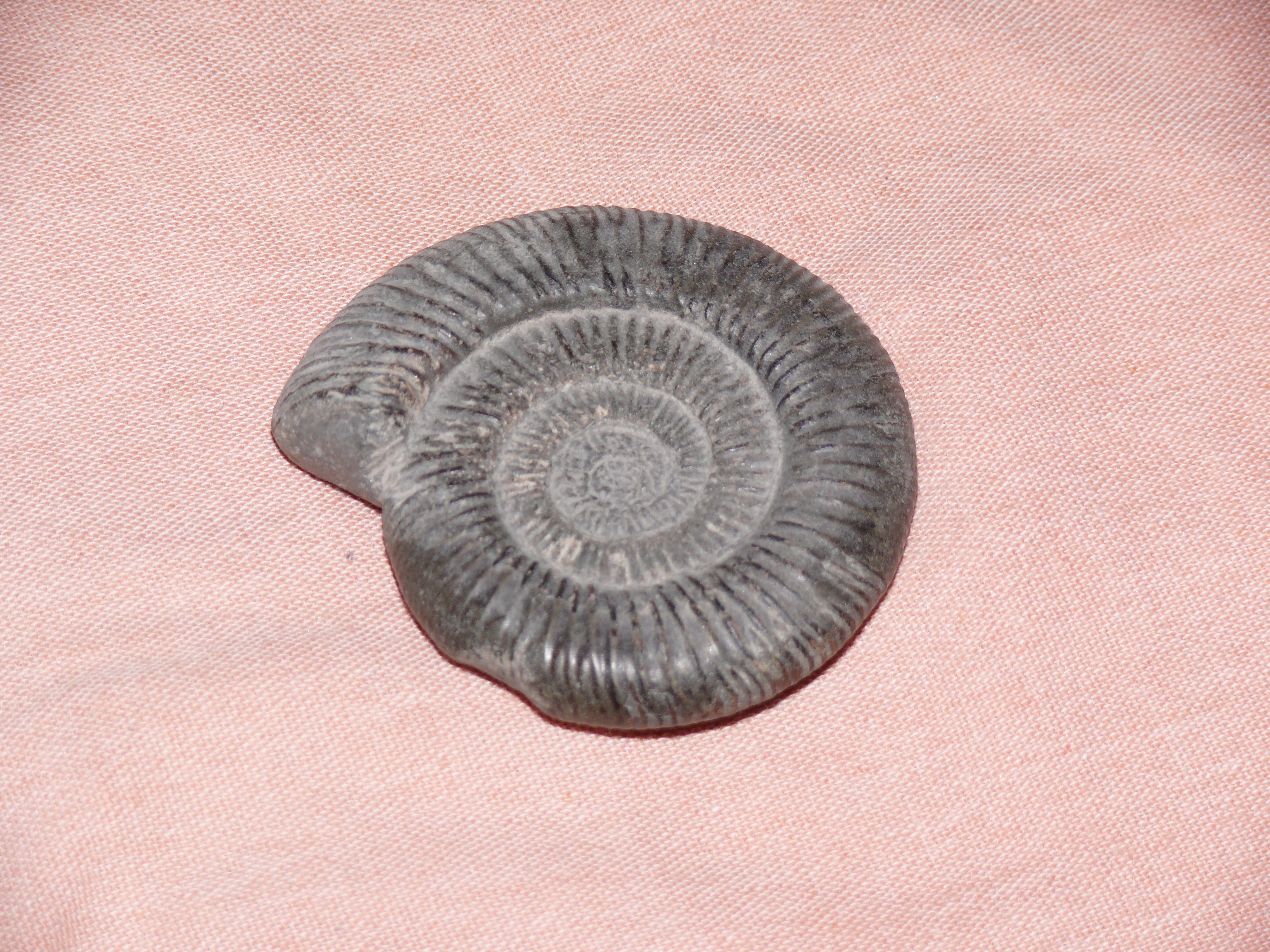
Dactylioceras

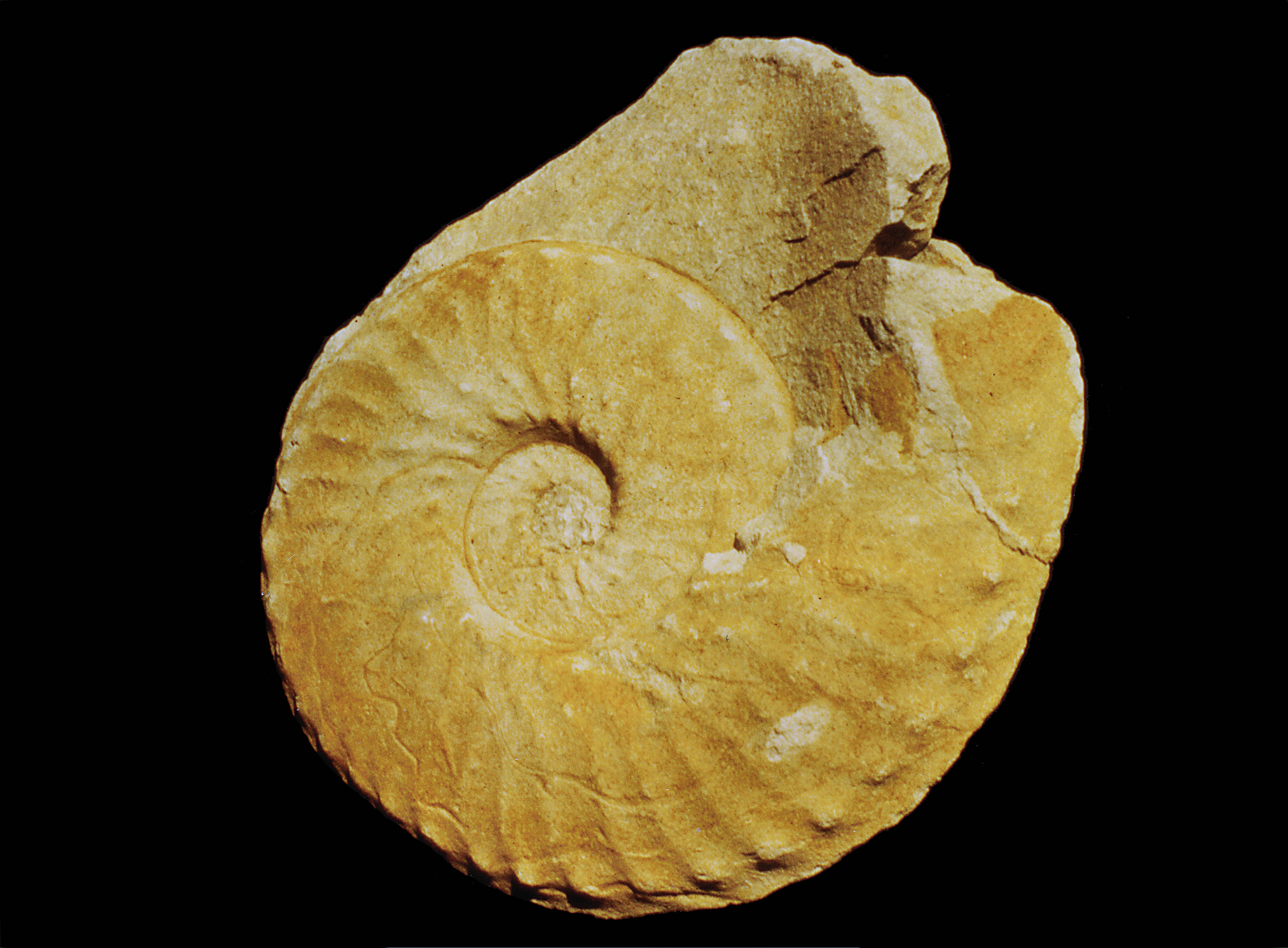
Deshayesites

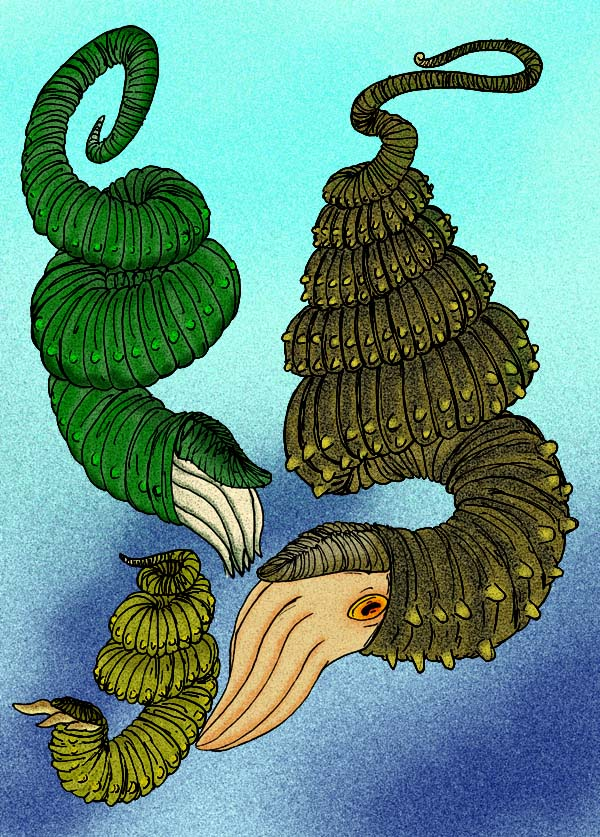
Didymoceras

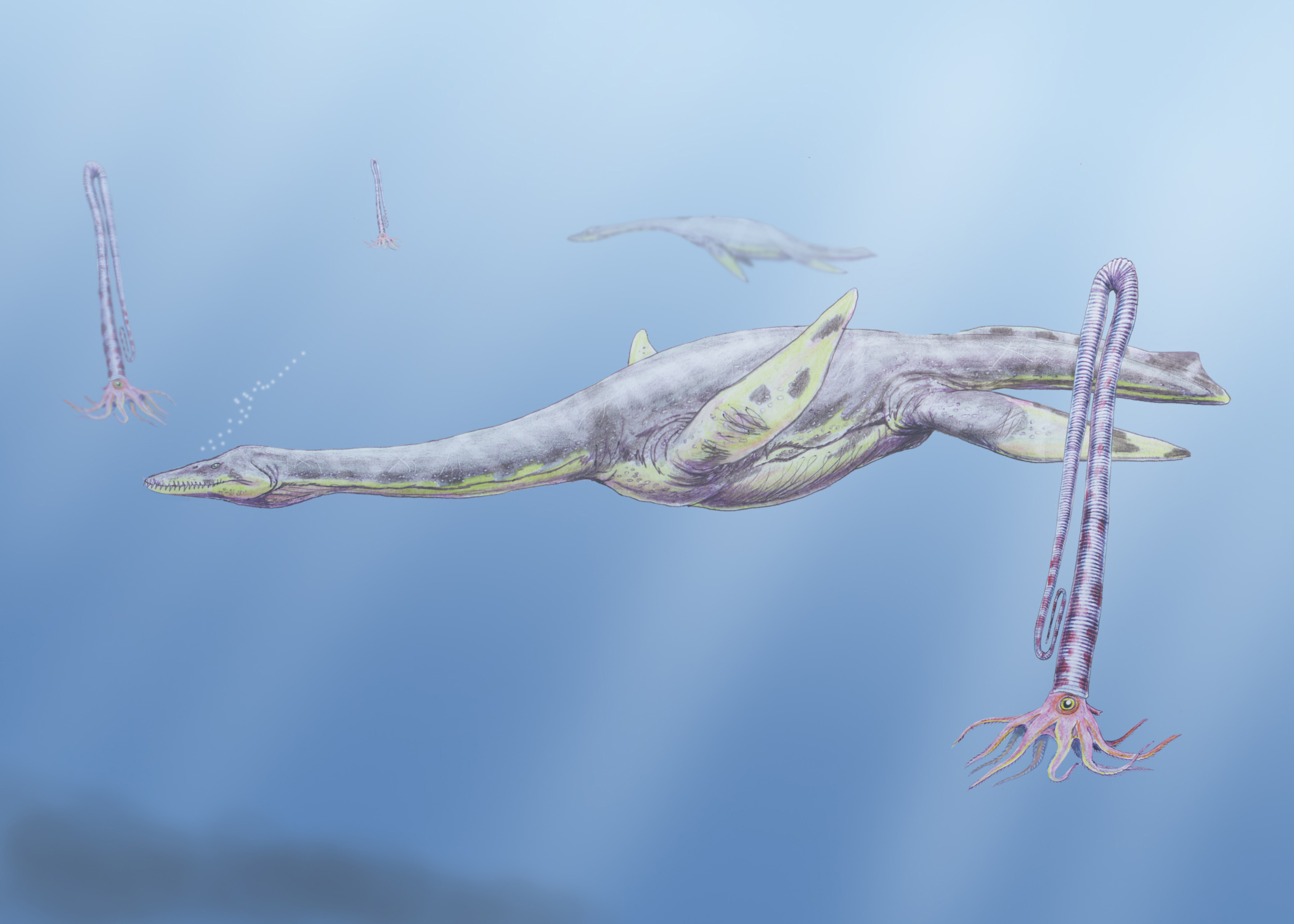
Diplomoceras met Aristonectes (plesiosauriër)

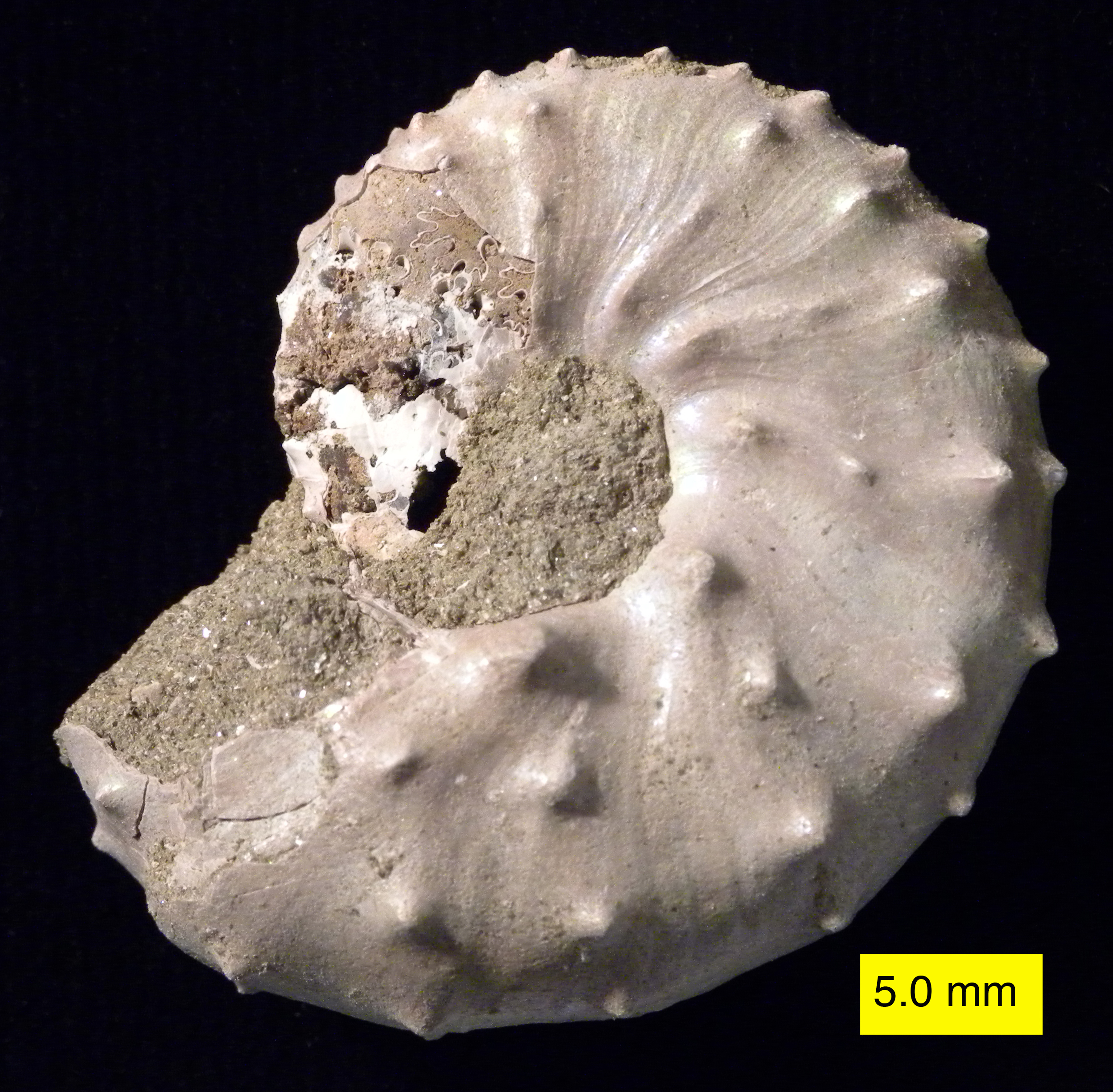
Discoscaphites

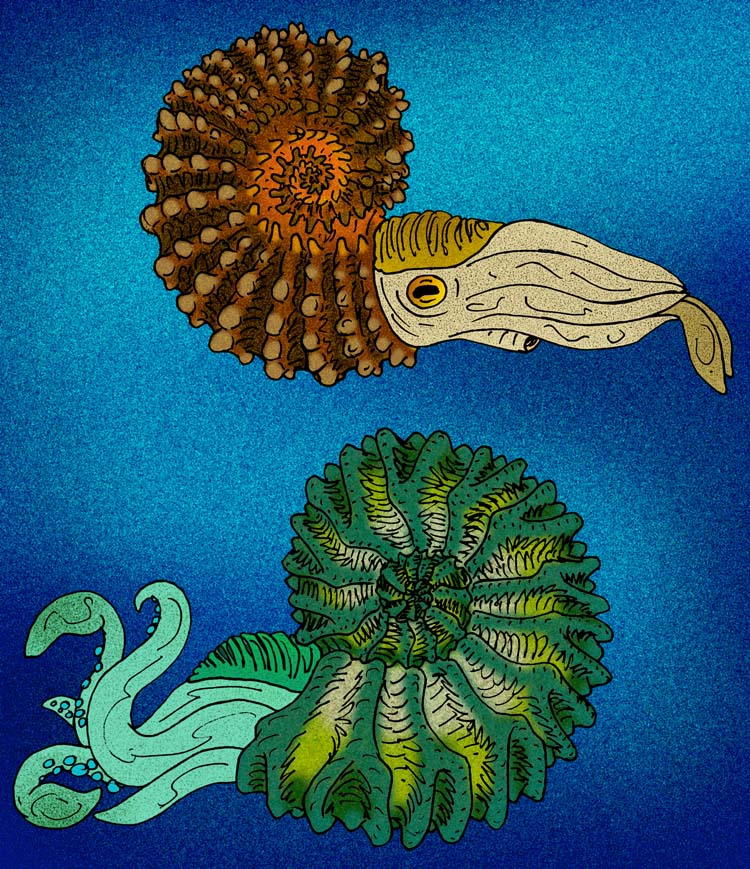
Douvilleiceras

- †Dactylioceras
- †Dagnoceras
- †Daixites
- †Dalmasiceras
- †Dalmatites
- †Damesiceras
- †Damesites
- †Danubisphinctes
- †Danubites
- †Daphnites
- †Daraelites
- †Darellia
- †Darvasiceras
- †Dasyceras
- †Daxatina
- †Dayiceras
- †Decipia
- †Decorites
- †Deiradoceras
- †Delecticeras
- †Delepinoceras
- †Delphinites
- †Demarezites
- †Derolytoceras
- †Deshayesites
- †Desmoceras
- †Desmophyllites
- †Desmoscaphites
- †Devonobactrites
- †Devonopronorites
- †Dhosaites
- †Dhrumaites
- †Diaboloceras
- †Diadochoceras
- †Diaplococeras
- †Diaziceras
- †Dichotomites
- †Dichotomoceras
- †Dichotomosphinctes
- †Dickersonia
- †Dicostella
- †Didymites
- †Didymoceras
- †Dieneria
- †Difunites
- †Digitophyllites
- †Dilatobactrites
- †Dimeroceras
- †Dimeroclymenia
- †Dimorphinites
- †Dimorphites
- †Dimorphoceras
- †Dimorphoceratoides
- †Dimorphoplites
- †Dimorphotoceras
- †Dinarites
- †Diodochoceras
- †Dionites
- †Diplacmoceras
- †Diplasioceras
- †Diplesioceras
- †Diplomoceras
- †Diplosirenites
- †Dipoloceras
- †Dipoloceroides
- †Dirrymoceras
- †Discoceratites
- †Discoclymenia
- †Discohoplites
- †Discophiceras
- †Discophyllites
- †Discoptychites
- †Discoscaphites
- †Discosphinctes
- †Discosphinctoides
- †Discotropites
- †Distichites
- †Distichoceras
- †Distoloceras
- †Dittmarites
- †Divisosphinctes
- †Djurjuriceras
- †Dobrodgeiceras
- †Dobrogeites
- †Docidoceras
- †Dombarigloria
- †Dombarites
- †Dombarocanites
- †Donetzoceras
- †Dorikranites
- †Dorsetensia
- †Dorsoplanites
- †Doryceras
- †Doubichites
- †Douvilleiceras
- †Drepanites
- †Drumoceras
- †Duashnoceras
- †Dufrenoya
- †Dumortieria
- †Dunbarites
- †Dunedinites
- †Dunveganoceras
- †Durangites
- †Durotrigensia
- †Durvilleoceras
- †Dyscheiloceras
- †Dzhaprakoceras
- †Dzhulfoceras

## E

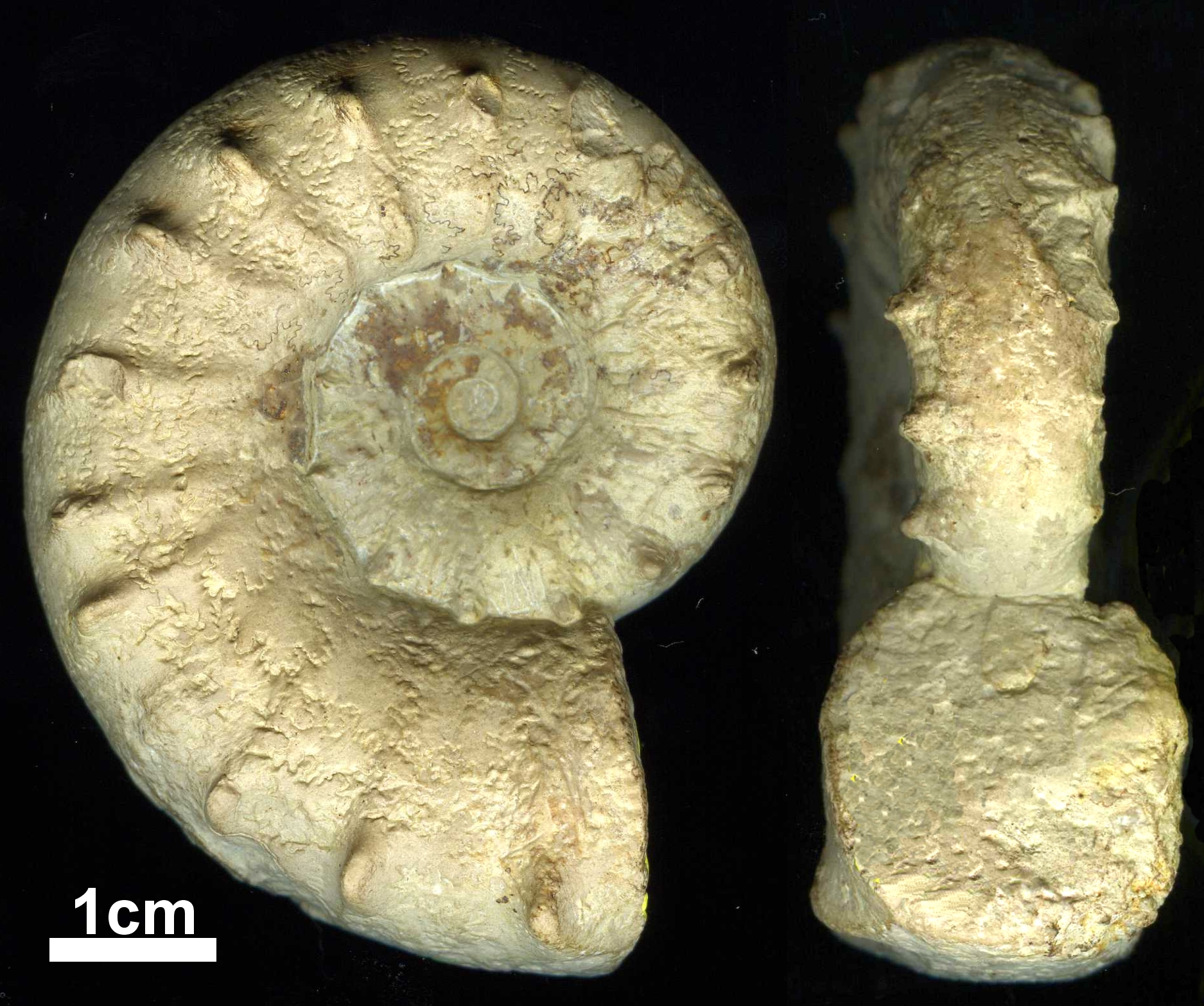
Euaspidoceras

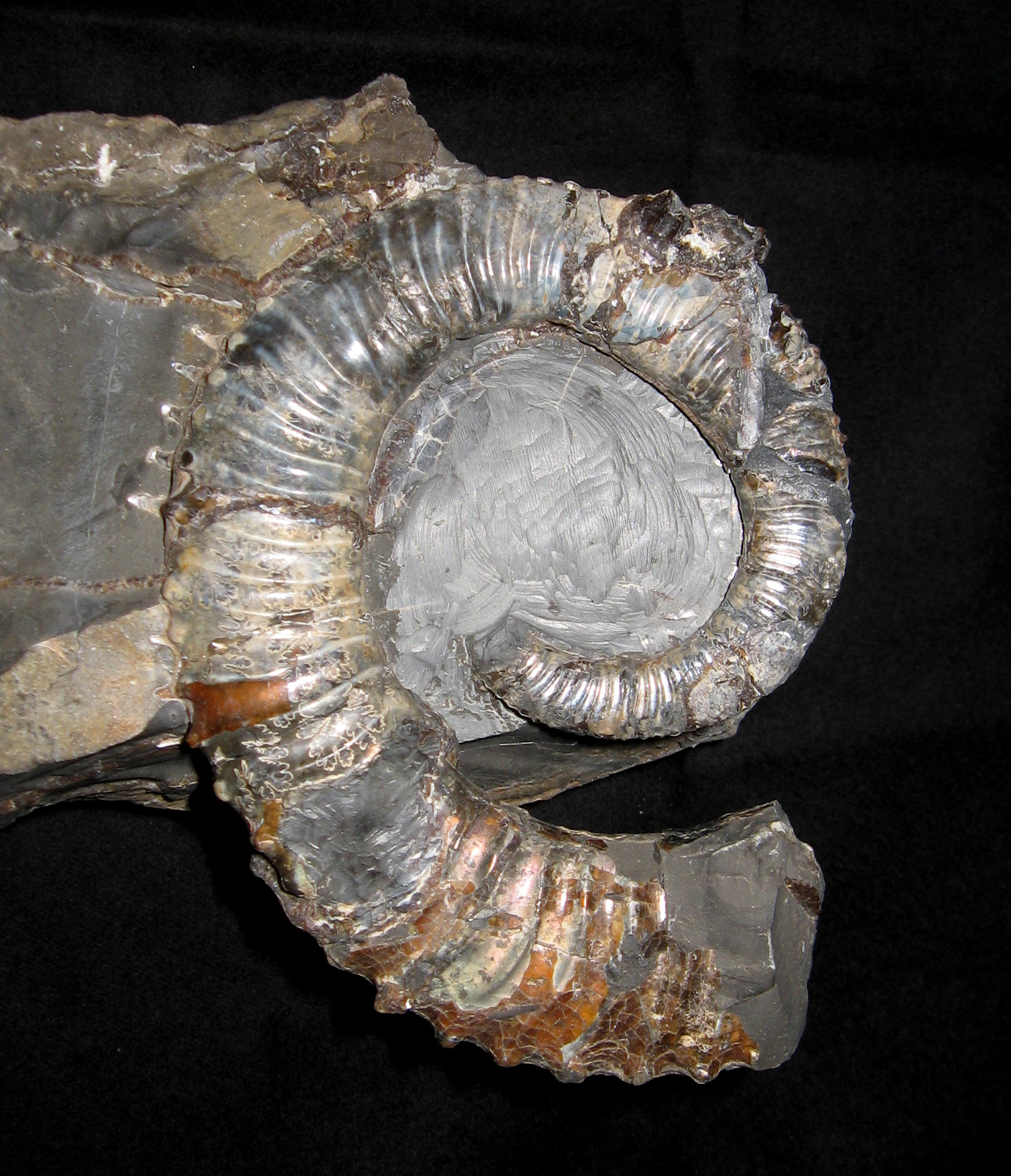
Exiteloceras

- †Eboraciceras
- †Eboroceras
- †Ebrayiceras
- †Echioceratoides
- †Echiocheras
- †Ectocentrites
- †Ectolcites
- †Edmundites
- †Egrabensiceras
- †Eleganticeras
- †Elephantoceras
- †Ellipsoceras
- †Elobiceras
- †Emaciaticeras
- †Emileia
- †Emilites
- †Emperoceras
- †Enayites
- †Engonoceras
- †Enosphinctes
- †Entogonites
- †Eoacrochordiceras
- †Eoaraxoceras
- †Eoasianites
- †Eobeloceras
- †Eocanites
- †Eocephalites
- †Eochetoceras
- †Eocrioceratites
- †Eodanubites
- †Eoderoceras
- †Eodesmoceras
- †Eodouvilleiceras
- †Eogaudryceras
- †Eogonioloboceras
- †Eogunnarites
- †Eogymnites
- †Eohecticoceras
- †Eoheteroceras
- †Eohyattoceras
- †Eomadrasites
- †Eonomismoceras
- †Eopachydiscus
- †Eoparalegoceras
- †Eophyllites
- †Eoprodromites
- †Eoprotrachyceras
- †Eopsiloceras
- †Eosagenites
- †Eoscaphites
- †Eoschistoceras
- †Eosturia
- †Eotetragonites
- †Eothalassoceras
- †Eothinites
- †Eotissotia
- †Eowellerites
- †Epacrochordiceras
- †Epadrianites
- †Epancyloceras
- †Eparietites
- †Epaspidoceras
- †Epicanites
- †Epiceltites
- †Epiceltitoides
- †Epicephalites
- †Epiceratites
- †Epicheloniceras
- †Epicosmoceras
- †Epideroceras
- †Epiglyphioceras
- †Epiglyptoxoceras
- †Epigonites
- †Epigymnites
- †Epihoplites
- †Epijuresanites
- †Epileymeriella
- †Epimayaites
- †Epimorphoceras
- †Epipallasiceras
- †Epipeltoceras
- †Episageceras
- †Episculites
- †Epistrenoceras
- †Epithalassoceras
- †Epitornoceras
- †Epivirgatites
- †Epiwocklumeria
- †Epophioceras
- †Eptitauroceras
- †Erbenoceras
- †Eremites
- †Erinoceras
- †Erioliceras
- †Eristavites
- †Ermoceras
- †Erycites
- †Erymnoceras
- †Erymnocerites
- †Esericeras
- †Euagassiceras
- †Euaptetoceras
- †Euaspidoceras
- †Eubaculites
- †Eubostrychoceras
- †Eubranoceras
- †Eucalycoceras
- †Eucoroniceras
- †Eucycloceras
- †Eudiscoceras
- †Eudmetoceras
- †Euflemingites
- †Euhoplites
- †Euhoploceras
- †Euhystrichoceras
- †Euisculites
- †Eulophoceras
- †Eulytoceras
- †Eumedlicottia
- †Eumorphoceras
- †Euomphaloceras
- †Eupachydiscus
- †Euphylloceras
- †Eupinacoceras
- †Eupleuroceras
- †Euprionoceras
- †Euptychoceras
- †Eurites
- †Euroceras
- †Eurycephalites
- †Eurynoticeras
- †Eusagenites
- †Eutomoceras
- †Euturrilites
- †Exiteloceras
- †Exotornoceras
- †Ezilloella

## F
- †Fagesia
- †Falciclymenia
- †Falciferella
- †Falcitornoceras
- †Fallacites
- †Falloticeras
- †Fanninoceras
- †Farbesiceras
- †Farnhamia
- †Fascipericyclus
- †Favrella
- †Fayettevillea
- †Fehlmannites
- †Ferganoceras
- †Ficheuria
- †Fikaites
- †Finiclymenia
- †Fissilobiceras
- †Flabellisphinctes
- †Flemingites
- †Flexiclymenia
- †Flexispinites
- †Flexoptychites
- †Flickia
- †Fontanelliceras
- †Fontannesia
- †Fontannesiella
- †Foordites
- †Forbescieras
- †Forresteria
- †Fournierella
- †Frankites
- †Frechiella
- †Frechites
- †Frenguelliceras
- †Fresvillia
- †Frogdenites
- †Fuciniceras

## G

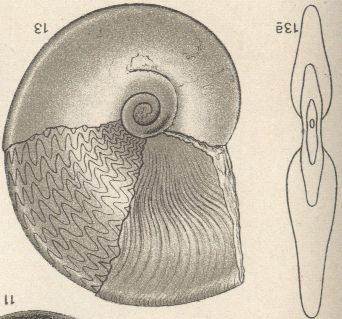
Goganites

- †Gabbioceras
- †Gabillytes
- †Gaetanoceras
- †Gagaticeras
- †Galaticeras
- †Galbanites
- †Gangadharites
- †Garantiana
- †Gargasiceras
- †Garniericeras
- †Garnierisphinctes
- †Gastrioceras
- †Gastroplites
- †Gattendorfia
- †Gattenpleura
- †Gaudryceras
- †Gaurites
- †Gauthiericeras
- †Gazdaganites
- †Gemmellaroceras
- †Gentoniceras
- †Genuclymenia
- †Georgioceras
- †Germariceras
- †Gevanites
- †Geyeroceras
- †Girtyoceras
- †Glabrophysodoceras
- †Glamocites
- †Glaphyrites
- †Glassoceras
- †Glatziella
- †Glaucolithites
- †Gleboceras
- †Glebosoceras
- †Gleviceras
- †Glochiceras
- †Glottoptychinites
- †Glyphidites
- †Glyphiolobus
- †Glyptarpites
- †Glyptoceras
- †Glyptoxoceras
- †Gnomohalorites
- †Gogoceras
- †Goliathiceras
- †Goliathites
- †Goniatites
- †Gonioclymenia
- †Goniocyclus
- †Gonioglyphioceras
- †Gonioloboceras
- †Gonioloboceratoides
- †Gonionotites
- †Gonolkites
- †Goodhallites
- †Gracilisphinctes
- †Gracilites
- †Grambergia
- †Grammoceras
- †Grandidiericeras
- †Graphoceras
- †Gravesia
- †Grayiceras
- †Graysonites
- †Gregoryceras
- †Griesbachites
- †Groebericeras
- †Groenlandites
- †Grossouvria
- †Grossouvrites
- †Guembelites
- †Guhsania
- †Guleilmites
- †Guleimiceras
- †Gulielmina
- †Gunnarites
- †Gyaloceras
- †Gymnites
- †Gymnodiscoceras
- †Gymnoplites
- †Gymnotoceras
- †Gymnotropites
- †Gyroceratites
- †Gyroclymenia
- †Gyronites

## H

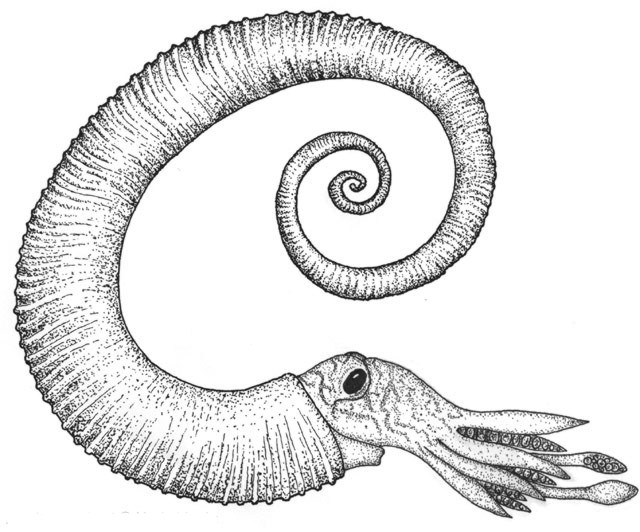
Hamites

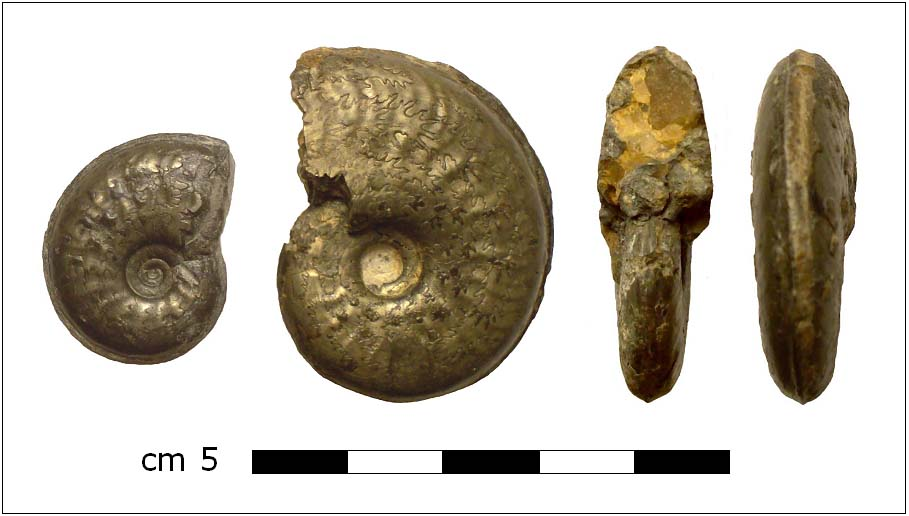
Harpoceras

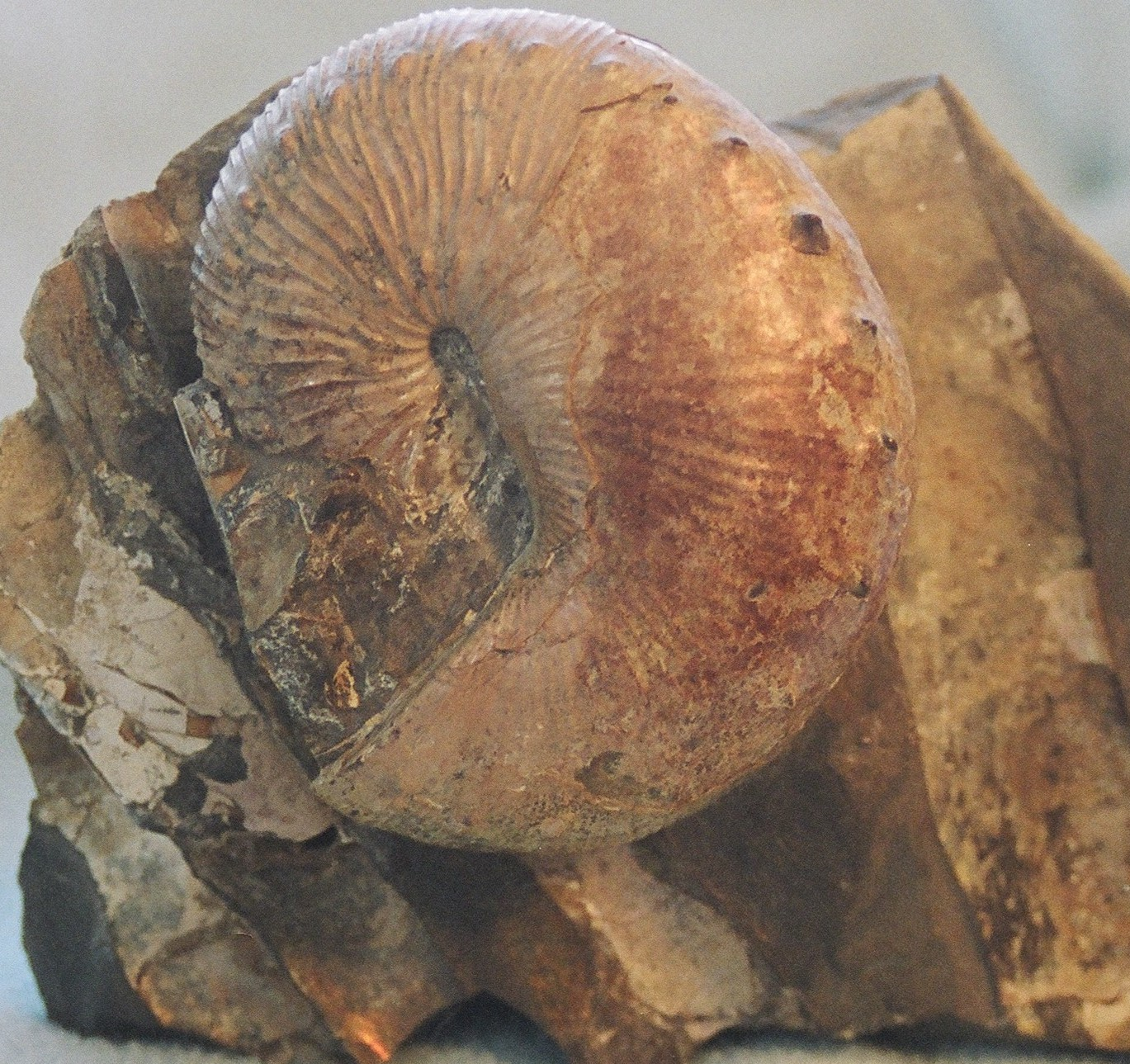
Hoploscaphites fossiel

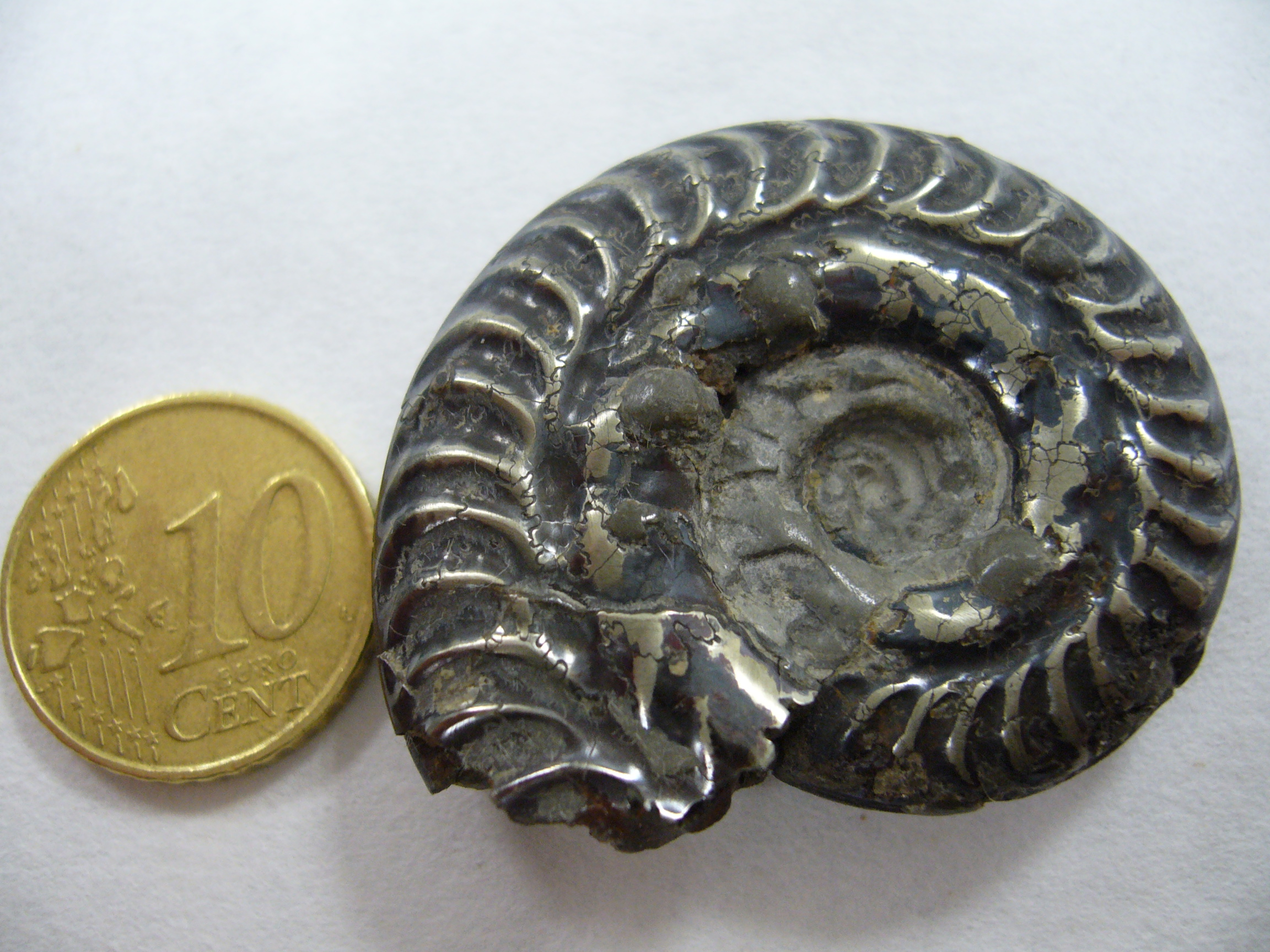
Hildoceras

- †Haidingerites
- †Halilucites
- †Halorites
- †Hamites
- †Hamiticeras
- †Hamitoides
- †Hammatoceras
- †Hammatocyclus
- †Hamulina
- †Hamulinites
- †Hanielites
- †Hannaoceras
- †Hantkeniceras
- †Haploceras
- †Haplophylloceras
- †Haplopleuroceras
- †Haploscaphites
- †Haresiceras
- †Harpoceras
- †Harpoceratoides
- †Harpohildoceras
- †Harpophylloceras
- †Hatchericeras
- †Hauericeras
- †Hauerites
- †Haugia
- †Hebetoxyites
- †Hecticoceras
- †Hectioceras
- †Hectioceratoides
- †Hectoroceras
- †Hedenstroemia
- †Heinzia
- †Helicancylus
- †Helicocyclus
- †Helictites
- †Hemiaspenites
- †Hemibaculites
- †Hemigarantia
- †Hemihaploceras
- †Hemihoplites
- †Hemilecanites
- †Hemilytoceras
- †Hemiptychoceras
- †Hemisimoceras
- †Hemitetragonites
- †Hemitissotia
- †Hengestites
- †Heraclites
- †Hertleinites
- †Herznachites
- †Heteroceras
- †Heterotissotia
- †Hexaclymenia
- †Hibernicoceras
- †Hildaites
- †Hildoceras
- †Hildoceratoides
- †Hildoglochiceras
- †Himalayites
- †Himantoceras
- †Himavatites
- †Himispiticeras
- †Hlawiceras
- †Hodsonites
- †Hoeninghausia
- †Hoepenites
- †Hoffmannia
- †Holcodiscoides
- †Holcodiscus
- †Holcolissoceras
- †Holcophylloceras
- †Holcolytoceras
- †Holcoptychites
- †Hollandites
- †Holzapfeloceras
- †Holzbergia
- †Homerites
- †Homoceras
- †Homoceratoides
- †Homoeoplanulites
- †Hoplikosmokas
- †Hoplites
- †Hoplitoides
- †Hoplitoplacenticeras
- †Hoplocardioceras
- †Hoplocrioceras
- †Hoploscaphites
- †Hoplotropites
- †Horioceras
- †Hourcquia
- †Hubertoceras
- †Hudlestonia
- †Hudsonoceras
- †Huishuites
- †Hulenites
- †Hunanites
- †Hungarites
- †Hyattites
- †Hyattoceras
- †Hybonoticeras
- †Hypacanthoplites
- †Hyparpadites
- †Hypengonoceras
- †Hyperderoceras
- †Hypergoniatites
- †Hyperlioceras
- †Hyphantoceras
- †Hyphoplites
- †Hypisculites
- †Hypocladiscites
- †Hypophylloceras
- †Hypoturrilites
- †Hypoxynoticeras
- †Hyrcanites
- †Hysteroceras

## I
- †Iberites
- †Idanoceras
- †Idiocycloceras
- †Idiohamites
- †Idoceras
- †Ilowaiskya
- †Imitoceras
- †Imlayiceras
- †Inaigymnites
- †Indigirites
- †Indigirophyllites
- †Indoceltites
- †Indocephalites
- †Indoceras
- †Indojuvavites
- †Indonesites
- †Indoscaphites
- †Indosphinctes
- †Iniskinites
- †Intoceras
- †Intornites
- †Intranodites
- †Involuticeras
- †Inyoites
- †Inzeroceras
- †Iranoceras
- †Irinoceras
- †Isculites
- †Isculitoides
- †Ismidites
- †Isohomoceras
- †Isohoplites
- †Isterites
- †Istreites

## J

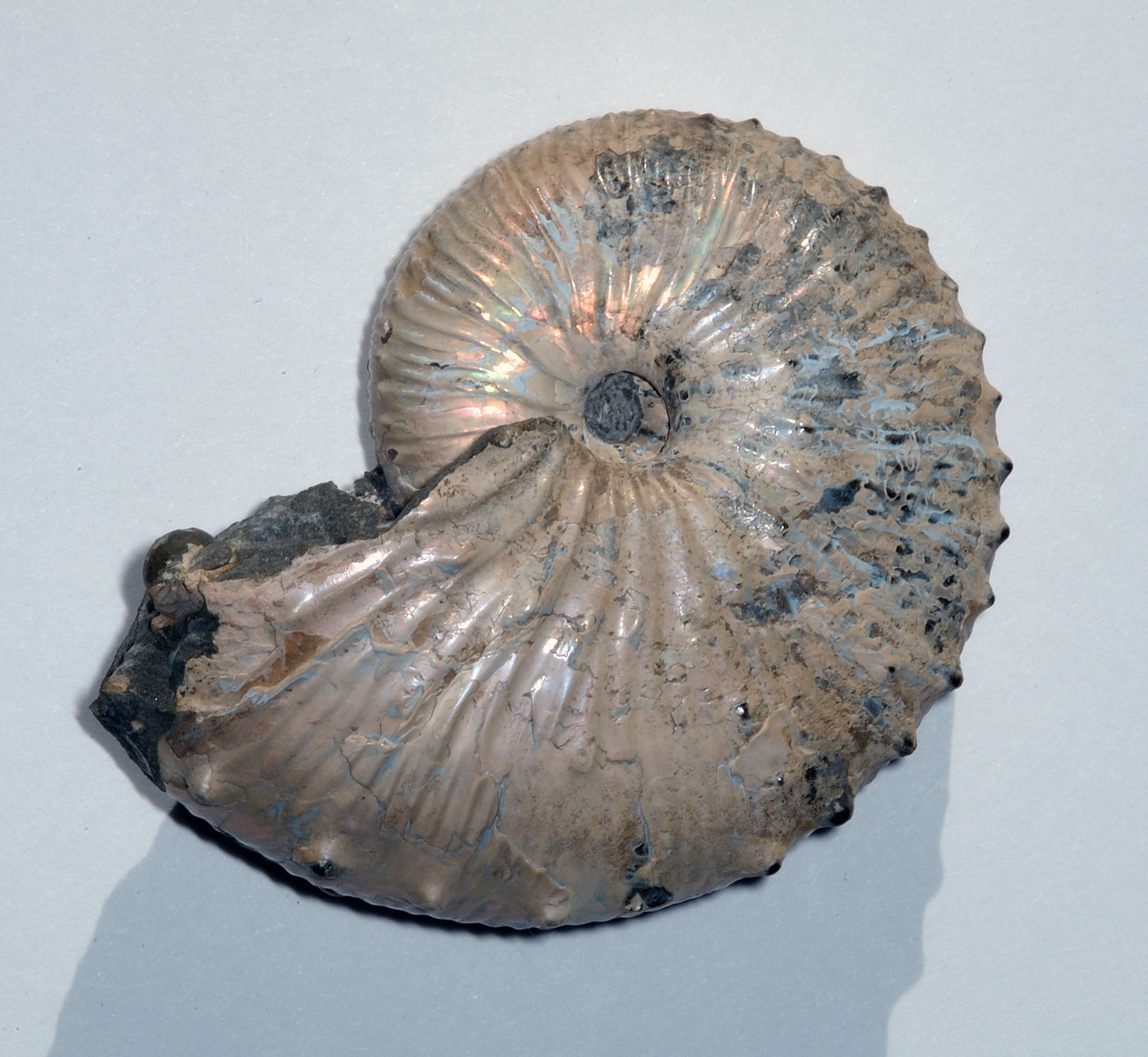
Jeletzkytes, een ammoniet uit Noord-Amerika.

- †Jacobites
- †Janenschites
- †Japonites
- †Jauberticeras
- †Jeanneticeras
- †Jeanvogericeras
- †Jeletzkytes
- †Jellinekites
- †Jimboiceras
- †Jimenites
- †Joannites
- †Jouaniceras
- †Jovites
- †Juddiceras
- †Judicarites
- †Juraphyllites
- †Juresanites
- †Juvavites
- †Juvenites

## K
- †Kabylites
- †Kachpurites
- †Kalloclymenia
- †Kamerunoceras
- †Kammerkaroceras
- †Kamptoclymenia
- †Kamptokephalites
- †Karaclymenia
- †Karagandoceras
- †Karamaiceras
- †Karamaites
- †Karangatites
- †Karapadites
- †Karaschiceras
- †Kardailites
- †Karlwaageites
- †Karsteniceras
- †Kashmirites
- †Katacanites
- †Katroliceras
- †Katrolites
- †Kayutoceras
- †Kazakhoceras
- †Kazakhoclymenia
- †Kazakhstania
- †Kazakhstanites
- †Kazanskyella
- †Kellawaysites
- †Kellnerites
- †Kelteroceras
- †Kenseyoceras
- †Kepplerites
- †Kerberites
- †Keyserlingites
- †Kheraiceras
- †Kheraites
- †Khvalynites
- †Kiaclymenia
- †Kielcensia
- †Kilianella
- †Kimoceras
- †Kingites
- †Kingoceras
- †Kinkeliniceras
- †Kiparisovia
- †Kiparisovites
- †Kirsoceras
- †Kitchinites
- †Klamathites
- †Klematosphinctes
- †Klipsteinia
- †Knemiceras
- †Koenenites
- †Kohaticeras
- †Kokenia
- †Koloceras
- †Komioceras
- †Koninckites
- †Korythoceras
- †Kosmermoceras
- †Kosmoceras
- †Kosmoclymenia
- †Kossmatella
- †Kossmatia
- †Kossmaticeras
- †Kozhimites
- †Krafftoceras
- †Kranaosphinctes
- †Krumbeckia
- †Kufengoceras
- †Kumatostephanus
- †Kurnubiella
- †Kushanites
- †Kutatissites

## L

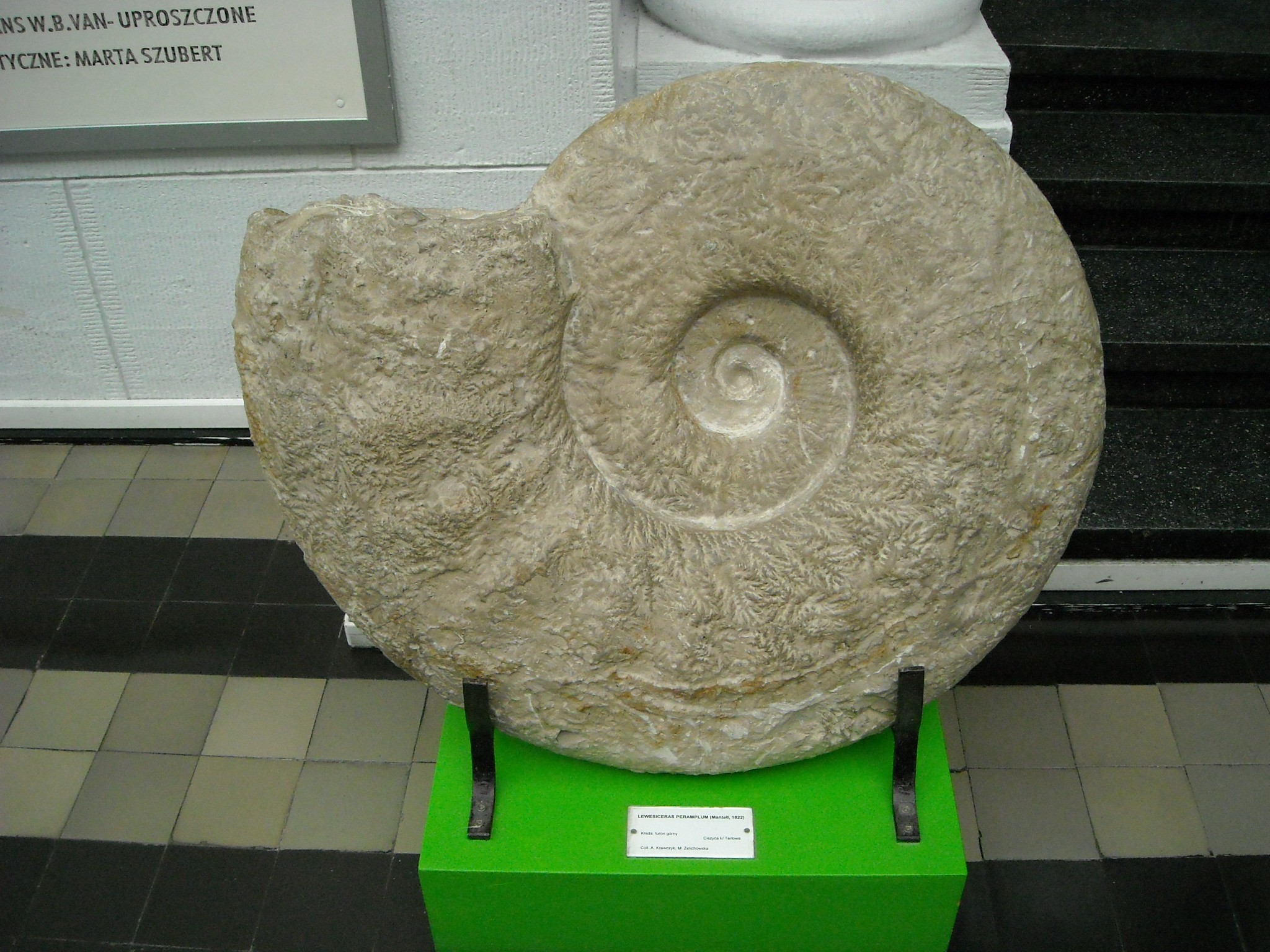
Lewesiceras

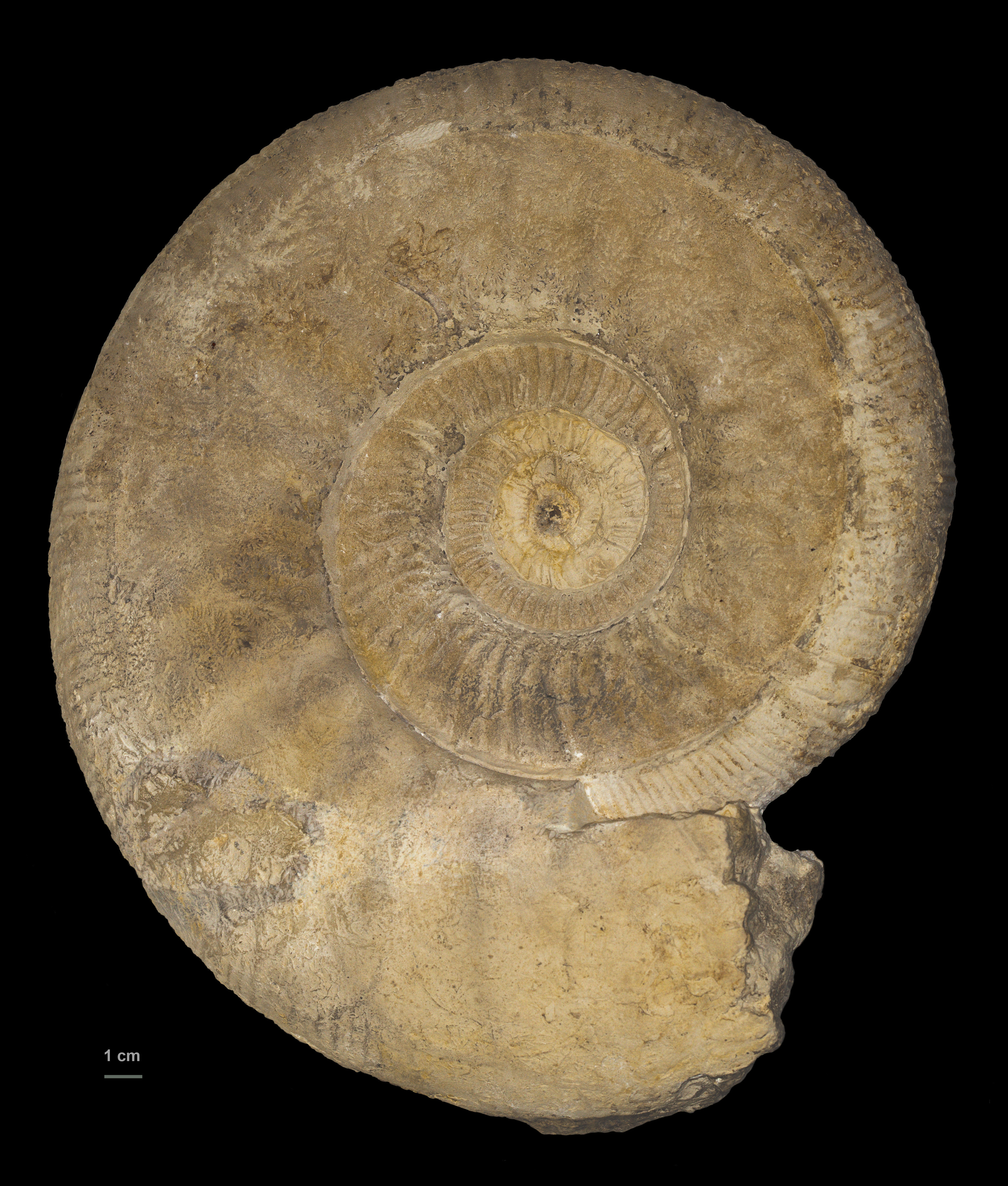
Lithacosphinctes achilles

- †Labeceras
- †Laboceras
- †Labyrinthoceras
- †Laganoclymenia
- †Lagowites
- †Lambericeras
- †Lanceolites
- †Lanceoloboceras
- †Laqueoceras
- †Latanarcestes
- †Latisageceras
- †Laugeites
- †Lecanites
- †Lechites
- †Lecointriceras
- †Leconteiceras
- †Leconteites
- †Leeites
- †Lehmaniceras
- †Leioceras
- †Leiophyllites
- †Leislingites
- †Lemuroceras
- †Lenotropites
- †Lenticeras
- †Lenticoceltites
- †Leopoldia
- †Leptaleoceras
- †Leptechioceras
- †Lepthoplites
- †Leptoceras
- †Leptonotoceras
- †Leptosphinctes
- †Leptotetragonites
- †Leukadiella
- †Lewesiceras
- †Lewyites
- †Leymeriella
- †Liardites
- †Libycoceras
- †Lilloetia
- †Limaites
- †Linguaclymenia
- †Linguatornoceras
- †Lingyunites
- †Lioceratoides
- †Liosphinctes
- †Liparoceras
- †Lipuites
- †Lissoceras
- †Lissoceratoides
- †Lissoclymenia
- †Lissonia
- †Lissonites
- †Lithacoceras
- †Lithacosphinctes
- †Lithancylus
- †Lobites
- †Lobobactrites
- †Lobokosmokeras
- †Lobolytoceras
- †Lobosphinctes
- †Lobotornoceras
- †Loczyceras
- †Lomonossovella
- †Longaeviceras
- †Longobardites
- †Longobarditoides
- †Lopholobites
- †Lorioloceras
- †Lotzeites
- †Ludwigia
- †Lunuloceras
- †Lupherites
- †Luppovella
- †Lusitanites
- †Lycetticeras
- †Lyelliceras
- †Lyrogoniatites
- †Lytheoceras
- †Lyticoceras
- †Lytoceras
- †Lytocrioceras
- †Lytodiscoides
- †Lytogyroceras
- †Lytohoplites

## M

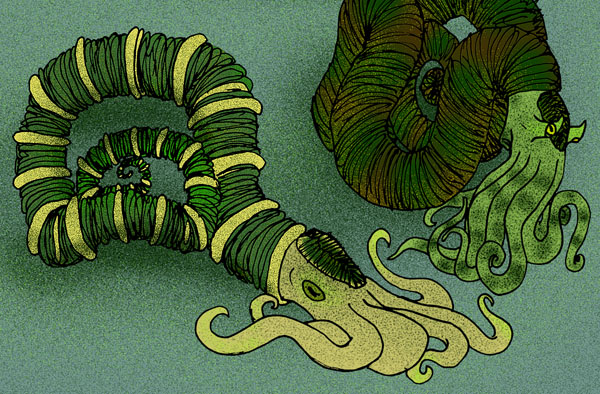
Madagascarites

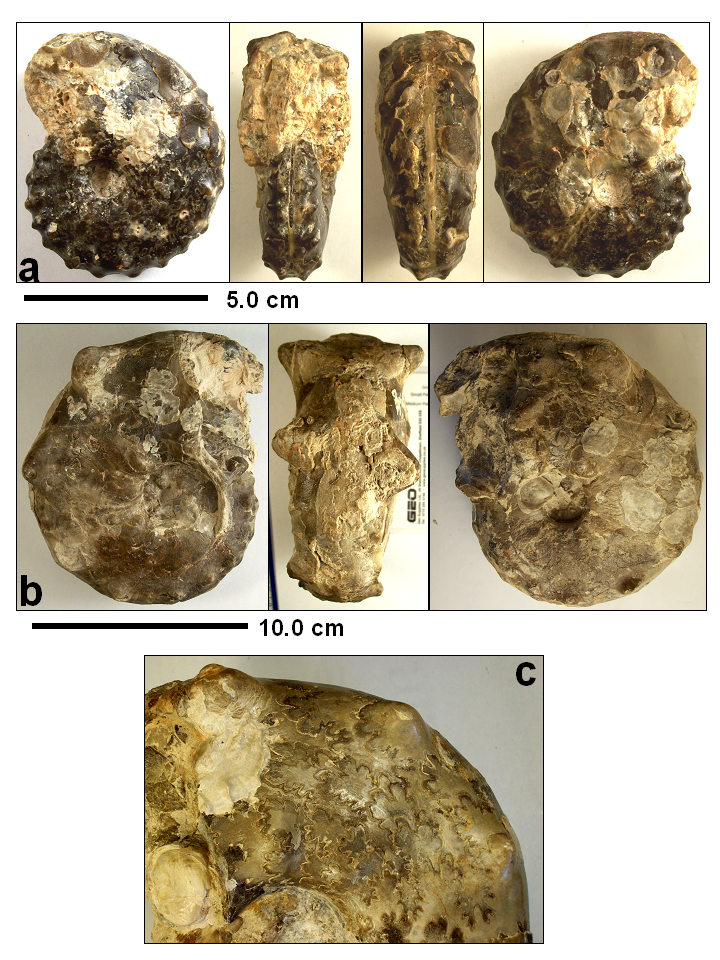
Mammites

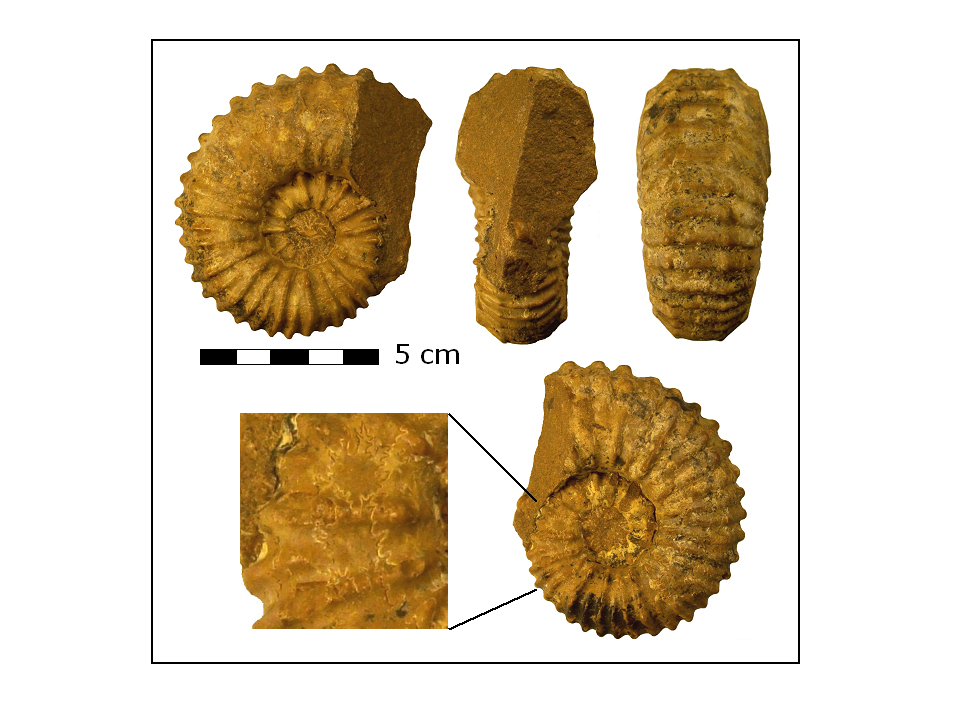
Mantelliceras

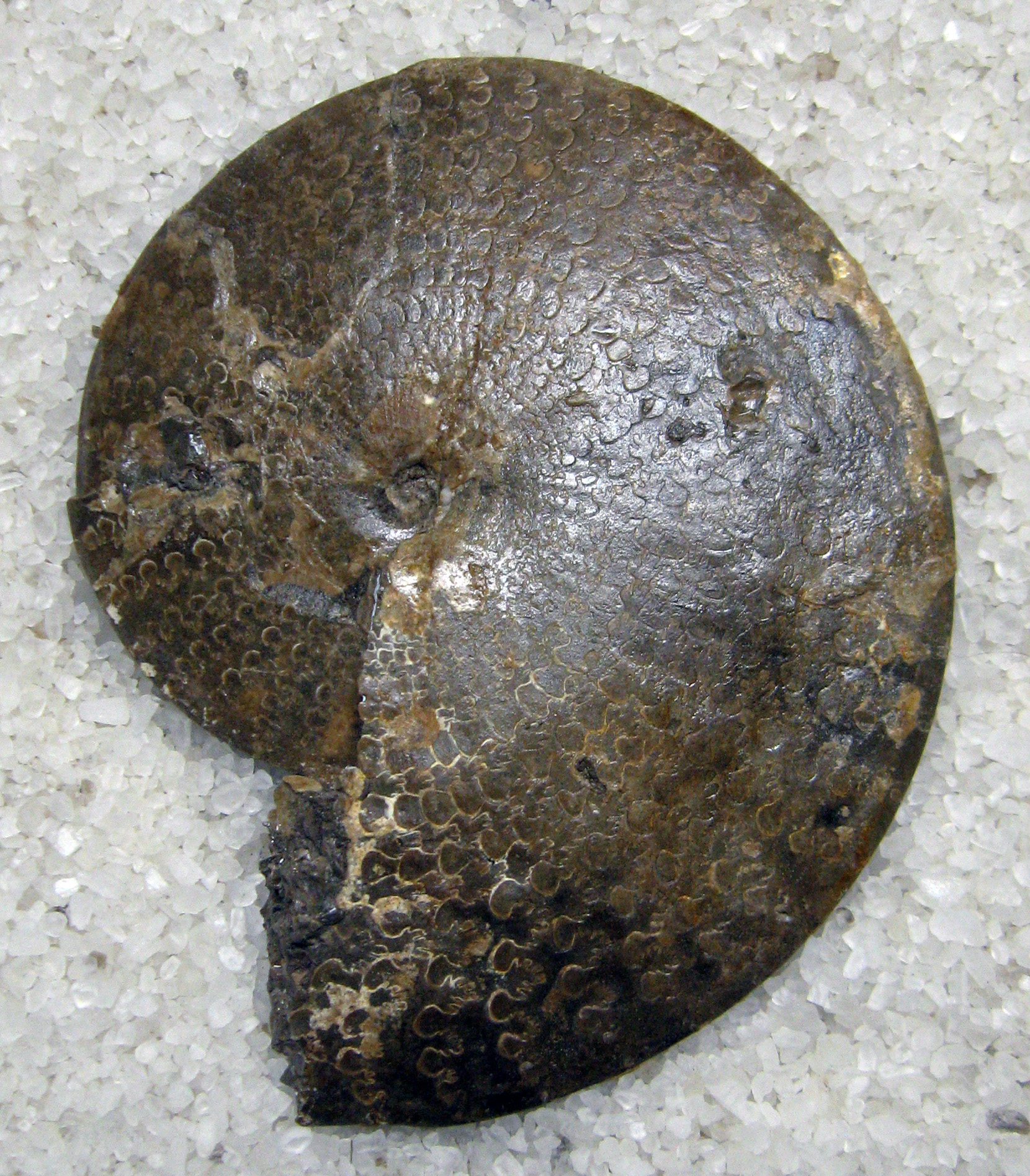
Metengonoceras

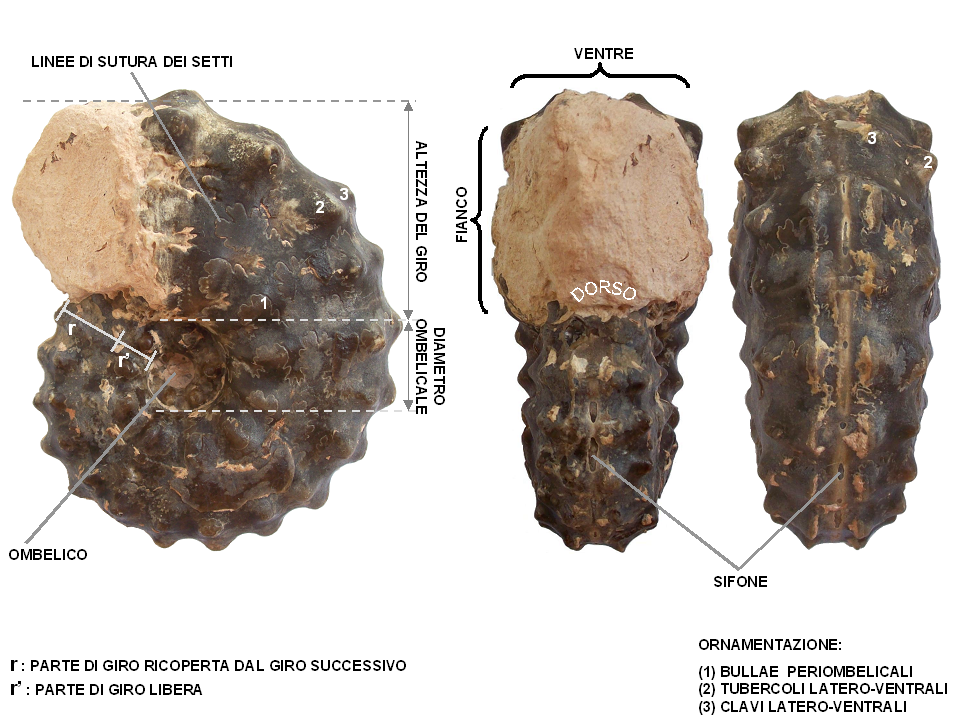
Morrowites

- †Macrocephalites
- †Macroscaphites
- †Madagascarites
- †Maenioceras
- †Magharina
- †Malayites
- †Malladaites
- †Malletophychites
- †Maltoniceras
- †Mammites
- †Manambolites
- †Mancosiceras
- †Mangeroceras
- †Manoloviceras
- †Mantelliceras
- †Manticoceras
- †Manuaniceras
- †Maorites
- †Mapesites
- †Marathonites
- †Margaritropites
- †Marianoceras
- †Mariella
- †Marshallites
- †Martolites
- †Masiaposites
- †Masonites
- †Maternoceras
- †Mathoceras
- †Mathoceratites
- †Maximites
- †Mayaites
- †Mazapilites
- †Medlicottia
- †Meekoceras
- †Megalytoceras
- †Megaphyllites
- †Megapronorites
- †Megasphaeroceras
- †Megatyloceras
- †Meginoceras
- †Melagathiceras
- †Melchiorites
- †Melonites
- †Melvilloceras
- †Menabites
- †Menabonites
- †Meneghiniceras
- †Menuites
- †Menuthiocrioceras
- †Mercaticeras
- †Merocanites
- †Mescalites
- †Mesobeloceras
- †Mesocladiscites
- †Mesoclymenia
- †Mesogaudryceras
- †Mesopuzosia
- †Mesosimoceras
- †Mesoturrilites
- †Metacanites
- †Metacarnites
- †Metacymbites
- †Metadagnoceras
- †Metaderoceras
- †Metadimorphoceras
- †Metadinarites
- †Metagravesia
- †Metahamites
- †Metahaploceras
- †Metahedenstroemia
- †Metahoplites
- †Metalegoceras
- †Metalytoceras
- †Metapatoceras
- †Metapeltoceras
- †Metaplacenticeras
- †Metapronorites
- †Metaptychoceras
- †Metarnioceras
- †Metasibirites
- †Metasigaloceras
- †Metassuria
- †Metatibetites
- †Metatissotia
- †Metengonoceras
- †Metinyoites
- †Metoicoceras
- †Metoxynoticeras
- †Metrolytoceras
- †Metussuria
- †Mexicoceras
- †Miccocephalites
- †Michalskia
- †Michiganites
- †Micracanthoceras
- †Microbactrites
- †Microbiplices
- †Microdactylites
- †Microderoceras
- †Micromphalites
- †Microtropites
- †Miklukhoceras
- †Miltites
- †Mimagoniatites
- †Mimimitoceras
- †Mimosphinctes
- †Mirilentia
- †Miroclymenia
- †Mirojuvavites
- †Mirosphinctes
- †Mitonia
- †Mixomanticoceras
- †Miyakoceras
- †Moffitites
- †Mojsisovicsites
- †Mojsisoviczia
- †Mojsvarites
- †Monacanthites
- †Mongoloceras
- †Monophyllites
- †Moremanoceras
- †Morphoceras
- †Morrisiceras
- †Morrowites
- †Mortoniceras
- †Moutoniceras
- †Mucrodactylites
- †Muensterites
- †Muensteroceras
- †Muniericeras
- †Myloceras

## N
- †Nairites
- †Nannites
- †Nannocardioceras
- †Nannolytoceras
- †Nannostephanus
- †Nannovascoceras
- †Nassichukites
- †Nathorstites
- †Nautellipsites
- †Neancyloceras
- †Nebraskites
- †Nebrodites
- †Negebites
- †Nejdia
- †Neoaganides
- †Neobibolites
- †Neocardioceras
- †Neochetoceras
- †Neocladiscites
- †Neoclypites
- †Neocolumbites
- †Neocomites
- †Neocosmoceras
- †Neocraspedites
- †Neocrimites
- †Neocrioceras
- †Neodimorphoceras
- †Neogastroplites
- †Neogauthiericeras
- †Neogeoceras
- †Neoglaphyrites
- †Neoglyphioceras
- †Neoglytoxoceras
- †Neogoniatites
- †Neograhamites
- †Neoharpoceras
- †Neohimavatites
- †Neohoploceras
- †Neoicoceras
- †Neokentoceras
- †Neolioceratoides
- †Neolissoceras
- †Neolobites
- †Neomantelliceras
- †Neomanticoceras
- †Neomicroceras
- †Neomorphoceras
- †Neopericyclus
- †Neopharciceras
- †Neophlycticeras
- †Neophylloceras
- †Neopopanoceras
- †Neopronorites
- †Neoprotrachyceras
- †Neoptychites
- †Neopulchellia
- †Neosaynoceras
- †Neoselwynoceras
- †Neoshumardites
- †Neosilesites
- †Neosirenites
- †Neostlingoceras
- †Neotibetites
- †Neouddenites
- †Neuqueniceras
- †Nevadisculites
- †Nevadites
- †Nevadoceras
- †Nevadophyllites
- †Newboldiceras
- †Newmarracarroceras
- †Niceforoceras
- †Nicklesia
- †Nicomedites
- †Nielsenoceras
- †Nigericeras
- †Nipponites
- †Nitanoceras
- †Nodiocoeloceras
- †Nodosageceras
- †Nodosoclymenia
- †Nodosohoplites
- †Nodotibetites
- †Noetlingites
- †Nolaniceras
- †Nomismoceras
- †Nordiceras
- †Nordophiceras
- †Noridiscites
- †Norites
- †Normannites
- †Nostoceras
- †Nothocephalites
- †Nothosporadoceras
- †Nothostephanus
- †Notoceras
- †Nowakites
- †Nuculoceras
- †Nummoceras

## O

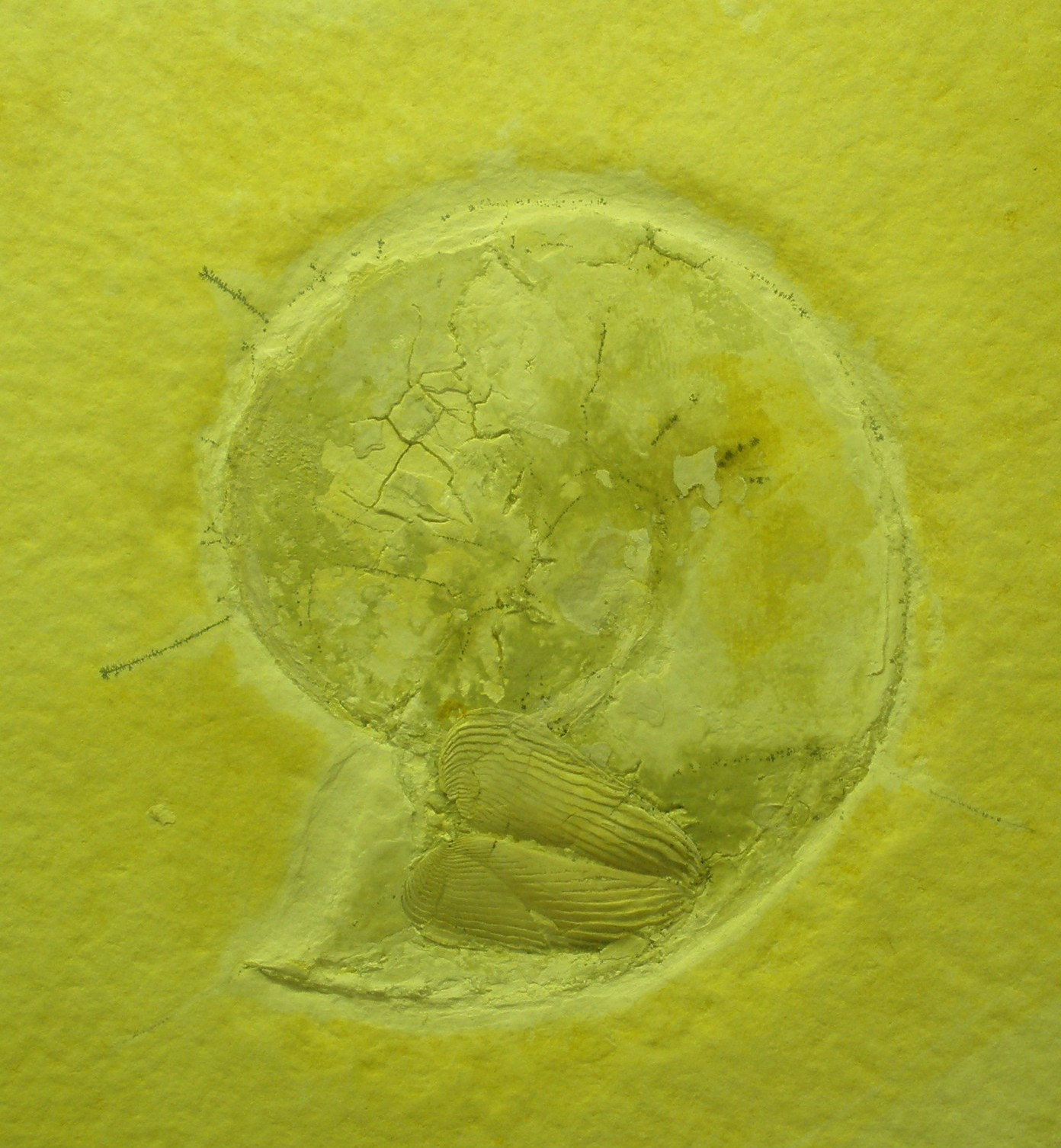
Oppelia met Aptychus

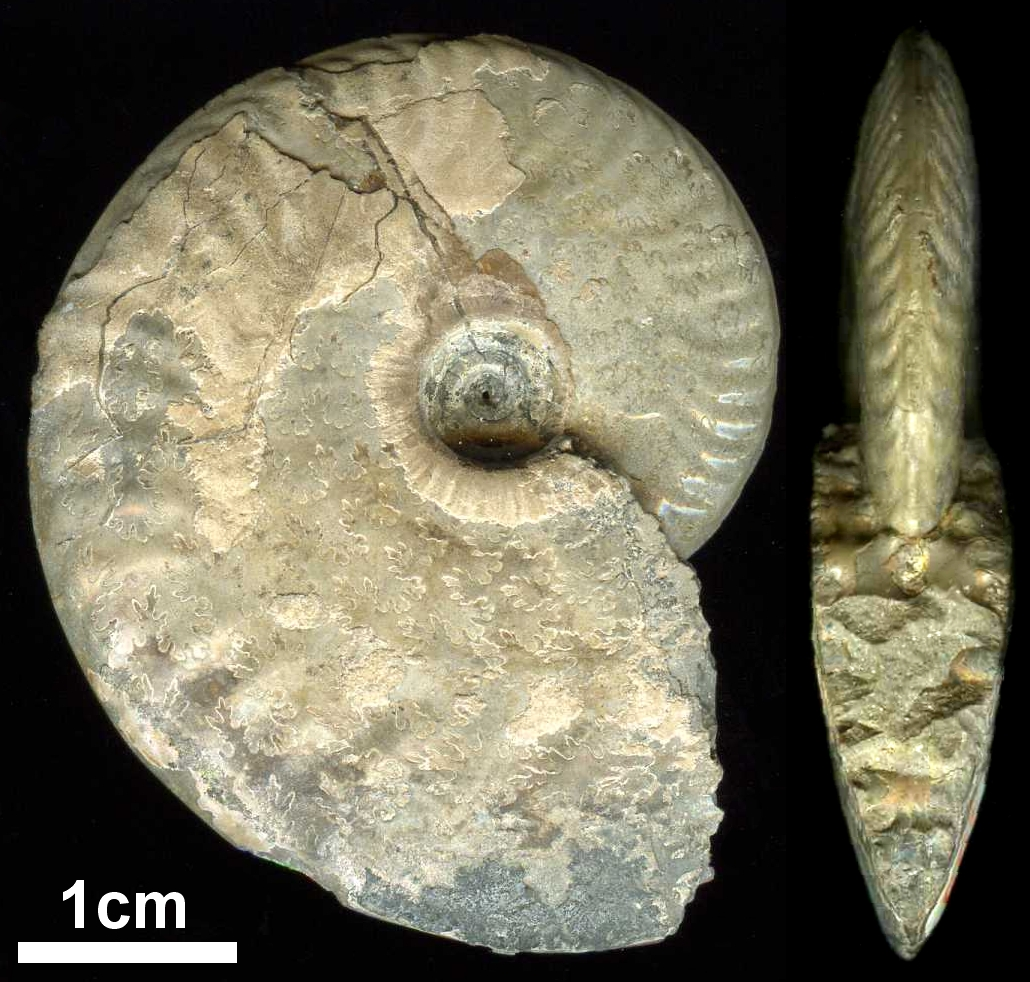
Oxycerites

- †Obrutchevites
- †Obtusicostites
- †Ochetoceras
- †Ochotoceras
- †Odontodiscoceras
- †Oecoptychius
- †Oecotraustes
- †Oiophyllites
- †Oistoceras
- †Okribites
- †Olcostephanus
- †Olenekoceras
- †Olenikites
- †Onitshoceras
- †Onychoceras
- †Oosterella
- †Ophiceras
- †Ophilyroceras
- †Oppelia
- †Oraniceras
- †Orestites
- †Organoceras
- †Orionoides
- †Ornatoclymenia
- †Orthaspidoceras
- †Orthildaites
- †Orthoceltites
- †Orthogarantiana
- †Orthosphinctes
- †Orulganites
- †Ostlingoceras
- †Otoceltites
- †Otoceras
- †Otohoplites
- †Otoites
- †Otoscaphites
- †Ovaticeras
- †Owenites
- †Owenoceras
- †Oxintoceras
- †Oxybeloceras
- †Oxycerites
- †Oxydiscites
- †Oxylenticeras
- †Oxynoticeras
- †Oxyparoniceras
- †Oxytornoceras
- †Oxytropidoceras

## P

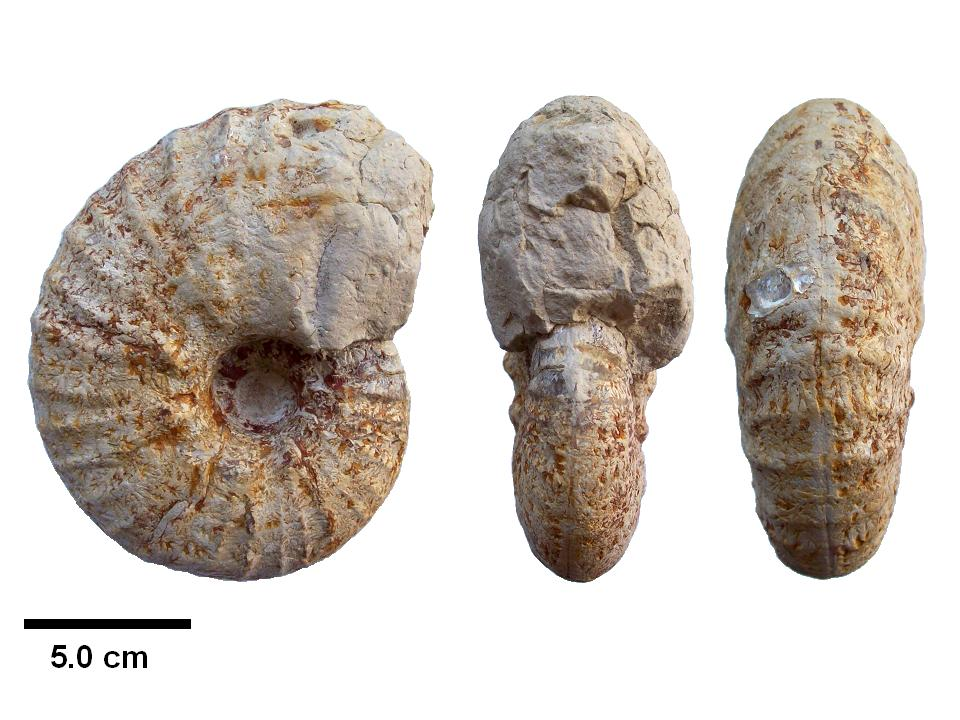
Pachydiscus

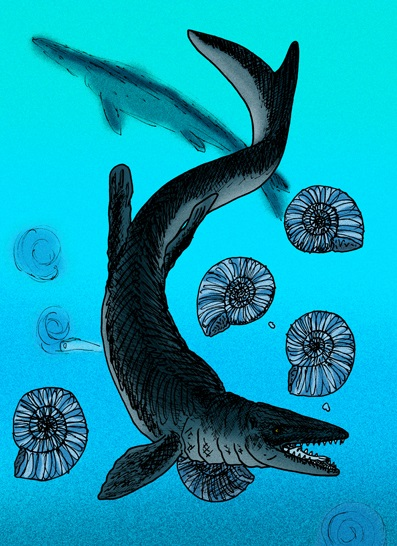
Twee Pachydiscus eten de resten van een vis die een Mosasaurus (mosasauriër) en de gigantische ammoniet Parapuzosia

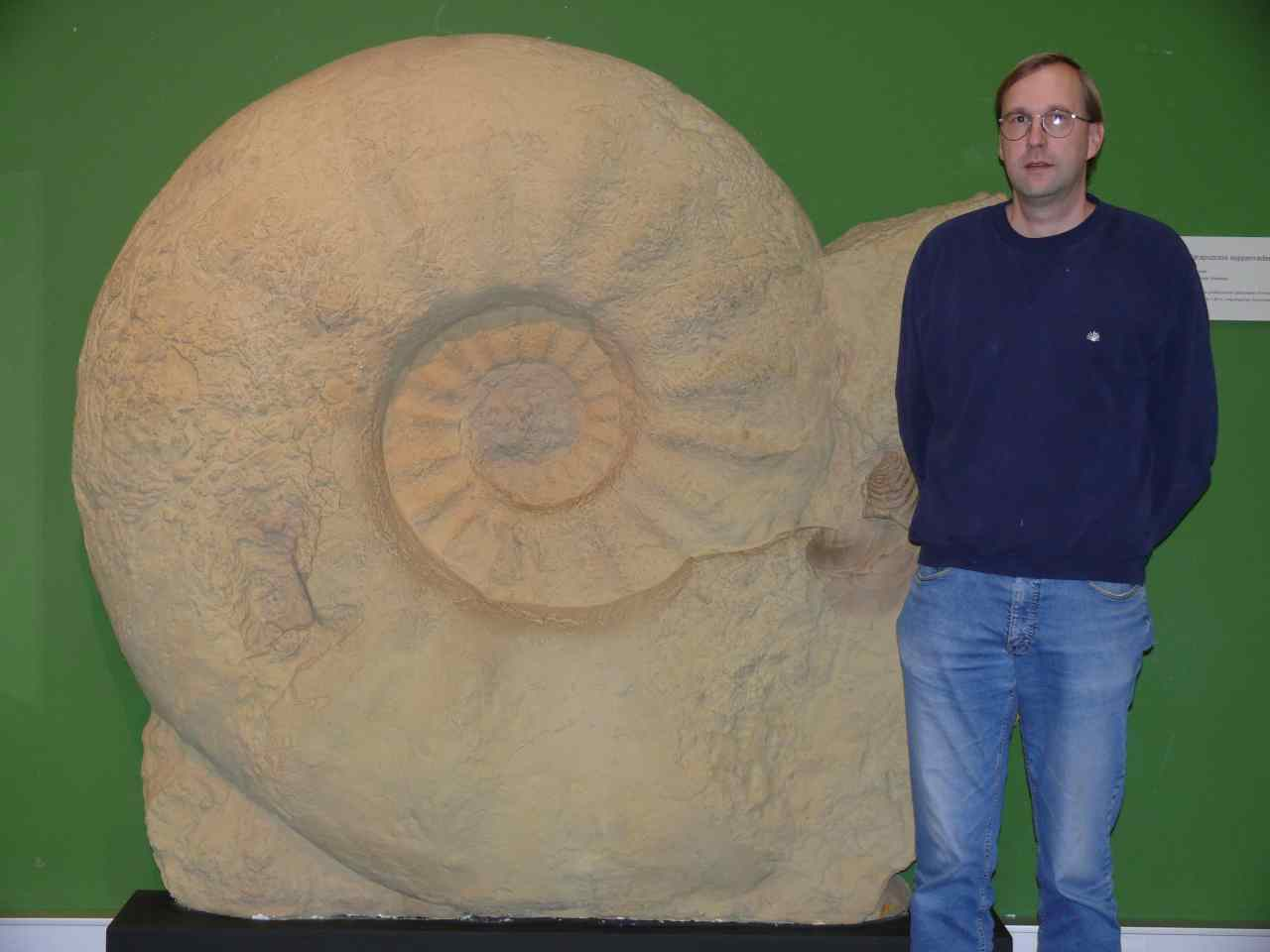
Reuzenammoniet Parapuzosia, zie voor informatie over de vondst onder Lüdinghausen

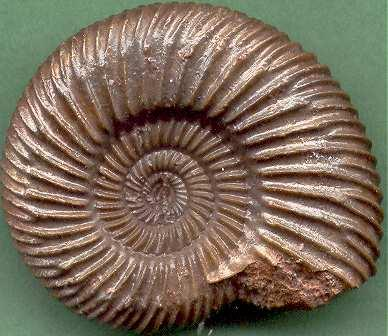
Parkinsonia

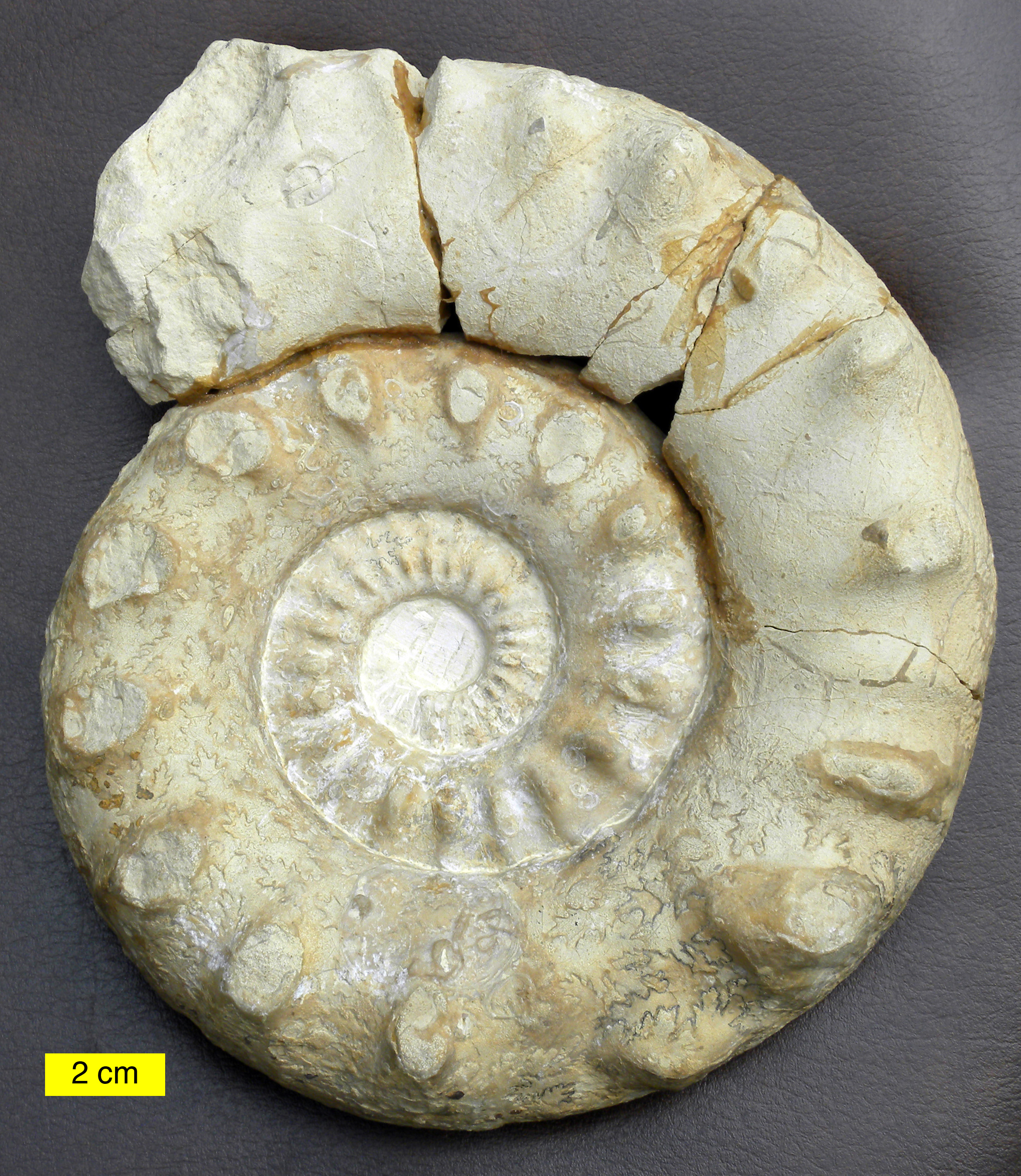
Peltoceras

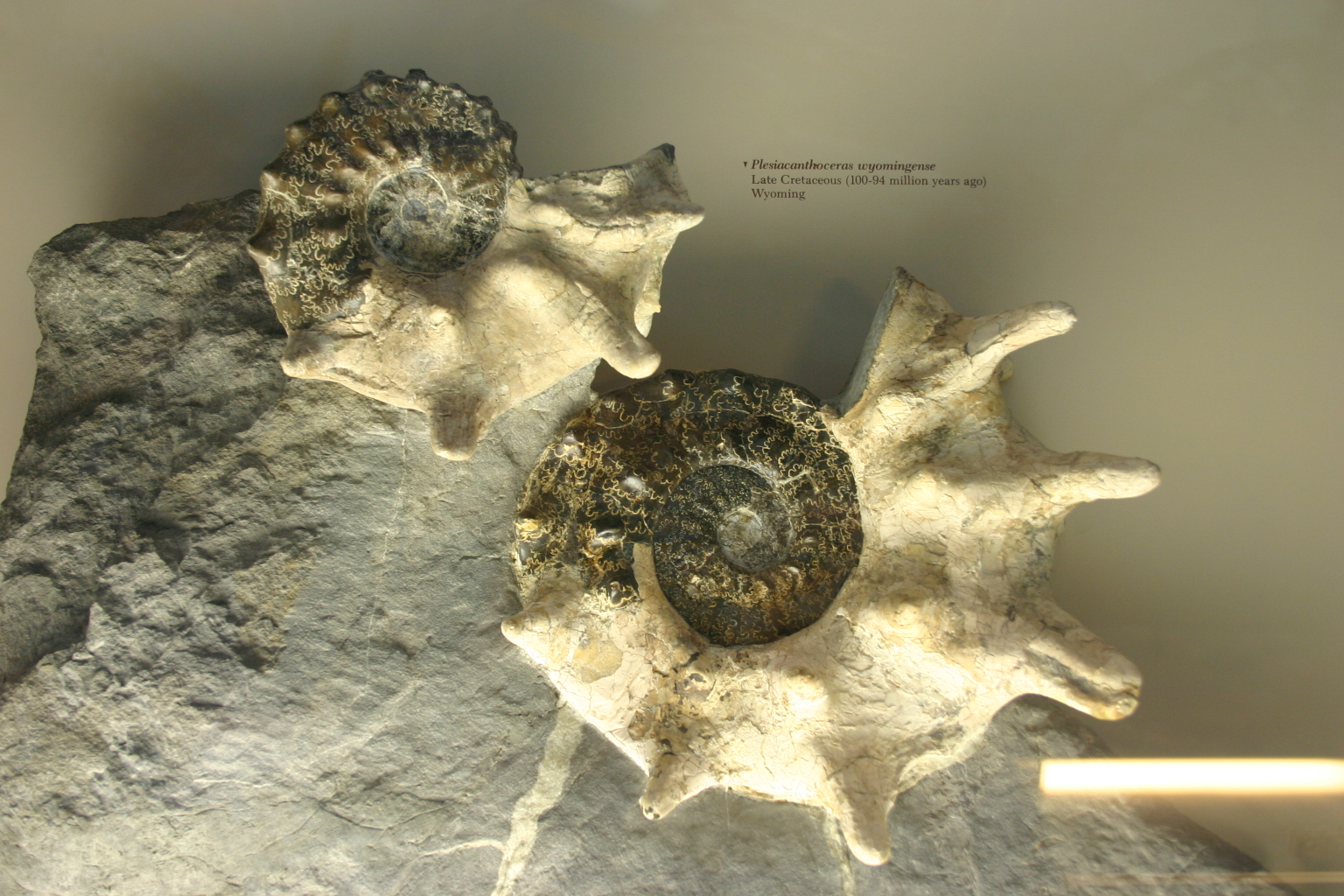
Plesiacanthoceras

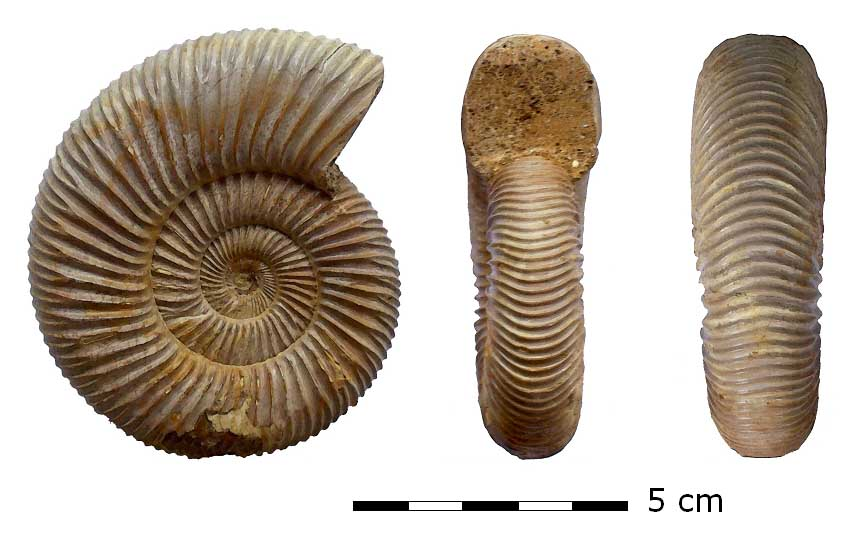
Perisphinctes

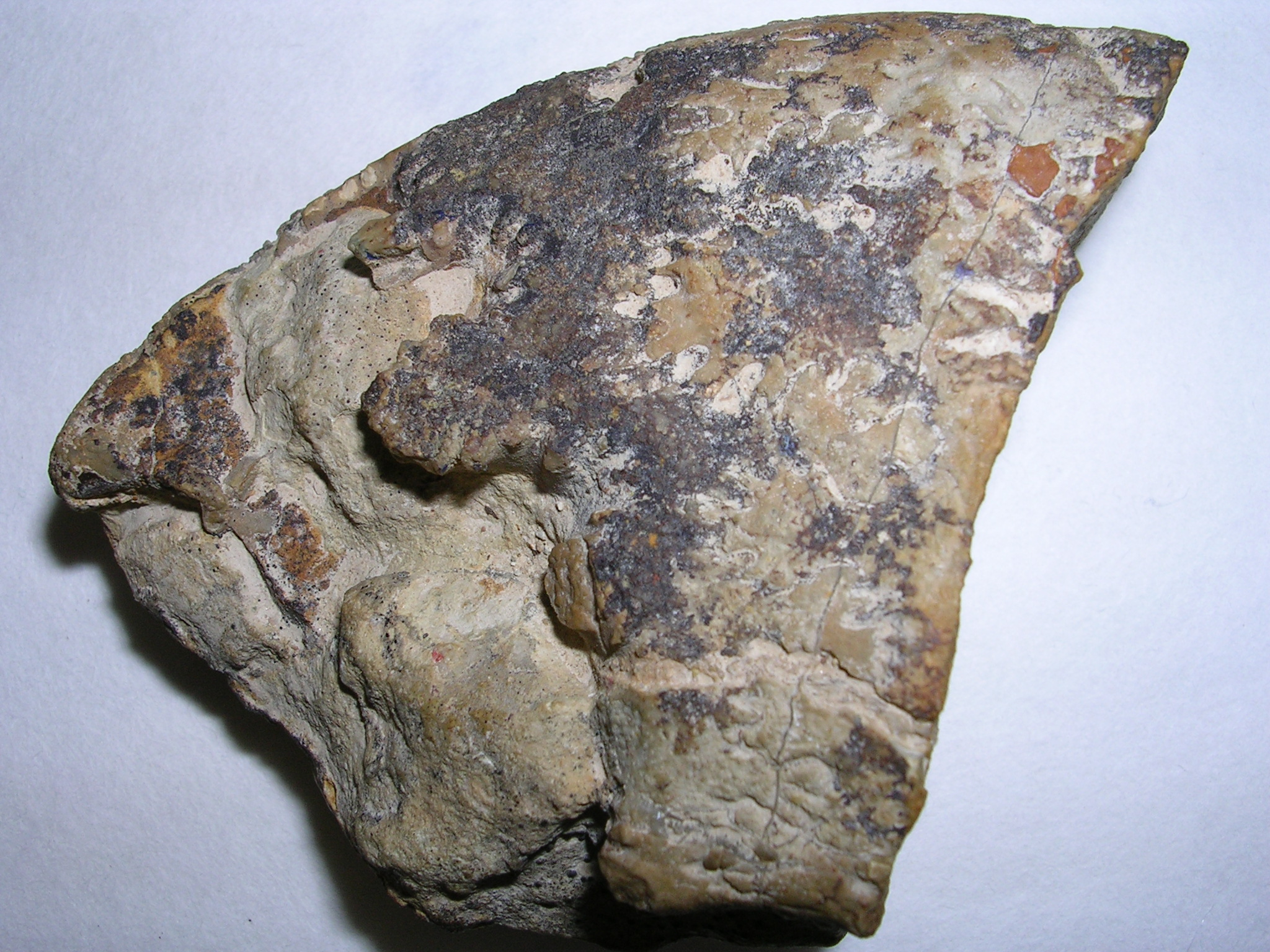
Pleuroceras

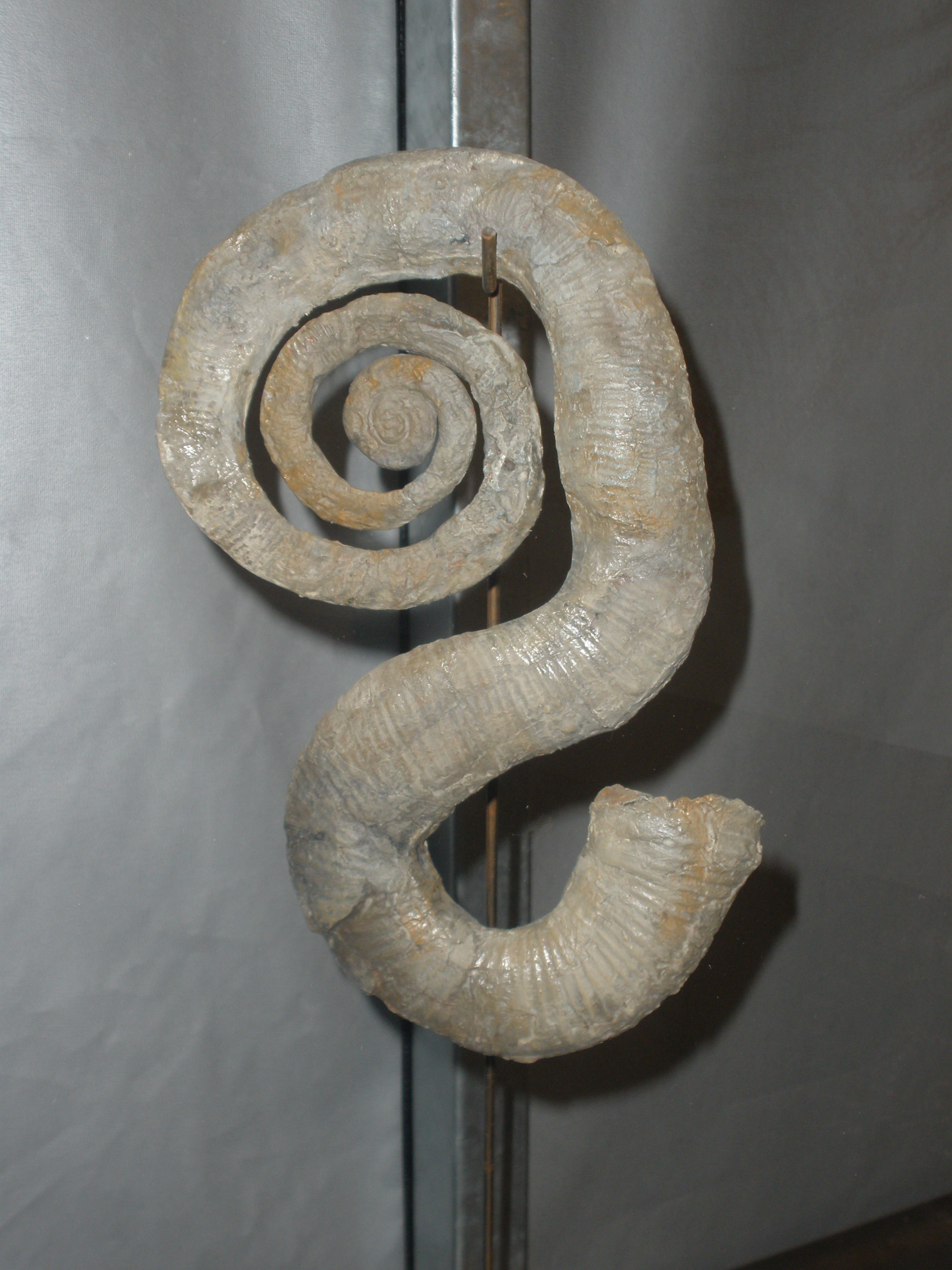
Pravitoceras

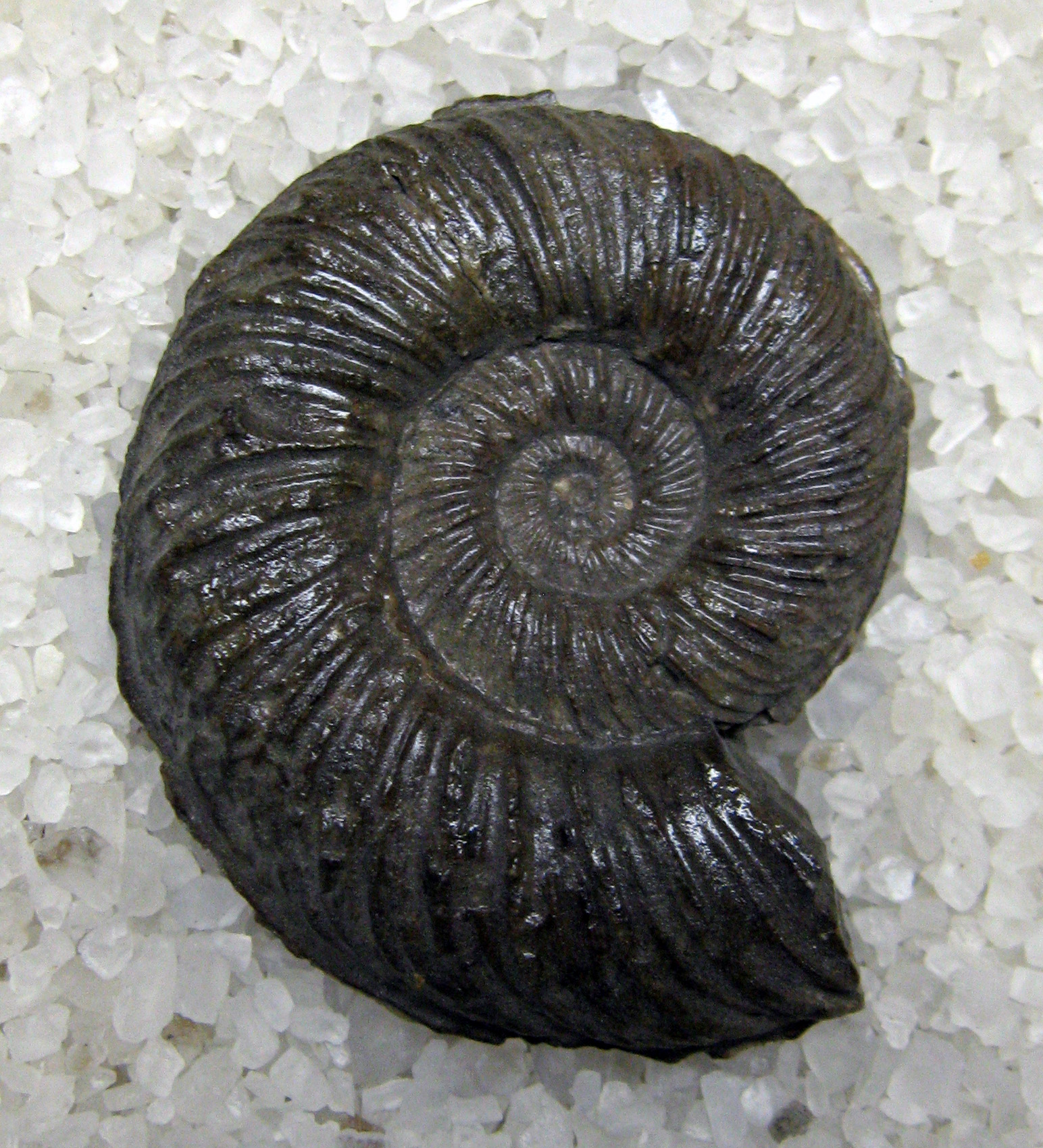
Prionocyclus

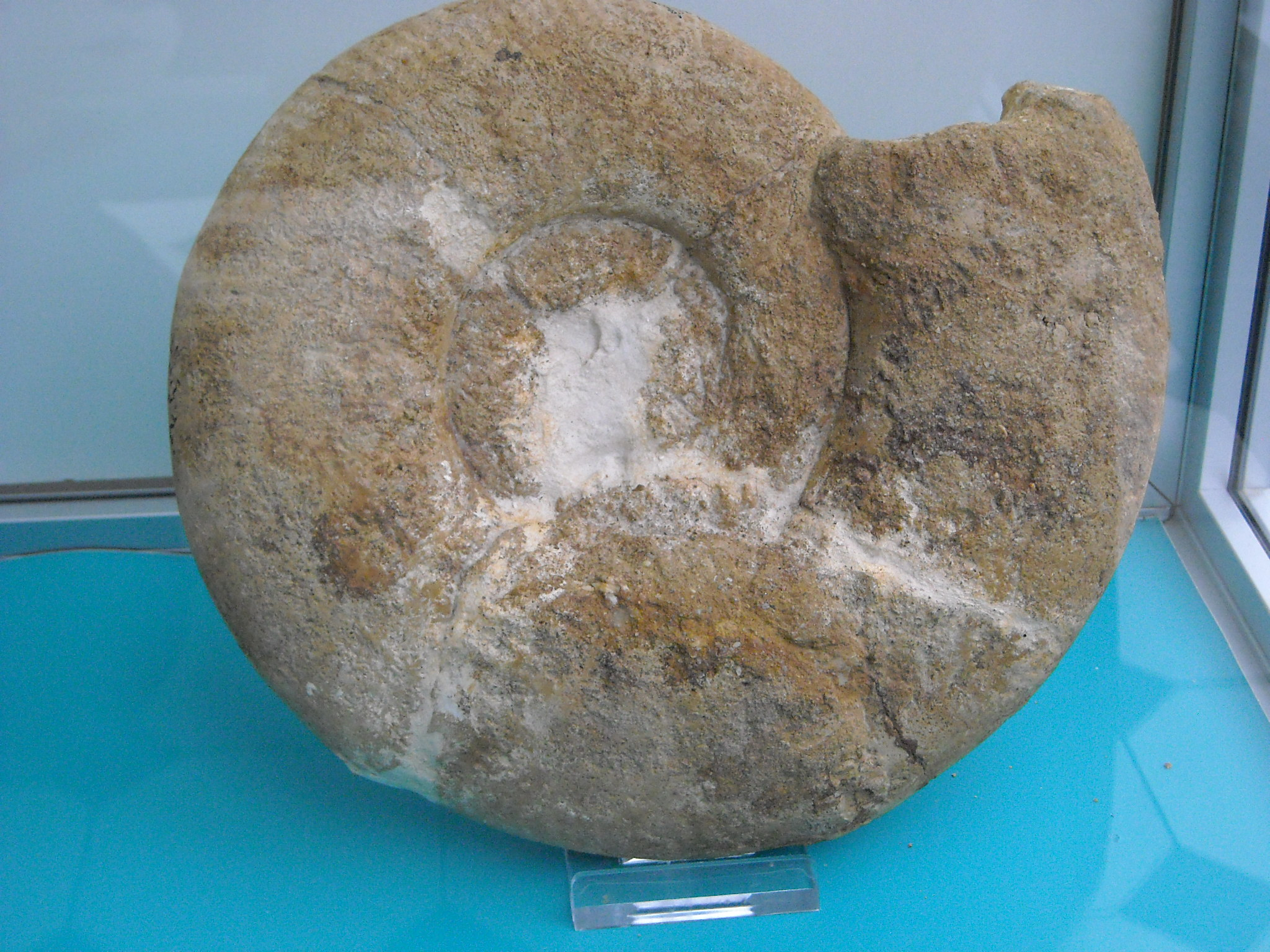
Proplanulites

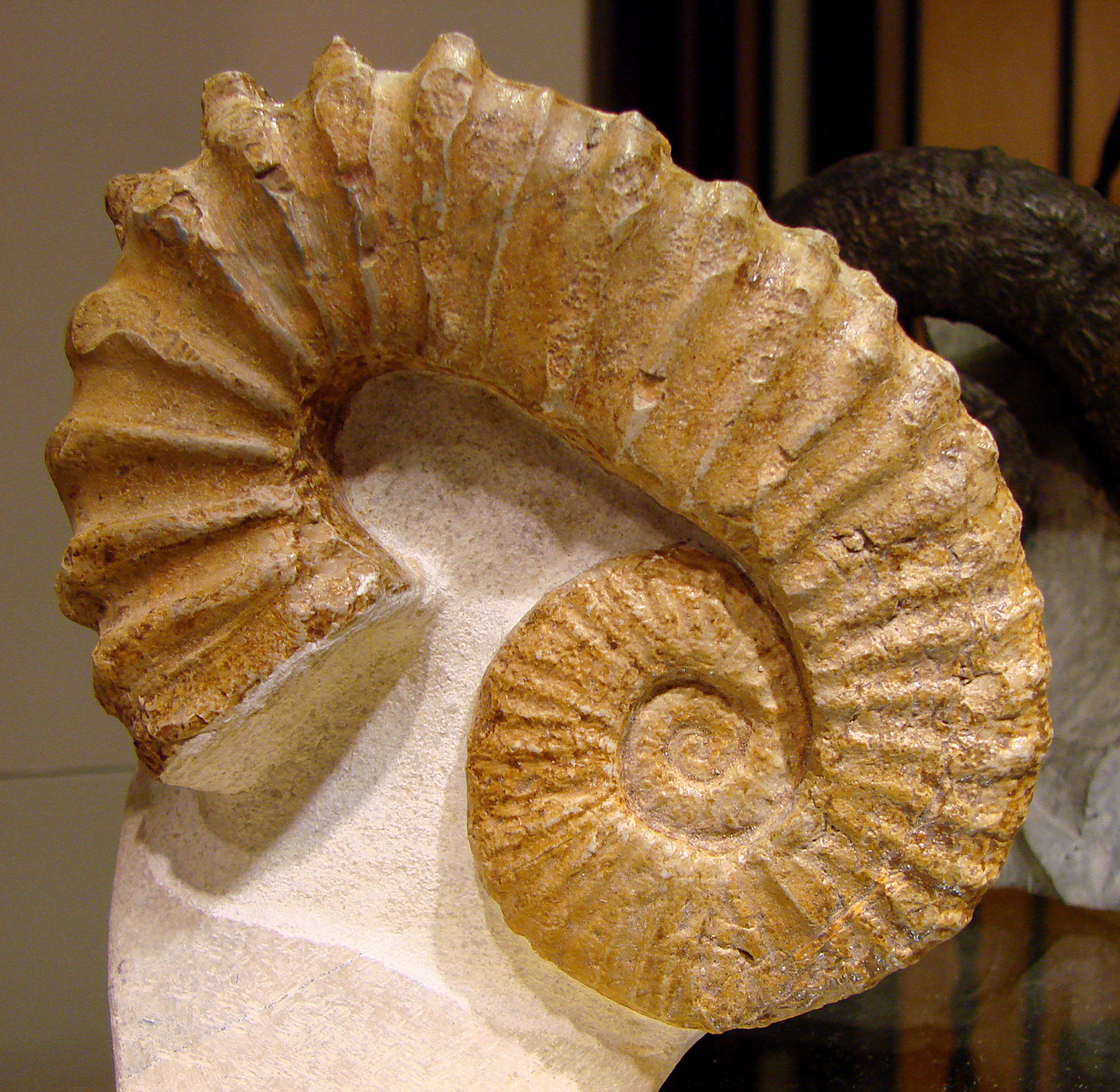
Pseudocrioceras

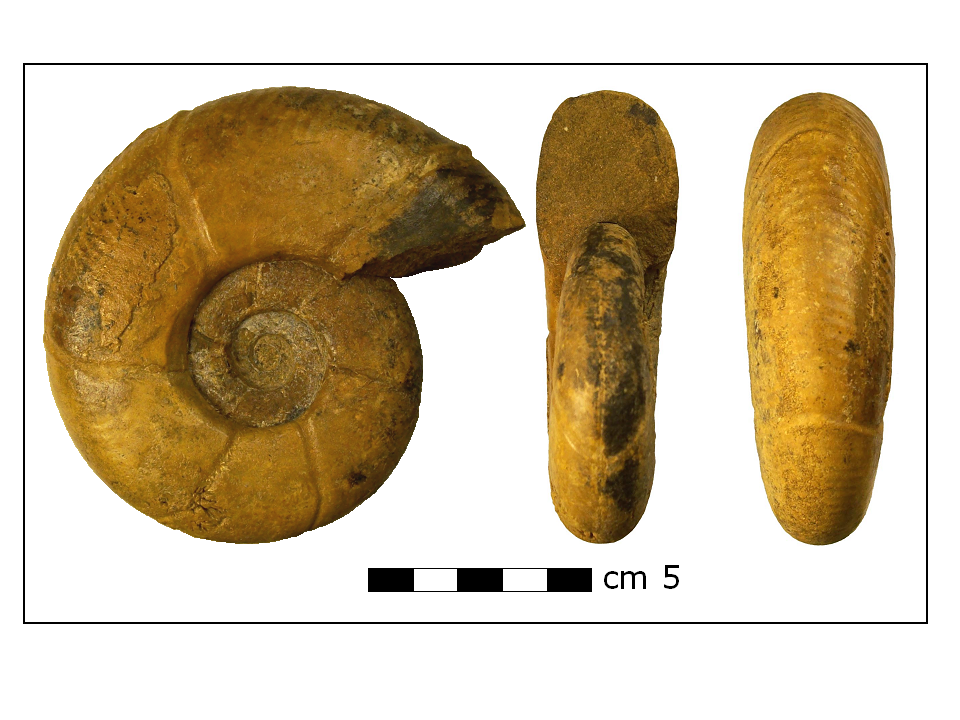
Puzosia

- †Pachycardioceras
- †Pachyceras
- †Pachyclymenia
- †Pachydesmoceras
- †Pachydiscoides
- †Pachydiscus
- †Pachyerymnoceras
- †Pachylyroceras
- †Pachylytoceras
- †Pachypictonia
- †Pachysphinctes
- †Padagrosites
- †Padragosiceras
- †Palaeogoniatites
- †Palaeokazachstanites
- †Palaeophyllites
- †Palermites
- †Palicites
- †Palnerostephanus
- †Paltaopites
- †Paltechioceras
- †Pamphagosirenites
- †Paprothites
- †Paquiericeras
- †Paraacrochordiceras
- †Parabactrites
- †Parabehavites
- †Paraberriasella
- †Parabevalites
- †Paraboliceras
- †Paraboliceratoides
- †Paracadoceras
- †Paracalycoceras
- †Paracanthoplites
- †Paraceltites
- †Paraceratites
- †Paraceratitoides
- †Paracladiscites
- †Paraconlinoceras
- †Paracorniceras
- †Paracraspedites
- †Paracravenoceras
- †Paracrioceras
- †Paracuariceras
- †Paracymbites
- †Paradanubites
- †Paradasyceras
- †Paradicidia
- †Paradimeroceras
- †Paradimorphoceras
- †Paradinarites
- †Paradistichites
- †Paradolphia
- †Paraganides
- †Paragastrioceras
- †Paragattendorfia
- †Paragoceras
- †Paraguembelites
- †Paragymnites
- †Parahauerites
- †Parahildaites
- †Parahomoceras
- †Parahoplites
- †Parajaubertella
- †Parajuvavites
- †Parakellnerites
- †Paralcidia
- †Paralegoceras
- †Paralenticeras
- †Paralobites
- †Paralytoceras
- †Paramammites
- †Parammatoceras
- †Paranannites
- †Paranclyoceras
- †Parandiceras
- †Paranorites
- †Paranoritoides
- †Paranoritoides
- †Parapallasiceras
- †Parapatoceras
- †Parapeltoceras
- †Paraperrinites
- †Paraphyllites
- †Parapinacoceras
- †Paraplacites
- †Parapopanoceras
- †Parapronorites
- †Parapuzosia (reuzenammoniet)
- †Pararasenia
- †Pararcestes
- †Pararnioceras
- †Parasageceras
- †Parasaynoceras
- †Paraschartymites
- †Paraschistoceras
- †Parashumardites
- †Parasibirites
- †Parasilesites
- †Parasolenoceras
- †Paraspidites
- †Paraspidoceras
- †Paraspiticeras
- †Parastieria
- †Parastrenoceras
- †Parasturia
- †Paratexanites
- †Parathetidites
- †Parathisbites
- †Paratibites
- †Paratirolites
- †Paratissotia
- †Paratorleyoceras
- †Paratornoceras
- †Paratrachyceras
- †Paratropites
- †Paraturrilites
- †Paravirgatites
- †Parawedekindia
- †Parawocklumeria
- †Parayakutoceras
- †Parengonoceras
- †Parentites
- †Parinodiceras
- †Parkinsonia
- †Parodiceras
- †Parodontoceras
- †Paroecotraustes
- †Paroniceras
- †Paroxynoticeras
- †Partschiceras
- †Parussuria
- †Paryphoceras
- †Pascoeites
- †Paskentites
- †Passendorferia
- †Patagiosites
- †Paulotropites
- †Pavlovia
- †Pavloviceras
- †Pearylandites
- †Pectinatites
- †Pedioceras
- †Peltoceras
- †Peltoceratoides
- †Peltolytoceras
- †Peltomorphites
- †Pennoceras
- †Pentagonoceras
- †Pericarinoceras
- †Pericleites
- †Pericyclus
- †Peripleurites
- †Perisphinctes
- †Peritrochia
- †Pernoceras
- †Peroniceras
- †Peronoceras
- †Perrinites
- †Perrinoceras
- †Pervinquieria
- †Petitclercia
- †Petrolytoceras
- †Petteroceras
- †Peytonoceras
- †Phaneroceras
- †Phanerostephanus
- †Pharciceras
- †Phaularpites
- †Phaulostephanus
- †Phaulozigzag
- †Phillipites
- †Phillipsoceras
- †Phlycticeras
- †Phlycticrioceras
- †Phlyseogrammocera
- †Phoenixites
- †Phormedites
- †Phricodoceras
- †Phylloceras
- †Phyllocladiscites
- †Phyllopachyceras
- †Phylloptychoceras
- †Phyllytoceras
- †Phymatoceras
- †Physematites
- †Physeogrammoceras
- †Physodoceras
- †Pictetia
- †Pictonia
- †Pimelites
- †Pinaclymenia
- †Pinacoceras
- †Pinacoplacites
- †Piriclymenia
- †Placenticeras
- †Placites
- †Planammatoceras
- †Planisphinctes
- †Plasmatoceras
- †Platotropites
- †Platyclymenia
- †Platycuccoceras
- †Platygoniatites
- †Platylenticeras
- †Platynoticeras
- †Platypleuroceras
- †Playfordites
- †Plesiacanthoceras
- †Plesiacanthoides
- †Plesiohamites
- †Plesiospitidiscus
- †Plesiotissotia
- †Plesioturrilites
- †Pleuroacanthites
- †Pleurocephalites
- †Pleuroceras
- †Pleurodistichites
- †Pleurohoplites
- †Pleurolytoceras
- †Pleuronodoceras
- †Pleuropinacoceras
- †Pleurotexanites
- †Pleydellia
- †Plictetia
- †Poculisphinctes
- †Poecilomorphus
- †Polaricyclus
- †Politoceras
- †Polonites
- †Polonoceras
- †Polymorphites
- †Polyplectites
- †Polyplectus
- †Polyptychites
- †Polyptychoceras
- †Polysphinctes
- †Pomerania
- †Pompeckioceras
- †Pompeckjites
- †Ponteixites
- †Ponticeras
- †Popanites
- †Popanoceras
- †Poporites
- †Porpoceras
- †Postglatziella
- †Posttornoceras
- †Praebigotites
- †Praedaraelites
- †Praeglyphioceras
- †Praemanambolites
- †Praemeroceras
- †Praemuniericeras
- †Praeparkinsonia
- †Praesphaeroceras
- †Praestrigites
- †Praetollia
- †Pravitoceras
- †Preflorianites
- †Preflorianitoides
- †Prenkites
- †Preshumardites
- †Presimoceras
- †Pricella
- †Prionites
- †Prionoceras
- †Prionocycloceras
- †Prionocyclus
- †Prionodoceras
- †Proarcestes
- †Proavites
- †Probeloceras
- †Procarnites
- †Procerites
- †Procerozigzag
- †Procheloniceras
- †Prochorites
- †Procladiscites
- †Procliviceras
- †Procolumbites
- †Procraspedites
- †Prodactylioceras
- †Prodeshayesites
- †Prodromites
- †Progalbanites
- †Progeronia
- †Progonoceratites
- †Progonioclymenia
- †Prograyiceras
- †Proharpoceras
- †Prohauericeras
- †Prohecticoceras
- †Prohelicoceras
- †Prohungarites
- †Prohysteroceras
- †Projuvavites
- †Prolecanites
- †Proleopoldia
- †Proleymeriella
- †Prolobites
- †Prolyelliceras
- †Promantelliceras
- †Promicroceras
- †Proniceras
- †Pronoetlingites
- †Pronorites
- †Propectinatites
- †Properisphinctes
- †Properrinites
- †Propinacoceras
- †Proplacenticeras
- †Proplanulites
- †Propopanoceras
- †Proptychites
- †Proptychitoides
- †Prorasenia
- †Prorsisphinctes
- †Prosaphites
- †Proshumardites
- †Prosiceras
- †Prososphinctes
- †Prososphinctoides
- †Prosphingites
- †Prostacheoceras
- †Protacanthoceras
- †Protacanthodiscus
- †Protacanthoplites
- †Protaconeceras
- †Protactoclymenia
- †Protanclyoceras
- †Protanisoceras
- †Protengonoceras
- †Protetragonites
- †Proteusites
- †Protexanites
- †Prothalassoceras
- †Protimanites
- †Protocanites
- †Protoecotrausites
- †Protogrammoceras
- †Protohoplites
- †Protophites
- †Protoplatytes
- †Protopopanoceras
- †Protornoceras
- †Protosageceras
- †Protothurmannia
- †Prototoceras
- †Protoxyclymenia
- †Protrachyceras
- †Protropites
- †Proturrilitoides
- †Prouddenites
- †Pseudacompsoceras
- †Pseudaetomoceras
- †Pseudagathiceras
- †Pseudammatoceras
- †Pseudargentiniceras
- †Pseudarietites
- †Pseudarisphinctes
- †Pseudaspidites
- †Pseudaspidoceras
- †Pseudharpoceras
- †Pseudhelicoceras
- †Pseudhimalayites
- †Pseudinvoluticeras
- †Pseudoaganides
- †Pseudoaspidoceras
- †Pseudobactrites
- †Pseudobaculites
- †Pseudobarroisiceras
- †Pseudobrightia
- †Pseudocadoceras
- †Pseudocalycoceras
- †Pseudocardioceras
- †Pseudocarnites
- †Pseudoceltites
- †Pseudoclambites
- †Pseudoclymenia
- †Pseudocosmoceras
- †Pseudodanubites
- †Pseudofavrella
- †Pseudoflemingites
- †Pseudofoordites
- †Pseudogarantiana
- †Pseudogarnieria
- †Pseudogastrioceras
- †Pseudoglaphyrites
- †Pseudogrammoceras
- †Pseudogregoryceras
- †Pseudohalorites
- †Pseudohaploceras
- †Pseudoinvoluticeras
- †Pseudojacobites
- †Pseudokatroliceras
- †Pseudokossmaticeras
- †Pseudokymatites
- †Pseudoleymeriella
- †Pseudolillia
- †Pseudolioceras
- †Pseudolissoceras
- †Pseudomercaticeras
- †Pseudoneoptychites
- †Pseudonomismoceras
- †Pseudoosterella
- †Pseudoparalegoceras
- †Pseudopeltoceras
- †Pseudoperisphinctes
- †Pseudophyllites
- †Pseudoplacenticeras
- †Pseudopolyplectus
- †Pseudoppelia
- †Pseudoprobeloceras
- †Pseudopronorites
- †Pseudopuzosia
- †Pseudosageceras
- †Pseudosaynella
- †Pseudoschistoceras
- †Pseudoschloenbachia
- †Pseudosimoceras
- †Pseudosirenites
- †Pseudosonneratia
- †Pseudothetidites
- †Pseudothurmannia
- †Pseudotibetites
- †Pseudotirolites
- †Pseudotissotia
- †Pseudotoceras
- †Pseudotoites
- †Pseudotropites
- †Pseudovidrioceras
- †Pseudovirgatites
- †Pseudowaagenia
- †Pseudoxybeloceras
- †Pseuduptonia
- †Psiloceras
- †Psilocladiscites
- †Psilohamites
- †Psilophyllites
- †Psilosturia
- †Psilotissotia
- †Pterolytoceras
- †Pteroscaphites
- †Pterosirenites
- †Ptycharcestes
- †Ptychites
- †Ptychoceras
- †Ptycholytoceras
- †Ptychophylloceras
- †Puchenquia
- †Puebloites
- †Pulchellia
- †Putealiceras
- †Puzosia
- †Puzosigella

## Q

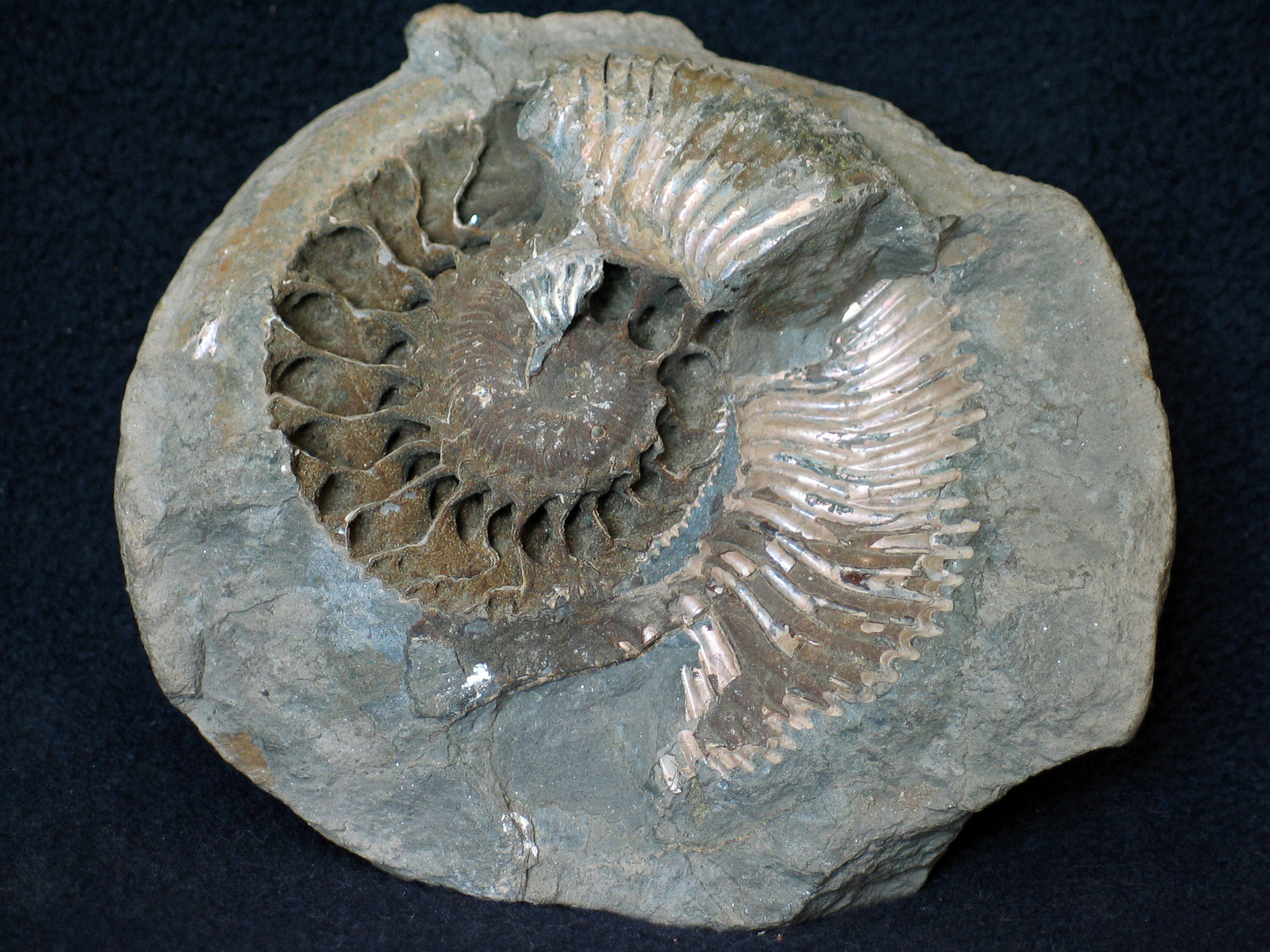
Quenstedtoceras

- †Qiannanites
- †Quasicravenoceras
- †Quasintoceras
- †Quenstedtoceras
- †Quinnites
- †Quitmannites

## R

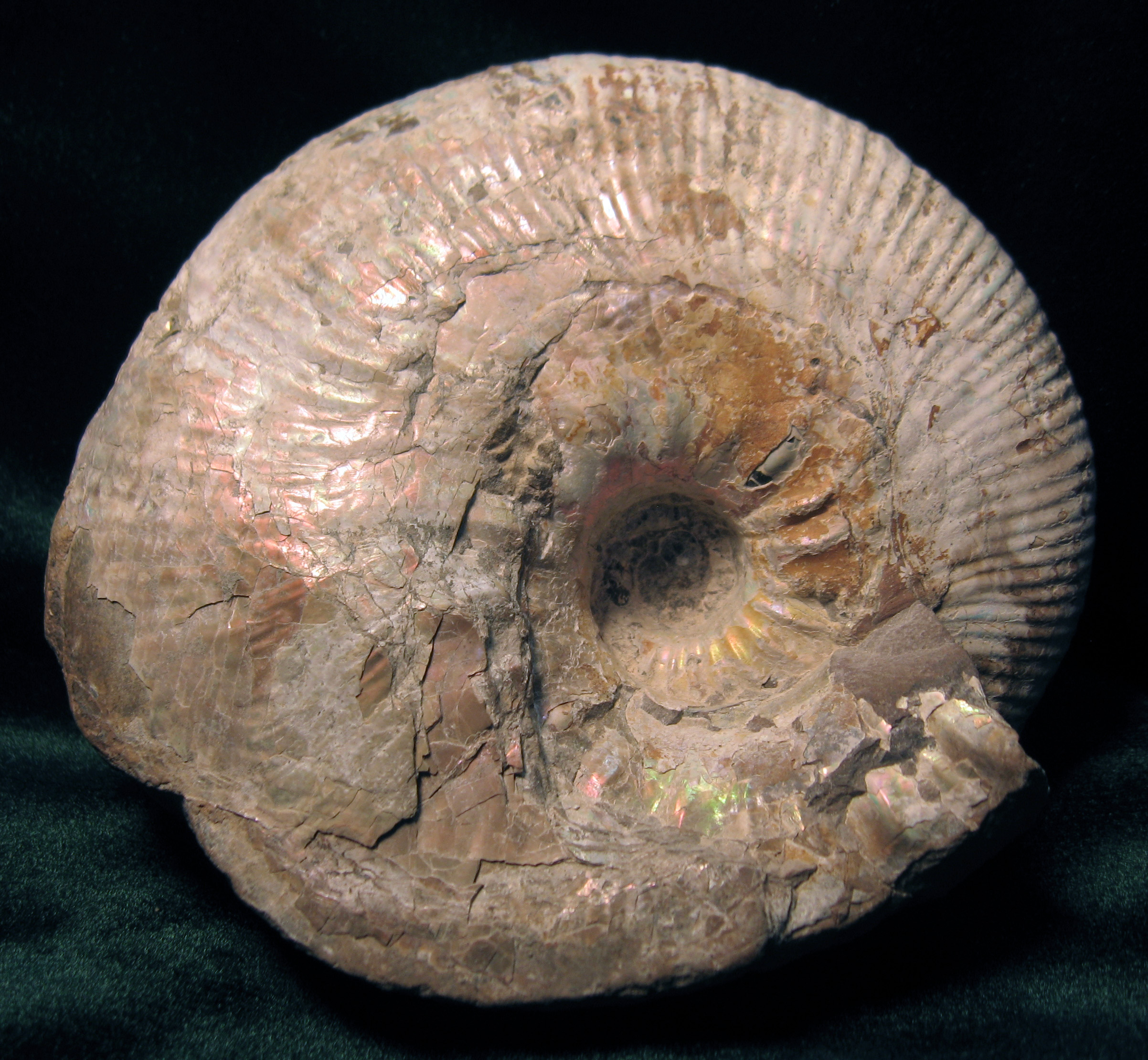
Rhaeboceras

- †Radstockiceras
- †Raimondiceras
- †Rakusites
- †Ramosites
- †Rasenia
- †Rasenoides
- †Raymondiceras
- †Rectoclymenia
- †Reesidites
- †Rehmannia
- †Reiflingites
- †Reineckeia
- †Reineckeites
- †Renites
- †Renziceras
- †Repossia
- †Reticuloceras
- †Retites
- †Reynesella
- †Reynesoceras
- †Reynesocoeloceras
- †Rhabdoceras
- †Rhacophyllites
- †Rhadinites
- †Rhaeboceras
- †Rhampidoceras
- †Rhiphaeoclymenia
- †Rhiphaeocyclus
- †Rhymmoceras
- †Rhytidohoplites
- †Riasanites
- †Richardsonites
- †Rimkinites
- †Ringsteadia
- †Rollerites
- †Rollieria
- †Roloboceras
- †Romaniceras
- †Romanites
- †Rossalites
- †Rotodiscoceras
- †Rotopericyclus
- †Rubroceras
- †Rugiferites
- †Rursiceras
- †Rusoceras
- †Ryugasella

## S

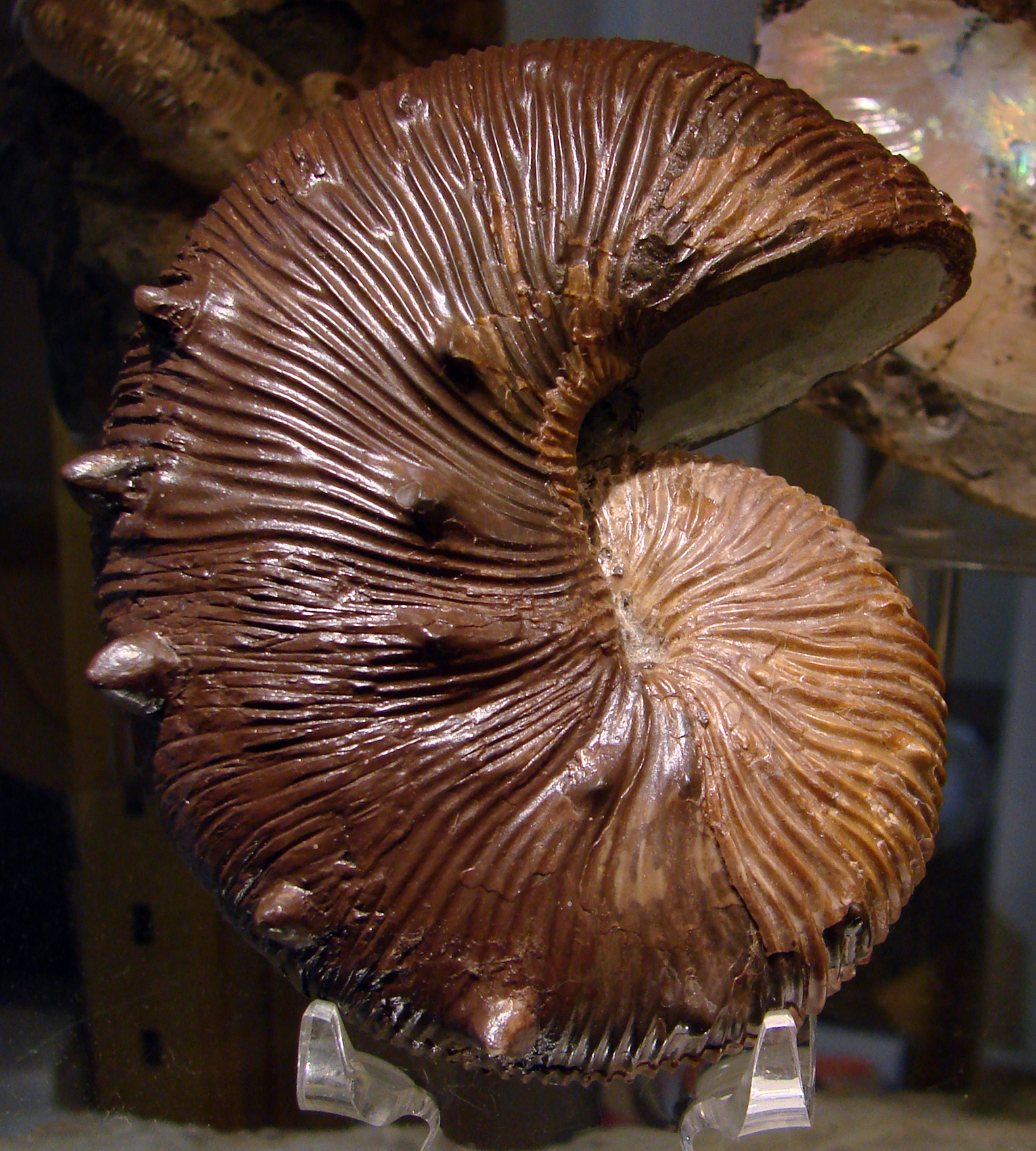
Scaphites

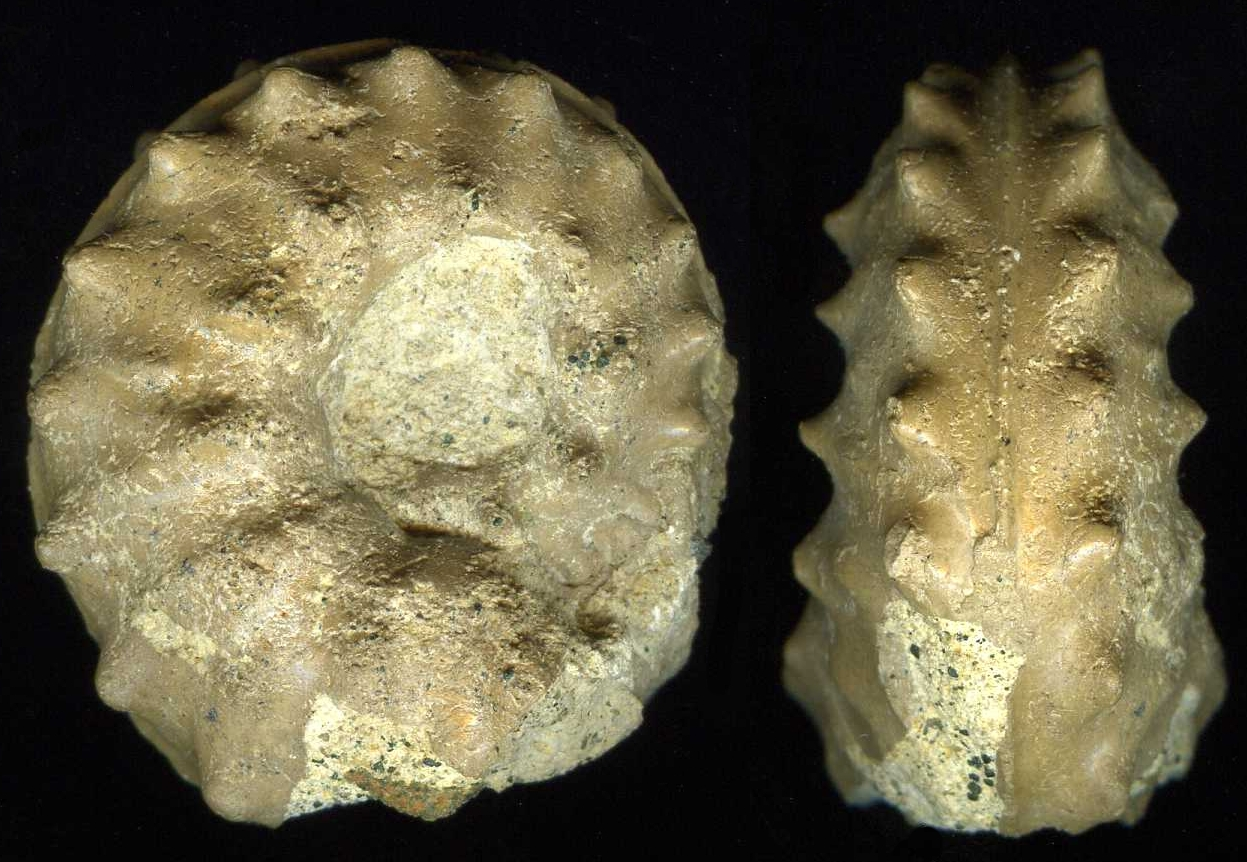
Schloenbachia

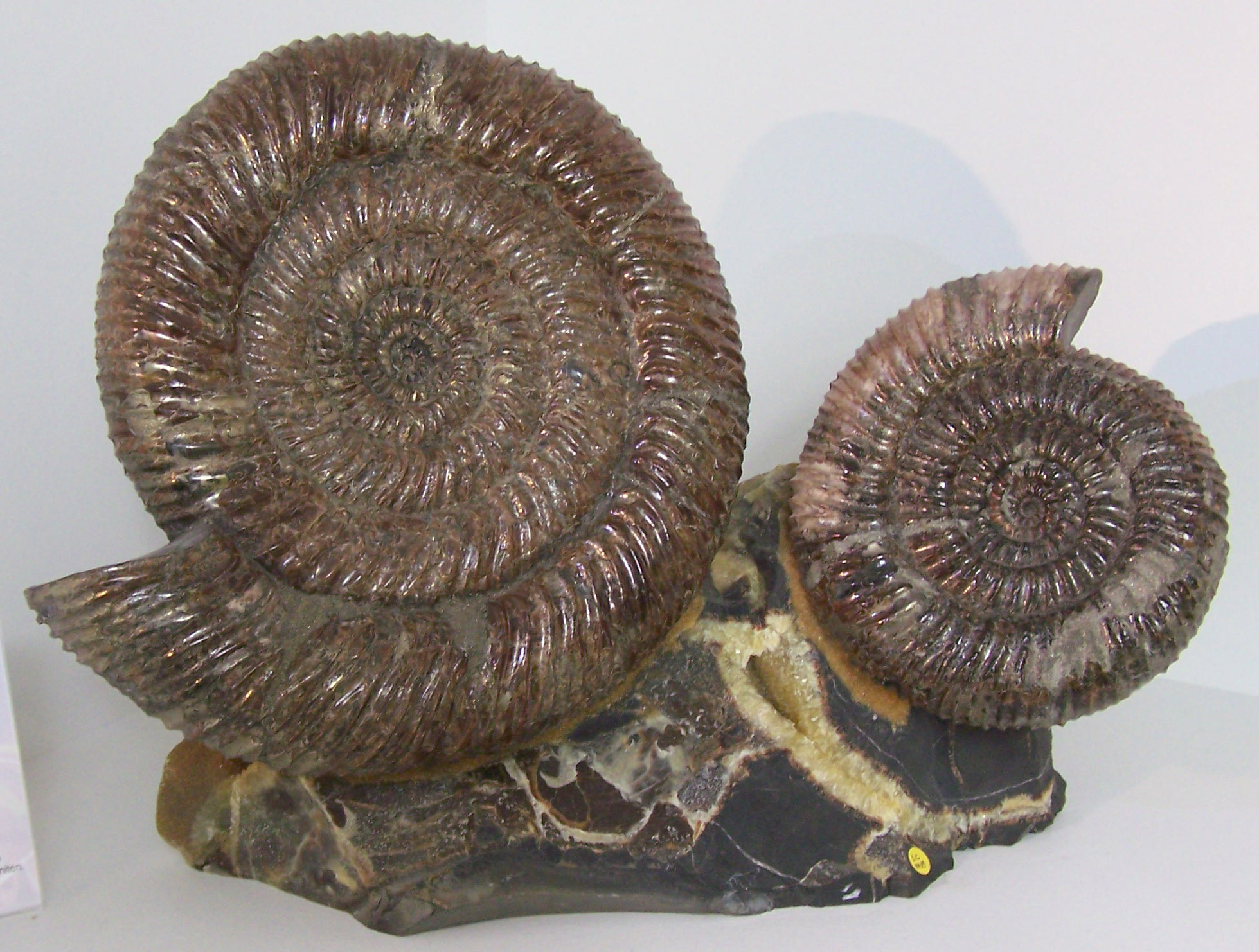
Speetoniceras

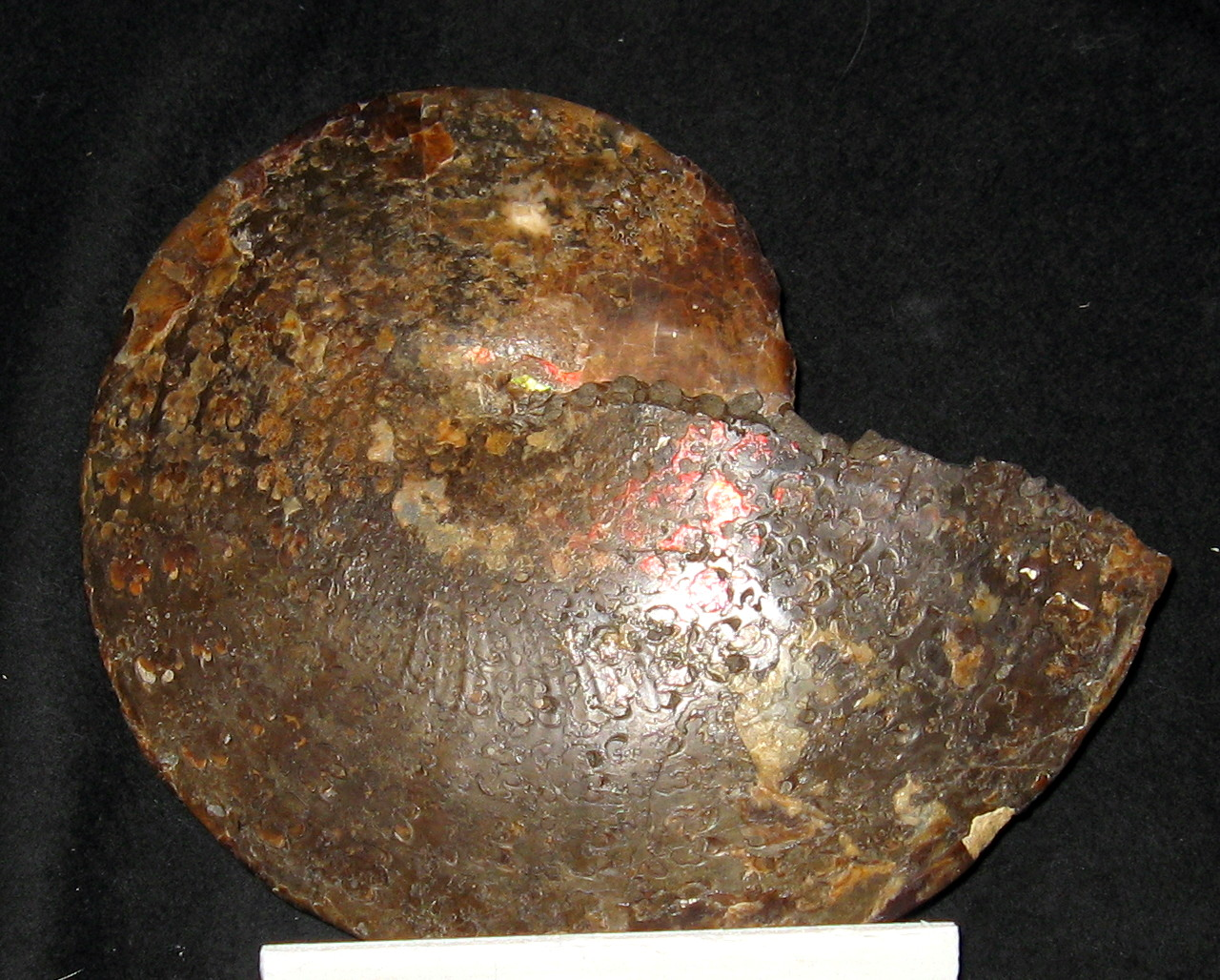
Sphenodiscus

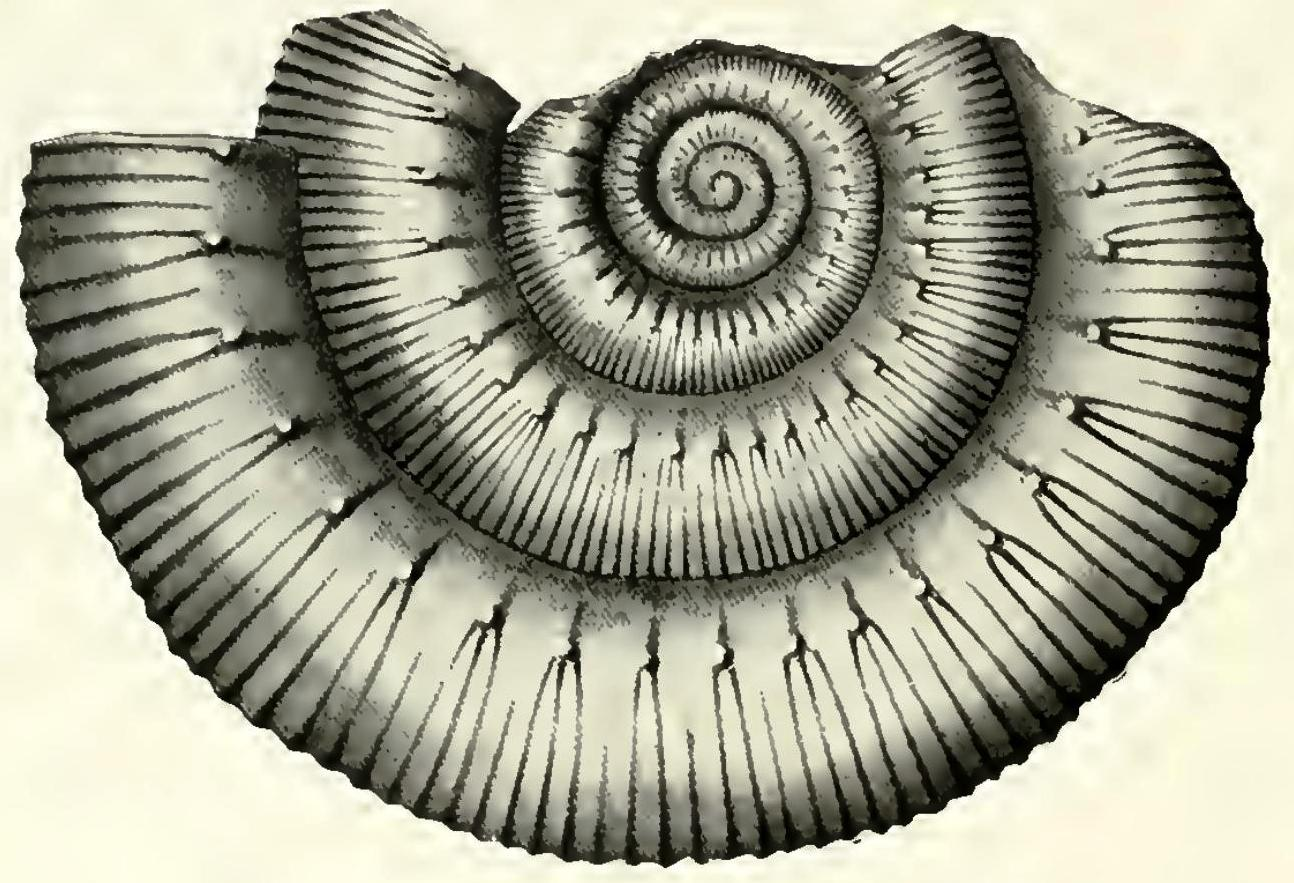
Stephanoceras

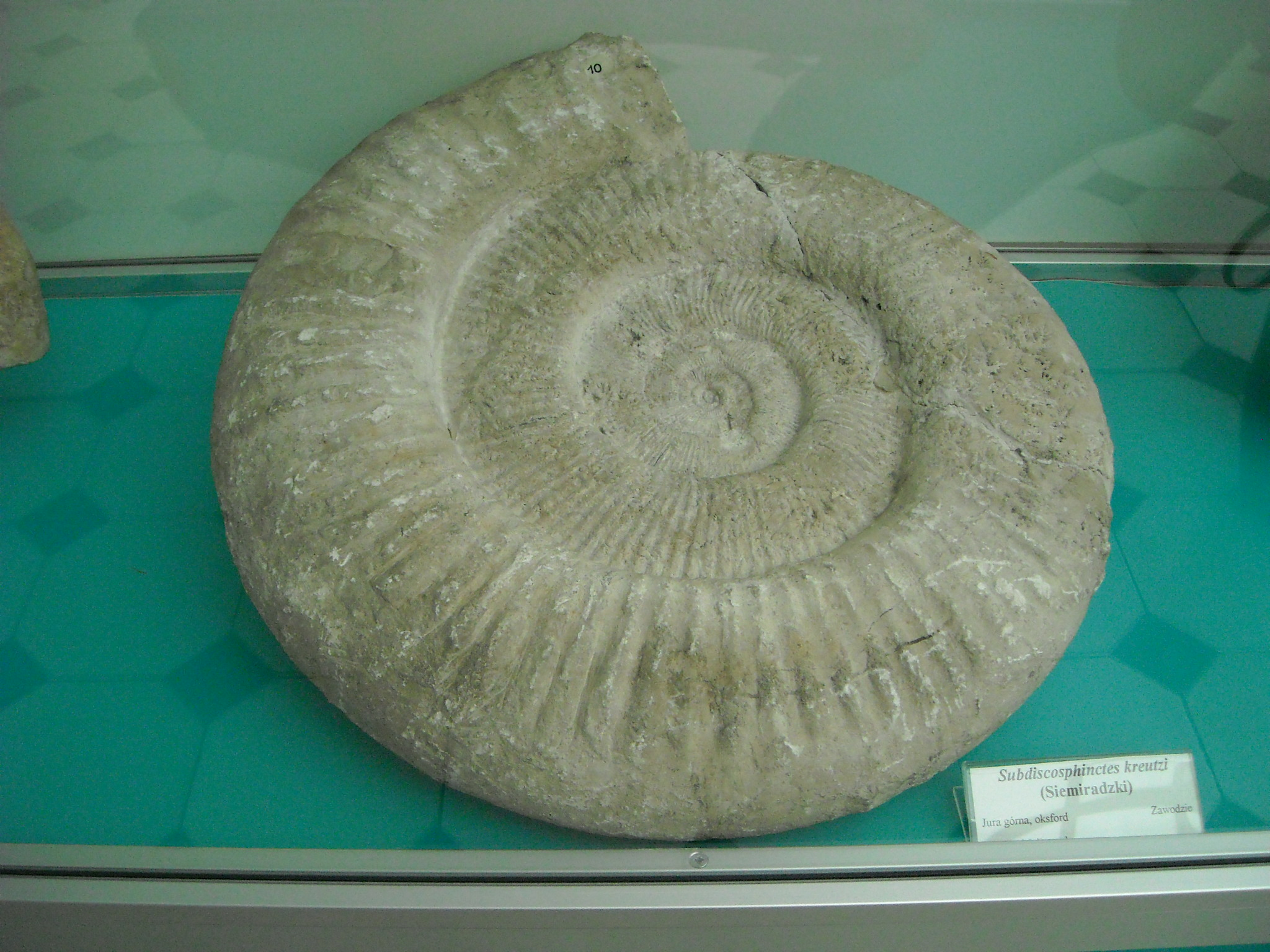
Subdiscosphinctes

- †Sageceras
- †Sagenites
- †Saghalinites
- †Sakhaites
- †Sakmarites
- †Salaziceras
- †Salfeldiella
- †Saltericeras
- †Salterites
- †Sandbergeroceras
- †Sandlingites
- †Sangzhites
- †Sanmartinoceras
- †Sanyangites
- †Sarasinella
- †Saxoceras
- †Saynella
- †Saynoceras
- †Scalarites
- †Scaphamites
- †Scaphites
- †Scaphitodites
- †Scarburgiceras
- †Schartymites
- †Schindewolfites
- †Schindewolfoceras
- †Schistoceras
- †Schistophylloceras
- †Schloenbachia
- †Schlotheimia
- †Schuichengoceras
- †Schwandorfia
- †Sciponoceras
- †Schizoclymenia
- †Scoticardioceras
- †Sellaclymenia
- †Sellagoniatites
- †Sellanarcestes
- †Selwynoceras
- †Semenovites
- †Semiformiceras
- †Semiornites
- †Serpianites
- †Serramanticoceras
- †Seymourites
- †Shakraceras
- †Shangraoceras
- †Shaoyangoceras
- †Sharpeiceras
- †Shasticrioceras
- †Shastoceras
- †Shengoceras
- †Shikhanites
- †Shirbuirnia
- †Shouchangoceras
- †Shumardites
- †Siberiptychites
- †Sibirites
- †Sibyllites
- †Sicanites
- †Sicilioceras
- †Siculites
- †Siemiradzkia
- †Sigaloceras
- †Silberlingites
- †Silenticeras
- †Silesites
- †Silesitoides
- †Simaspidoceras
- †Simbirskites
- †Simichelloceras
- †Simmoceras
- †Simoceras
- †Simocosmoceras
- †Simonyceras
- †Simosphinctes
- †Simotoichites
- †Sindeites
- †Sinotites
- †Sinzovia
- †Sirenites
- †Sirenotrachyceras
- †Sivajiceras
- †Sizilites
- †Skirroceras
- †Skolekostephanus
- †Slatterites
- †Sobolewia
- †Sohlites
- †Sokolovites
- †Solenoceras
- †Solgerites
- †Soliclymenia
- †Somaliceras
- †Somalites
- †Somoholites
- †Sonneratia
- †Sonninia
- †Sornayceras
- †Sosioceras
- †Sowerbyceras
- †Spathiceras
- †Spathites
- †Speetoniceras
- †Sphaeroceras
- †Sphaerocladiscites
- †Sphaerocoeloceras
- †Sphaerodomites
- †Sphaeromanticoceras
- †Sphaeroptychius
- †Sphenarpites
- †Sphenoclymenia
- †Sphenodiscus
- †Sphingites
- †Spinammatoceras
- †Spinokosmoceras
- †Spinoleiophyllites
- †Spiroceras
- †Spirogmoceras
- †Spirolegoceras
- †Spiticeras
- †Spitidiscus
- †Sporadoceras
- †Stacheites
- †Stacheoceras
- †Stantonoceras
- †Staufenia
- †Stegoxyites
- †Stehnocephalites
- †Steinmannites
- †Stemmatoceras
- †Stenarcestes
- †Stenocadoceras
- †Stenoclymenia
- †Stenocyclus
- †Stenoglaphyrites
- †Stenopharciceras
- †Stenopopanoceras
- †Stenopronorites
- †Stephanites
- †Stephanoceras
- †Stikinoceras
- †Stoliczkaia
- †Stolleites
- †Stomohamites
- †Stoppaniceras
- †Streblites
- †Strebliticeras
- †Strenoceras
- †Striatosirenites
- †Strigoceras
- †Strigogoniatites
- †Strungia
- †Sturia
- †Styracoceras
- †Styrites
- †Subalpinites
- †Subarcthoplites
- †Subastieria
- †Subbarroisiceras
- †Subbonarellia
- †Subcollina
- †Subcolumbites
- †Subcraspedites
- †Subdichotomoceras
- †Subgrossouvria
- †Subinyoites
- †Subitoceras
- †Subkossmatia
- †Sublithacoceras
- †Sublunuloceras
- †Submantelliceras
- †Submeekoceras
- †Submortoniceras
- †Subnebrodites
- †Subneumayria
- †Subolenekites
- †Suboosterella
- †Subperrinites
- †Subplanites
- †Subprionocyclus
- †Subpulchellia
- †Subsaynella
- †Subshumardites
- †Substeueroceras
- †Substreblites
- †Subthurmannia
- †Subtissotia
- †Subvertebriceras
- †Subvishnuites
- †Sudeticeras
- †Sulciferites
- †Sulcimitoceras
- †Sulcoclymenia
- †Sulcodimorphoceras
- †Sulcogirtyoceras
- †Sulcohamites
- †Sulcohamitoides
- †Sulcohoplites
- †Sundaites
- †Sunites
- †Surenites
- †Sutneria
- †Svalbardiceras
- †Sverdrupites
- †Svetlanoceras
- †Sympolycyclus
- †Synartinskia
- †Syngastrioceras
- †Synpharciceras
- †Synuraloceras
- †Synwocklumeria
- †Syrdenites

## T

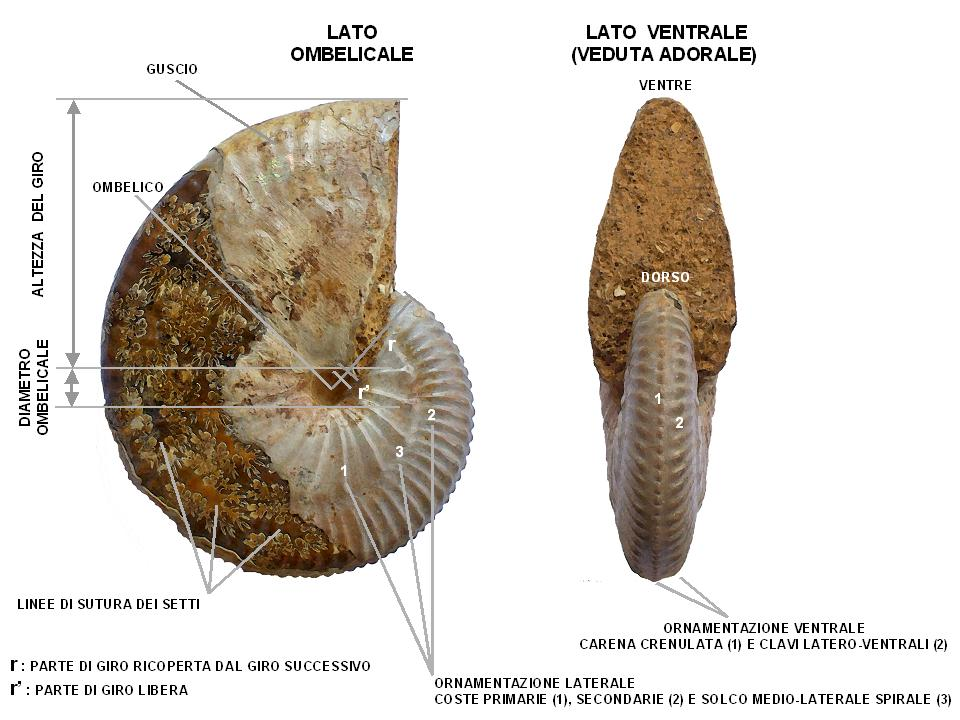
Taramelliceras

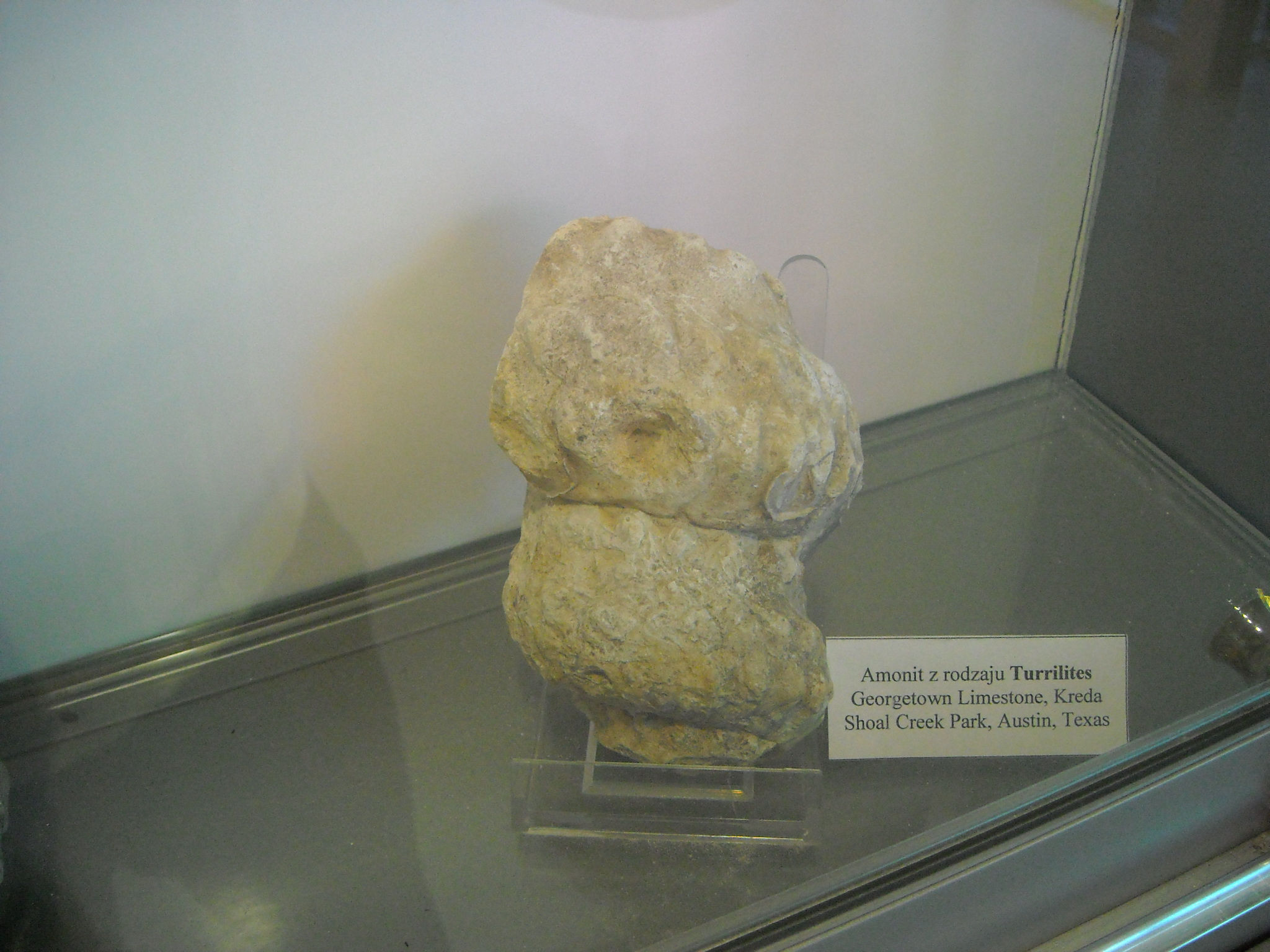
Turrilites

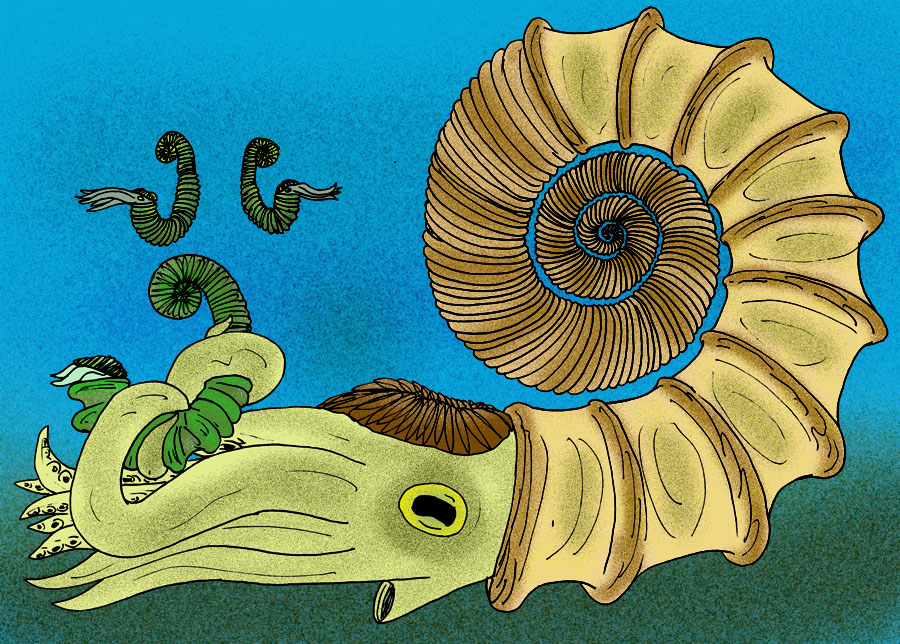
Tropaeum vangt een Australiceras terwijl er op de achtergrond twee Labeceras zwemmen.

- †Tabantalites
- †Taffertia
- †Talenticeras
- †Tamarites
- †Tapashanites
- †Taramelliceras
- †Tardeceras
- †Tarrantoceras
- †Taskanites
- †Tauroceras
- †Tectiretites
- †Tegoceras
- †Teicherticeras
- †Telermoceras
- †Teloceras
- †Telodactylus
- †Temnoptychites
- †Terektites
- †Teshioites
- †Tetrahoplites
- †Tetrahoplitoides
- †Tetraspidoceras
- †Texanites
- †Texoceras
- †Thallassoceras
- †Thambites
- †Thamboceras
- †Thanamites
- †Theganoceras
- †Thetidites
- †Thisbites
- †Thomasites
- †Thomelites
- †Thorsteinssonoceras
- †Thraxites
- †Thurmannia
- †Thurmanniceras
- †Tibetites
- †Ticinites
- †Tiltoniceras
- †Timanites
- †Timanoceras
- †Timorites
- †Tirolites
- †Tissotia
- †Titanites
- †Tithopeltoceras
- †Tjururpites
- †Tmaegoceras
- †Tmaegophioceras
- †Tmetoceras
- †Tollia
- †Tolypeceras
- †Tompophiceras
- †Tongluceras
- †Tongoboroceras
- †Tonoceras
- †Torcapella
- †Toricellites
- †Torleyoceras
- †Tornia
- †Tornoceras
- †Tornquisites
- †Tornquistites
- †Torquatisphinctes
- †Tovebirkelundites
- †Toxamblyites
- †Toxolioceras
- †Tozerites
- †Trachybaculites
- †Trachyceras
- †Trachylytoceras
- †Trachyphyllites
- †Trachypleuraspidites
- †Trachysagenites
- †Trachyscaphites
- †Trachystenoceras
- †Tragodesmoceras
- †Tragodesmoceroides
- †Tragolytoceras
- †Tragophylloceras
- †Tragorhacoceras
- †Transicoeloceras
- †Traskites
- †Treptocceras
- †Trettinoceras
- †Triaclymenia
- †Triagolytoceras
- †Triainoceras
- †Tridentites
- †Trigonogastrioceras
- †Trilobiticeras
- †Trimanticoceras
- †Trimarginia
- †Trimarginites
- †Triozites
- †Tritropidoceras
- †Trizonoceras
- †Trochleiceras
- †Trochoclymenia
- †Trolliceras
- †Tropaeum
- †Tropiceltites
- †Tropidoceras
- †Tropigastrites
- †Tropigymnites
- †Tropites
- †Tropitoides
- †Truyolsoceras
- †Tsvetkovites
- †Tuberodiscoides
- †Tugurites
- †Tulites
- †Tumaroceras
- †Tumilites
- †Tunesites
- †Tunglanites
- †Turrilites
- †Turrilitoides
- †Tympanoceras
- †Tyrannites

## U

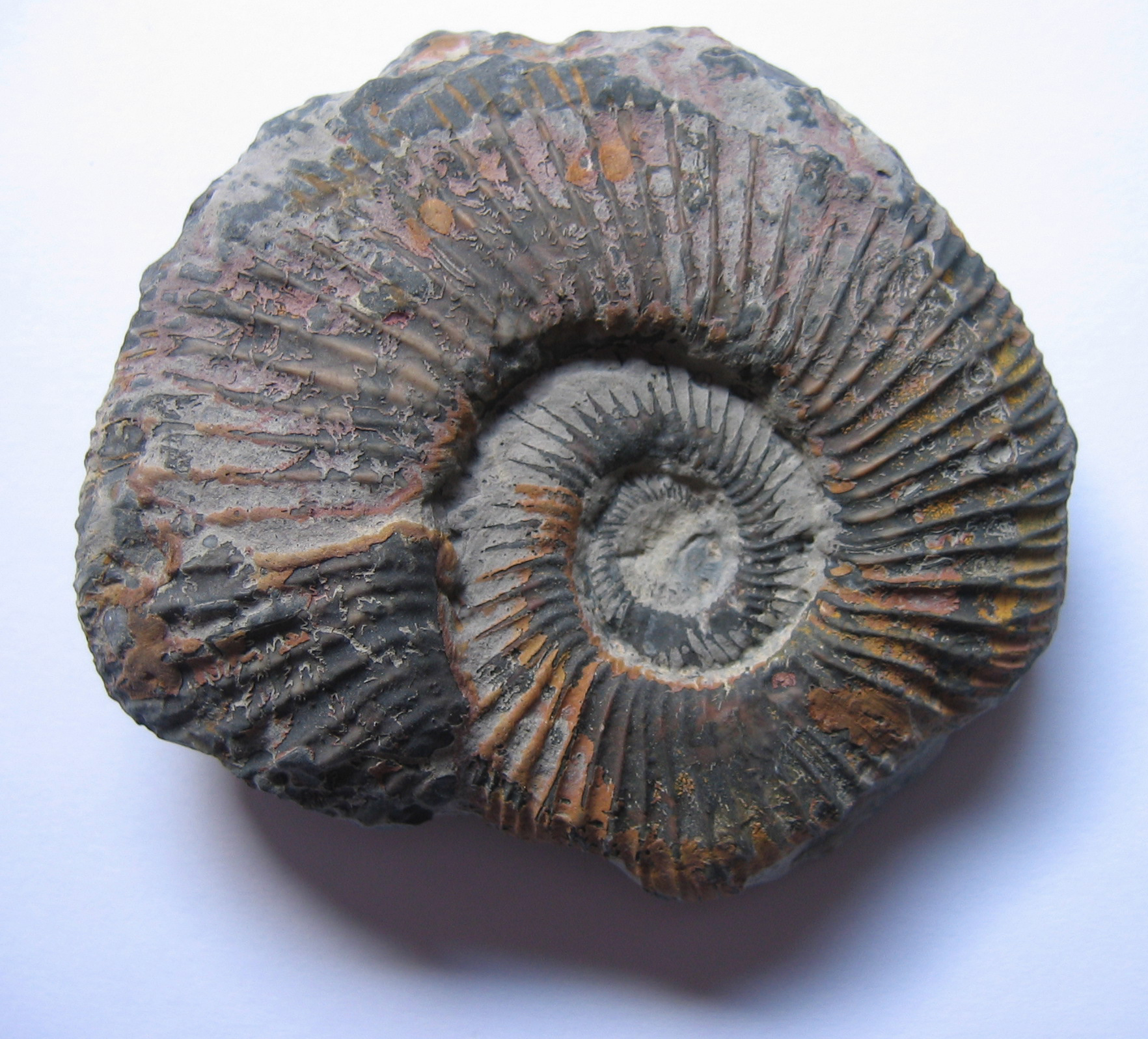
Uptonia

- †Uchtites
- †Uddenites
- †Uddenoceras
- †Uhligella
- †Uhligia
- †Uhligites
- †Umbetoceras
- †Umiates
- †Unipeltoceras
- †Unquatornoceras
- †Uptonia
- †Urakawites
- †Uraloceras
- †Uraloclymenia
- †Uralopronorites
- †Ussuria
- †Ussurites
- †Utaturiceras

## V
- †Vacekia
- †Valanginites
- †Valdedorsella
- †Vallites
- †Vandaites
- †Vascoceras
- †Vavilovites
- †Velebites
- †Veleziceras
- †Venezoliceras
- †Verancoceras
- †Vermiceras
- †Vermisphinctes
- †Verneuilites
- †Vertebriceras
- †Vertebrites
- †Veveysiceras
- †Vicininodiceras
- †Vickohlerites
- †Vidrioceras
- †Villania
- †Vinalesites
- †Vinalesphinctes
- †Virgataxioceras
- †Virgatites
- †Virgatopavlovia
- †Virgatosimoceras
- †Virgatosphinctes
- †Virgatospinctoides
- †Vishnuites
- †Voehringerites
- †Vredenburgites

## W
- †Waagenina
- †Waagenoceras
- †Waehneroceras
- †Wagnericeras
- †Waldthausenites
- †Wangoceras
- †Wasatchites
- †Watinoceras
- †Wedekindella
- †Wellerites
- †Wellsites
- †Welterites
- †Werneroceras
- †Wewokites
- †Wheatleyites
- †Whitbyiceras
- †Wichmanniceras
- †Wiedeyoceras
- †Winchelloceras
- †Windhauseniceras
- †Winslowoceras
- †Wintonia
- †Witchellia
- †Wocklumeria
- †Wopfingites
- †Wordieoceras
- †Worthoceras
- †Wrightoceras
- †Wyomingites

## X

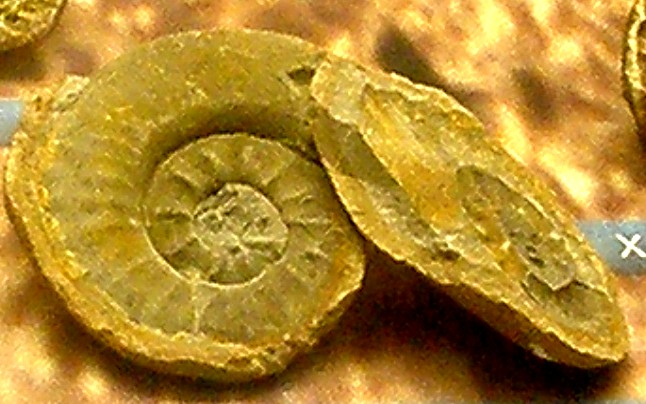
Xenodiscus

- †Xenoceltites
- †Xenocephalites
- †Xenodiscus
- †Xenodrepanites
- †Xipheroceras
- †Xiphogymnites

## Y
- †Yabeiceras
- †Yakounia
- †Yakutoceras
- †Yakutoglaphyrites
- †Yezoites
- †Yinoceras
- †Yokoyamaceras

## Z
- †Zadelsdorfia
- †Zaraiskites
- †Zealandites
- †Zemistephanus
- †Zenoites
- †Zenostephanus
- †Zephyroceras
- †Zetoceras
- †Zigzagiceras
- †Ziyunites
- †Zonovia
- †Zuercherella
- †Zugodactylites
- †Zugokosmoceras
- †Zuluiceras
- †Zuluscaphites
- †Zurcherella
- †Zurcheria